# トヨタ自動車

トヨタマーク

トヨタ自動車株式会社（トヨタじどうしゃ、英: TOYOTA MOTOR CORPORATION）は、愛知県豊田市に本社を置く日本最大手の自動車メーカー。愛知県刈谷市に本社を置く豊田自動織機を源流とするトヨタグループの中核企業。ダイハツ工業と日野自動車の親会社、SUBARUの筆頭株主。通称はトヨタ、TMC。
トヨタグループ全体の2024年の販売台数は1,082万台で5年連続で世界1位となった。世界最大の自動車メーカーの1つで、2021年時点の単独売上高は全世界の企業の中で世界9位。2022年における企業ブランド力は世界6位。売上高、営業利益、時価総額、従業員数という点において日本最大の企業である。
東証プライム市場およびニューヨーク証券取引所（NYSE）上場企業で、かつ日経平均株価およびTOPIX Core30、JPX日経インデックス400の構成銘柄の一つ。

## 歴史

### 創業

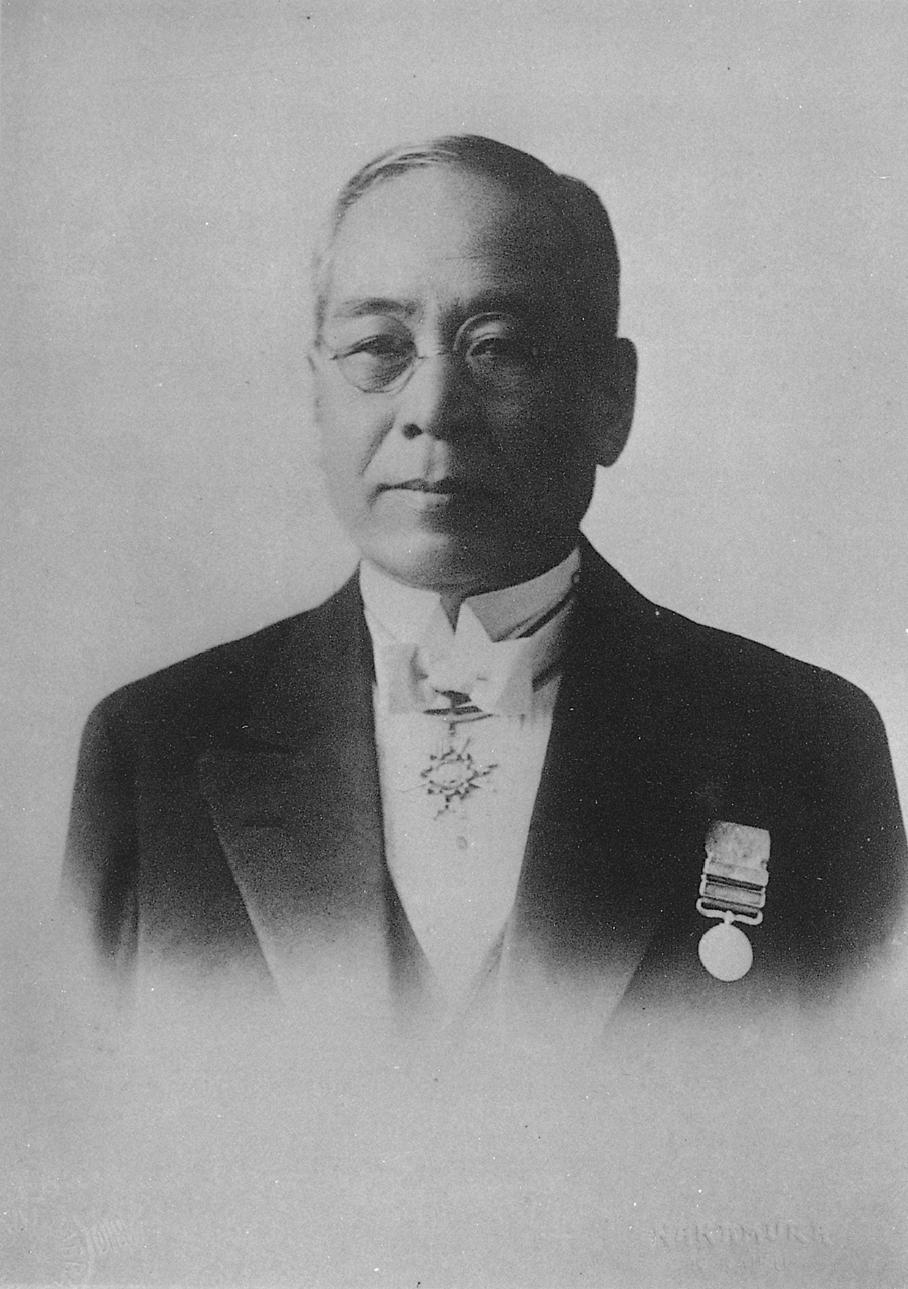
トヨタグループ創始者 豊田佐吉

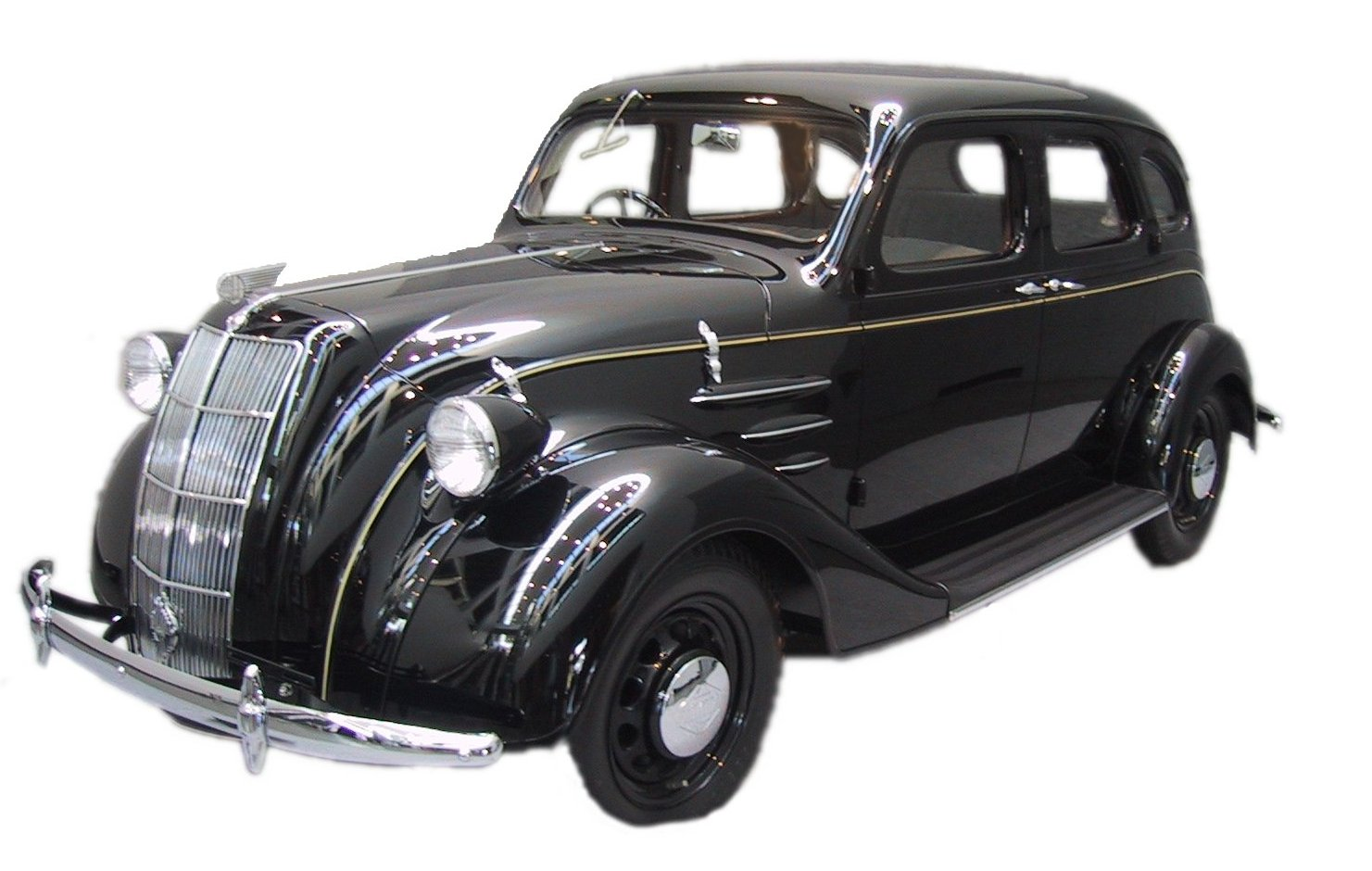
1936年に発売されたAA型乗用車（復元車）

豊田佐吉が愛知県碧海郡刈谷町（現・刈谷市）に創業した株式会社豊田自動織機製作所（現・株式会社豊田自動織機）内に、1933年（昭和8年）9月に開設された自動車部がトヨタ自動車の起源である。同部門は、「中京デトロイト化構想」の創案者で大同メタル工業創立者の川越庸一が豊田喜一郎を説き伏せ、設置に至った。
初代自動車部部長にはその川越庸一を迎え入れ、佐吉の息子である豊田喜一郎 が中心となって設立したが、初代社長は佐吉の娘婿で喜一郎の義兄である豊田利三郎が就いた。

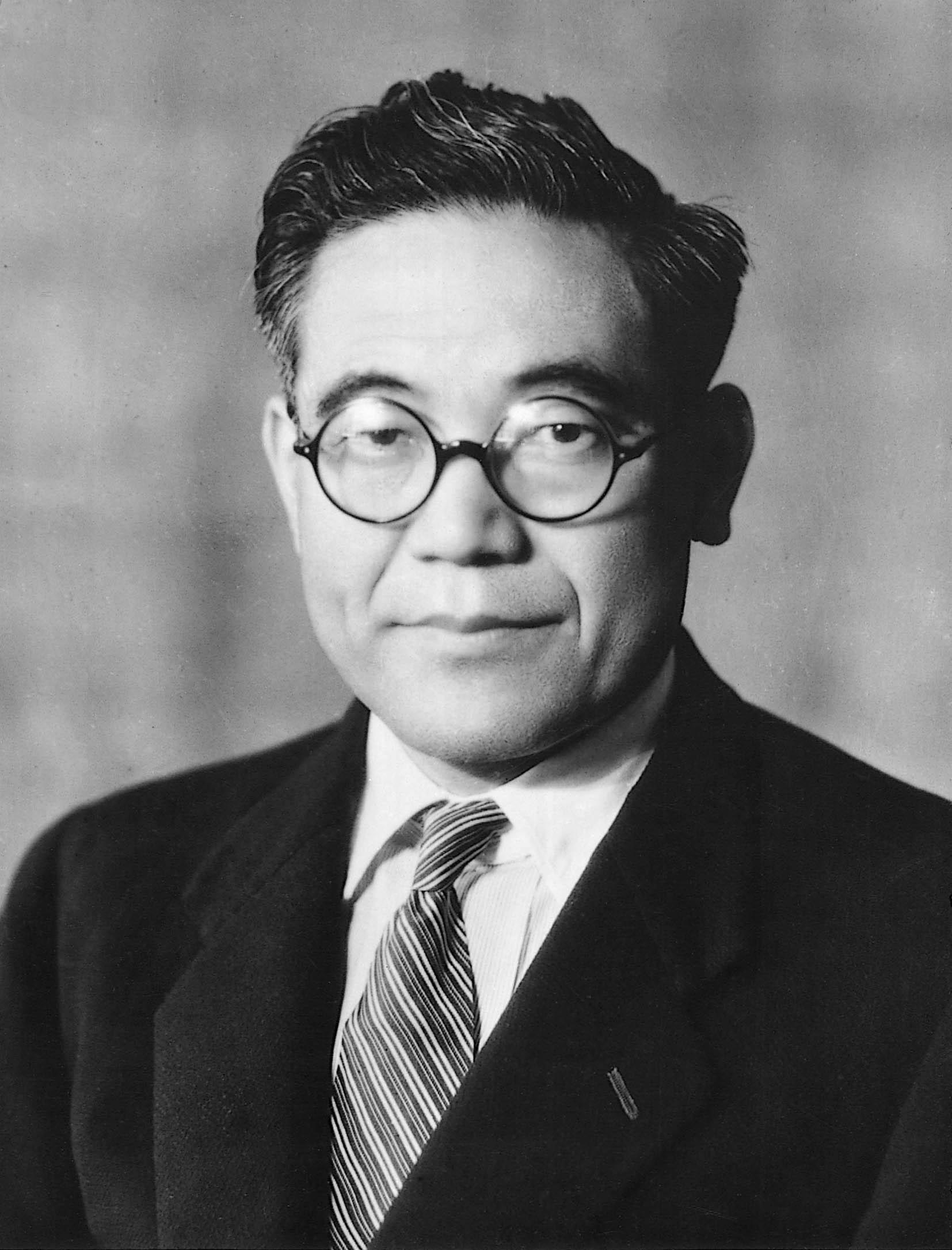
実質的創業者の第2代社長 豊田喜一郎

織機製作における鋳造・機械加工技術などのノウハウを活かし、研究期間を経て1935年（昭和10年）11月にG1型トラックを発表。翌1936年（昭和11年）9月に、同社初の量産乗用車であるAA型乗用車と、同時にG1型の改良型であるGA型トラックを発表した。
自動車事業進出直後から量産化に向けた工場用地の検討に入っており、愛知県西加茂郡挙母町（現・豊田市）の論地ヶ原と呼ばれる広大な不毛の地に定め、1933年11月から買収に動き出し、1935年12月に58万坪の用地を取得した。1937年（昭和12年）3月、自動車部の分離独立の見通しが立ったと判断した喜一郎は、新会社の設立と挙母工場（現・本社工場）の建設を決断する。同年8月28日にトヨタ自動車工業株式会社（トヨタ自工）が設立され、翌1938年（昭和13年）11月3日に挙母工場が竣工した。創立記念日は挙母工場竣工の11月3日を採用している。
豊田自動織機製作所自動車部時代は、社名中の「豊田」の読みが「トヨダ」であったため、ロゴや刻印も英語は「TOYODA」であった。エンブレムは漢字の「豊田」を使用していた。しかし、1936年（昭和11年）夏に行われた新トヨダマークの公募で、約27,000点の応募作品から選ばれたのは「トヨダ」ではなく「トヨタ」（中島種夫作）のマークだった。理由として、デザイン的にスマートであること、画数が8画で縁起がいいこと、個人名から離れ社会的存在へと発展することなどが挙げられている。1936年9月25日に「トヨタ（TOYOTA）」の使用が開始され、翌年の自動車部門独立時も「トヨタ自動車工業株式会社」が社名に採用された。

### 初期
1941年に利三郎は会長に退き、第2代社長に創業者の喜一郎が就任した。日中戦争および太平洋戦争中は主に帝国陸軍向けのトラックと、少数のAA型乗用車、派生型のAB型（ABR型）・AC型などを生産した。航空機部門においては陸軍の要請で川崎重工業との合弁で東海航空工業（後のアイシン）を設立し、トヨタ自身も航空機用エンジンとなる「天風ハ13甲2型」を製造したほか、1943年には2人乗りのヘリコプターも試作した（下記参照）。1944年1月にはトヨタが軍需企業に指定されて軍需省の統制下に入った。1945年8月14日にはアメリカ軍の爆撃で挙母工場の約4分の1が破壊された。これは長崎市への原子爆弾投下を実施したチャールズ・スウィーニー指揮のアメリカ空軍第509混成部隊によるパンプキン爆弾の投下とされている。
挙母工場爆撃の翌日、8月15日に昭和天皇の玉音放送で日本の降伏が発表され、連合国軍最高司令官総司令部(GHQ)による日本統治が始まると、トヨタは民需企業への転換が認められ、月産1500台のトラック生産が許された。また、GHQによる財閥解体の対象からも逃れ、豊田喜一郎への公職追放も行われなかったため、戦後の自動車工業の復興において相対的に有利な立場に立った。これ全国販売網の構築においても起こり、戦時中に自動車販売を一元的に統制していた日本自動車配給株式会社（日配）が解体された際、米軍統治に入った沖縄県を除く46都道府県の県内組織のうち7割の32都府県がトヨタの地域ディーラーへ移行し、1947年には全国販売網の形成がほぼ完成した。なお、1946年1月19日にトヨタ自動車コロモ労働組合が結成され、同年7月には会社側と労働協約を締結した。同組合は1948年3月には日産自動車といすゞ自動車の労働組合とともに産業別労働組合である全日本自動車産業労働組合（全自動車）を結成し、同組合は全自動車東海支部トヨタコロモ分会として、全国労働組合連絡協議会（全労連）傘下で急進的な活動を展開した。

### 1950年危機
復興の歩みを進めていたトヨタだったが、1949年2月のドッジ・ライン開始に伴い日本経済はデフレと「安定恐慌」状態になり、トヨタは自動車販売の自由化を獲得したものの、公定価格制が残っていた中で資材の高騰に対し自動車販売価格の変更が遅れたこと、戦前の好調を支えた割賦販売方式も各顧客が返済期間の長期化を求めて売掛金が増加する影響を受けたことで、トヨタは1949年後半から明白に経営状況が悪化した。
同年12月16日、不採算部門だった社内の電装部を子会社として分離独立させた日本電装（現在のデンソー）で大規模な人員解雇（整理）策が提示されたのを皮切りに、トヨタの社内労組である全自動車東海支部トヨタコロモ分会は日本電装分会の支援とともに経営側との再建策協議を行い、12月23日には会社側が人員整理（解雇、リストラ）を絶対に行わず、組合側は賃金ベースの1割カットを承諾する覚え書きを交わした。
しかし1950年に入ってもトヨタの赤字は増大を続け、労組は4月9日から労働争議行動を開始し、会社側に経営再建計画の提出を要求した。4月24日に提示された会社側の再建案は、緊急融資を行った各銀行からの要求も受け、東京都区内にある芝浦工場 と田町工場の閉鎖、1600人の希望退職者募集、残留者の賃金1割カットなどとなり、労使間の激しい交渉が続いた。
その中で5月27日に豊田喜一郎社長が副社長や常務とともに辞任の意向を示し、6月5日に実際に辞任すると、会社側の早期解決希望を受けた組合側は6月10日に会社側と解決の覚書を交わした。これにより、既に1700人を超えていた希望退職の実施、両工場の閉鎖、賃金カットなどが行われ、結果として販売部門を含む全社員の4分の1を超える2146人が退職した（残留者は5996名）。7月18日には臨時取締役会で全役員の退任が決まり、親会社である豊田自動織機製作所の石田退三社長がトヨタ社長を兼任した。
トヨタ史上最大のこの危機は、労使覚書締結から半月後の6月25日に始まった朝鮮戦争で一気に解決へ向かった。国連軍としてアメリカ軍が直接参戦し、後方支援地域として日本の重要性が一気に高まると、トヨタも軍用トラック特需を受注して増産体制に入ったため倒産を回避し、その後も続く収益を利用して老朽化した設備の更新を実現して増産要請に応え、以後の発展へのインフラ整備に成功した。同時に技術者の中村健也の監督のもと、国産自家用車の開発を開始した。
この経営危機時、主力銀行だった帝国銀行・東海銀行・大阪銀行の3行をはじめ、都銀・地銀含めトヨタと取引のあった銀行25行のうち、大阪銀行を除く銀行24行による協調融資団が結成される。その中、帝国銀行、東海銀行を中心とする銀行団の緊急融資の条件として、販売強化のために1950年4月3日にトヨタ自動車販売株式会社（トヨタ自販）が設立された。同社の社長には豊田自動織機による自動車生産の開始当初から販売部門の責任者を務め、戦争直後の販売網構築にも手腕を発揮した神谷正太郎が就任した。このとき融資に協力した帝国銀行と東海銀行が主力銀行となるが、上記の通りに融資条件に合理化も含まれており、トヨタは初の人員整理を断行している。帝国銀行は1954年に戦前の三井銀行に復称してもトヨタのメインバンクであり、その後もトヨタが三井グループの一員として、三井宗家に源流はないものの大きな影響力を行動する原因となった。また、東海銀行は愛知県を中核地域とする都市銀行として、UFJ銀行を経て三菱UFJ銀行に到るまで関係を維持した。
一方、経営危機の際、主力銀行の1つだった大阪銀行は、協調融資どころか逆に貸付金回収をおこない、「機屋に貸せても、鍛冶屋には貸せない（豊田自動織機に貸せても、トヨタ自動車には貸せない）」とにべもなく融資を断わっている。 これにより同行とは確執が生まれ、後継の住友銀行が三井銀行の後継であるさくら銀行と合併する（三井住友銀行）まで50年のあいだ取引を断絶。口座開設や取引を行わなかった。（ちなみに当時の融資担当常務は、後の同銀行頭取で堀田イズムと称さる合理主義的経営をとった堀田庄三である）。また、千代田銀行は取引解消に至らずも再建策に消極的であったことから、後継の三菱銀行は住友銀行ほどではないが、海外の資金調達や決済など一部に限られて東京銀行と合併する（東京三菱銀行、現・三菱UFJ銀行）まで45年のあいだ全面的な口座開設や取引はされなかった。

### 中興

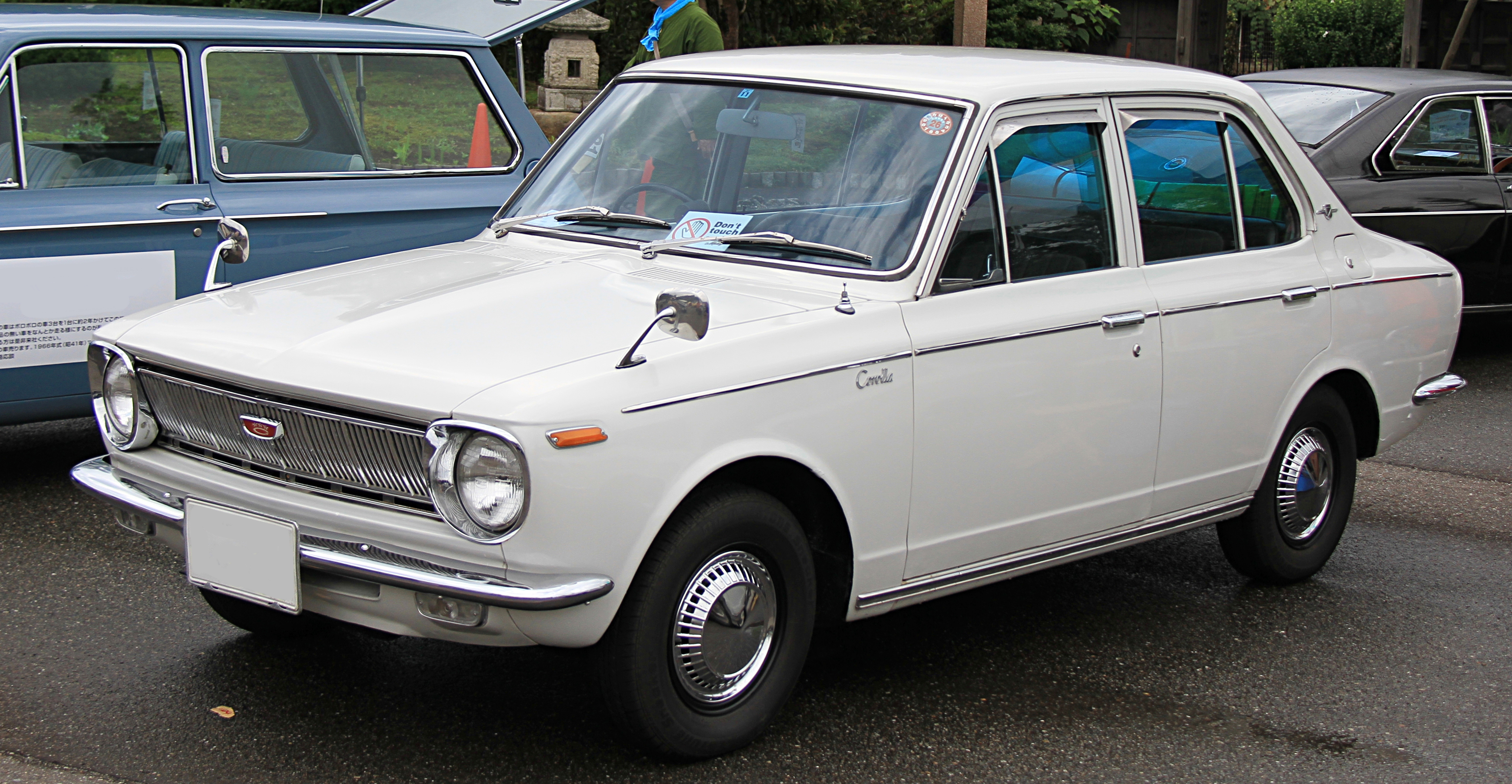
カローラ。33年連続で国内販売台数1位を獲得し、日本のモータリゼーションの発展に貢献した。

本社が位置する挙母町は1951年（昭和26年）3月に市制を施行して挙母市となった。挙母（ころも）は三河国加茂郡の郷名として奈良時代から見られる地名であったが、1958年（昭和33年）1月に挙母商工会議所（現・豊田商工会議所）同志一同による請願書「挙母市を豊田市と市名変更の件」が挙母市議会へ提出され、5月に挙母市議会が採択して挙母市長の長坂貞一が愛知県へ申請、7月に愛知県の許可を得て、1959年（昭和34年）1月に豊田市と市名変更された。同時に「トヨタ町」の町名も実施され、本社所在地の表示が「挙母市大字下市場字前山8番地」から「豊田市トヨタ町1番地」に変更された。日本の企業城下町において、町名（大字）に企業名が採用された事例は少なくないが、市名にまで企業名が採用された事例は稀である。
喜一郎の後を継いだ石田退三社長の時代にクラウン（1955年）、コロナ（1957年）、ダイナ（1959年）、パブリカ（1961年）などロングセラーカーを開発し、販売網の整備を推し進めた。1956年クラウンがロンドン－東京間を走破、国産自動車メーカー各社の自信となった。のちの中川不器男社長時代にスポーツ800（1965年）、カローラ（1966年）、ハイエース、2000GT（1967年）などを発売。特にカローラの躍進により、トヨタは国内シェアトップを不動のものとした。このころから北米、タイ、ブラジルなどにも進出し、カローラが発売後10年の1974年に車名別世界販売台数1位になって、トヨタの急速な世界展開をリードした。
この一連の発展には1950年危機からの教訓があった。銀行団による融資引き上げや経営介入が前社長の豊田喜一郎や大量の社員を退職に追い込んだのを見た石田は「無借金経営」を志向し、停滞を知らない売上台数の拡大はこれを可能とした。三井銀行の規模はトヨタと取引を断絶した住友銀行や取引が限られた三菱銀行より小さかったこともあり、トヨタは三井銀行に対してむしろ融資をする側へと回った。
また、大量退職や賃金カットで痛手を負った労組側はその後も日本社会党が進める破壊活動防止法反対運動の政治闘争を続け、1951年7月からは経営側との労働協約が失効したが、上部団体の全自動車が1953年の日産争議敗北を契機にして苦境に立つと、トヨタ出身の岩淵達也委員長により全自動車は1954年に解散した。トヨタ労組は1955年1月には「トヨタ自動車労働組合」として産業別労働組合から企業別労働組合へと改組し、独立性を高めた。これは日本労働組合総評議会（総評）の最左派とも呼ばれた全自動車路線からの訣別を意味した。
トヨタ労組は1958年には労使協調路線を取って日産社内で主導権を握った日産自動車労働組合などと合同で全国自動車労組懇談会（全懇）を発足させ、1965年には日産以外の各社労働組合による自動車産業労働組合協議会（自動車労協）結成へとつながり、日本の自動車産業労働運動の主導権を握った。1972年には日産労連も合流した全日本自動車産業労働組合総連合会（自動車総連）発足にこぎ着け、労使協調と反共主義を中心とし1964年に発足した全日本労働総同盟（同盟）の有力組合として、同盟の強い支援を受けた民社党（民主社会党）を支え、特に愛知県内における右派系野党の優位を作り出した。社内では1974年2月28日に会社側と23年ぶりに労働協約を締結し、長年の対決に完全な終止符を打った。労使双方で目指されたこれらの安定志向や独立性の確保はその後のトヨタの企業体質を形成した。
このころ日本はOECDに加盟して外国車の輸入が自由化され、日本の自動車メーカーは生産力に勝るGMやフォードに対抗するべく業界再編が行われていた。シェア首位のトヨタは私的独占の禁止及び公正取引の確保に関する法律（独占禁止法）の関係で他社を吸収合併することが認められなかったため、1966年に日野自動車と、1967年にダイハツ工業 と業務提携を締結した。日野はトヨタの生産ノウハウを吸収してトヨタの小型車生産を請け負い、ダイハツはカローラやパブリカの事実上の上級モデルであるシャルマンとコンソルテを開発・販売しながら四輪開発の経験を積んだ。こうしてトヨタは「200万台体制」に向けた準備を整えた。一方、大量生産のペースを上げるトヨタ自工を販売面で支えたのがトヨタ自販だった。同社は1975年まで25年間社長、その後に4年間会長を務めた神谷正太郎により販売網の「同一県内マルチチャンネル化（複数販売網の構築）」に成功し、1961年には神谷が社長となった名古屋放送（現在の名古屋テレビ放送）の筆頭株主となった。
豊田英二社長の時代にセンチュリー（1967年）、スプリンター、マークII（1968年）、カリーナ、セリカ、ライトエース（1970年）、スターレット（1973年）、タウンエース（1976年）、ターセル、コルサ（1978年）、カムリ（1980年）、ソアラ（1981年）などを発売し、公害問題や排ガス規制などに対処した。1980年にビスタ店を設立し、トヨタ店、トヨペット店、カローラ店、オート店（1998年に「（旧）ネッツ店」に改称）とともに「販売5チャネル体制」を確立した。

### 企業統廃合

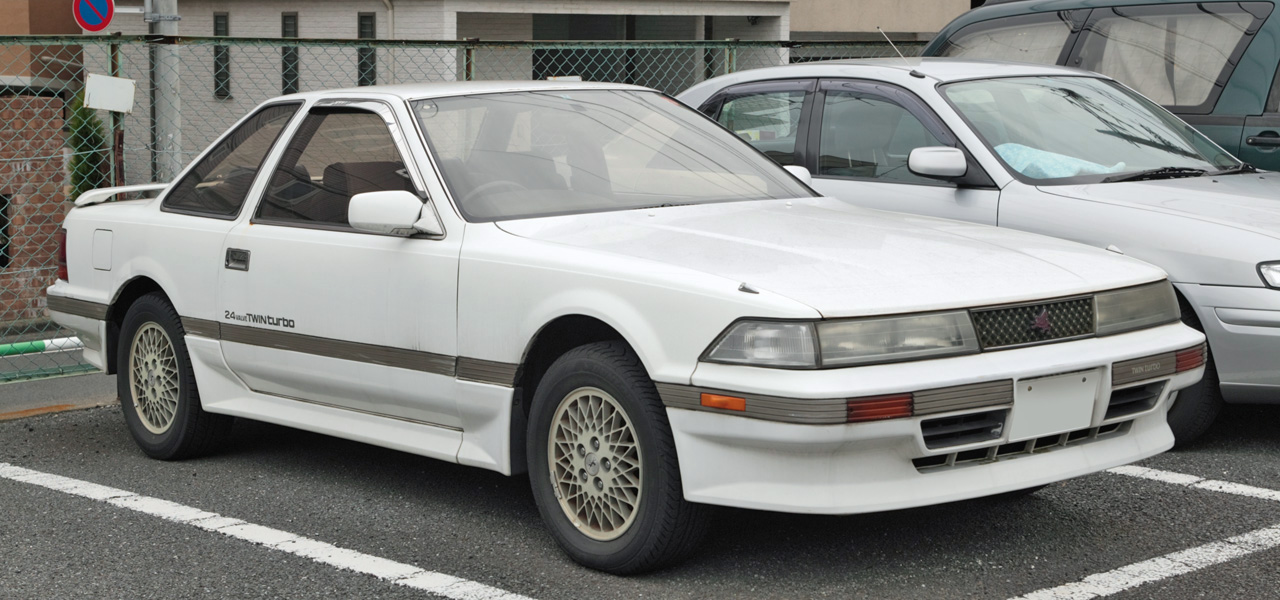
ソアラはトヨタのイメージリーダーとして最新技術が多数投入された。

1982年7月1日、トヨタ自工とトヨタ自販が合併し、現在のトヨタ自動車株式会社となった。新会社はトヨタ自工を合併前日にトヨタ自動車と改称して存続会社とする一方、社長には1981年にトヨタ自販の社長となっていた喜一郎の長男・豊田章一郞が就任し、佐吉の甥である英二はトヨタ自工の社長からトヨタ自動車の会長に退いて、自販側およびディーラーへの配慮を行った。国内市場でビスタ、マスターエース（1982年）、ハイラックスサーフ、MR2（1984年）、カリーナED（1985年）、スープラ（1986年）、セルシオ（1989年）、ウィンダム（1991年）など次世代のトヨタを担う車種を発売し、国内販売高トップの座を強固にした。
1989年にアメリカを主要マーケットとしたトヨタの上級ブランド「レクサス」を立ち上げた。レクサス・LS （日本名、セルシオ） の成功は、日本車が高級乗用車としても通用することを証明した。
1992年に章一郞は社長を退き弟の豊田達郎が社長に就いた。バブル経済の崩壊は自動車業界を直撃してトヨタも影響を受けた。時代はトヨタの得意とするセダン・クーペなどの高級感・格好良さより、SUVやミニバンなどの実用性を重視する分野へと移り変わって行き、シェアは一時40％を切った。トヨタはセダンに力を入れる一方、ミニバンのエスティマ（1990年）や、クロスオーバーSUV（CUV）の先駆けとなるRAV4（1994年）を投入して状況に対応した。不況の続く中、1995年に達郎は高血圧で倒れ、副社長の奥田碩が社長職を継いだ。一方、会長となった豊田章一郎は1994年にトヨタ出身者で初めて経済団体連合会（旧経団連）の会長に就任し、その後に続くトヨタの財界活動活性化の流れを作った。

### 日本一の企業、世界一の自動車メーカーへ

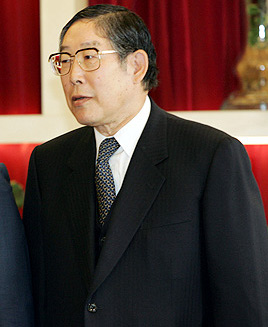
第8代社長・第7代会長の奥田碩。積極的な海外販路拡大路線が推し進められた。

奥田は創業家出身の章一郞会長を後ろ盾に、業績が下降していたトヨタを再生させ、積極的な海外販路拡大路線を開始した。1997年に高級SUVの先駆けとなるハリアーと、世界初の量産ハイブリッドカープリウスの販売を開始し、1999年のヴィッツ発売を機に張富士夫に社長の座を譲った。張は奥田の海外販路拡大路線を推進し、2002年以降は年間50万台ものペースで海外販売台数が急拡大し始めた。2003年に2代目プリウスの販売を開始したが、この成功は「ハイブリッドカーを擁する環境先進企業・トヨタ」のイメージを確立させる事に成功した。2000年から部品の設計開発段階からの原価低減を目指したCCC21活動を開始し、ピーク時の2003年に3,000億円の原価低減を達成した。2003年3月末集計における従業員数は65,551人、トヨタグループの連結子会社の合計は264,096人で日本最大、世界で第三位の企業規模となった。2004年に旧ネッツ店とビスタ店を統合して新生・ネッツ店として再出発した。
傘下企業の関係強化も進み、1998年にダイハツ工業、2001年に日野自動車の株式の過半数を取得した。
また、奥田は1999年に日本経営者連合会（日経連）の会長、次いで日経連と経団連が2000年に合同して発足した日本経済団体連合会（経団連）の初代会長となり、トヨタは文字通りに日本のトップ企業として、社会全体に大きな影響力を行使するようになった。
この時期から名古屋市内に本社を置く中部財界とも関係強化が進んだ。トヨタが本社を置く豊田市（旧挙母地域）は愛知県内の東部を占める旧三河国の西部にあり、アイシン精機（現アイシン）や日本電装（現デンソー）が本社を置くのも同じく旧三河国で、豊田自動織機の隆盛の前は農業と小規模な手工業が中心の地域だった。一方、県庁所在地であり、日本の三大都市圏である名古屋都市圏の中核である名古屋市は愛知県西部の旧尾張国にあり、江戸時代には徳川御三家の尾張藩の城下町として繁栄していた。この藩政以来の伝統を持つ松坂屋や東海銀行、それに地域全体の社会インフラを維持運営する名古屋鉄道、中部電力、東邦ガスによる「五摂家」が名古屋市や愛知県、さらには中部圏全体の財界を代表して活動し、トヨタは表だった活動を控えてきた。しかし、五摂家の一つの東海銀行はトヨタのメインバンクでもあった上、世界一の自動車メーカーとなったトヨタの売上高は五摂家の各企業と桁違いに大きな額となり、むしろ有力子会社のデンソーやアイシンが同規模となるほどに成長したため、五摂家側からもトヨタとの関係強化を模索する動きが出始めた。この中、愛知県からの日本プロサッカーリーグ（Jリーグ）参加チームとなるべく1991年に発足した名古屋グランパスエイトはトヨタを母体としつつ五摂家各企業の支援を受ける運営体制が取られるなど、トヨタと名古屋財界との協力関係が徐々に形成された。
1997年6月に「2005年日本国際博覧会」の愛知県内開催が決定し、「愛・地球博」の愛称も定まるとトヨタグループの積極的関与を求める声が県内の財界で高まった。その結果、博覧会の主催者として1997年10月に発足した財団法人2005年日本国際博覧会協会の会長には豊田章一郎が就任し、開催準備活動が本格化した2000年にトヨタ副会長の磯村巖が名古屋商工会議所（名商）の会頭に就任した。磯村は両職に在任中の2004年1月に死去し、名商の会頭職は再びトヨタ以外から出るようになったが、2005年の「愛・地球博」（愛知万博）ではトヨタが「未来との共生」などをテーマとしたトヨタグループパビリオンで1人乗り用（パーソナルモビリティ）の「i-unit」を出展したほか、メインとなる長久手会場の場内輸送を担う無人・有人走行両立型の磁気誘導式バスシステム「IMTS」（下記参照）、長久手とサブ会場の瀬戸会場とを結ぶ燃料電池ハイブリッドバス(FCHV)などを実際の輸送機関として供用し、博覧会運営への協力とその後の実用化への実地経験を両立させた。
2005年に張の後任として渡辺捷昭が社長に就任した。渡辺も、奥田社長時代以降続いている拡大路線を継続しつつ、CCC21活動を発展させてシステム単位で原価低減を目指すVI活動を開始した。同年、トヨタ町の本社新本館が完成し地上14階、地下2階の一面ガラス張りの現代的な建物が完成。8月にレクサス店を日本へ導入した。10月にゼネラルモーターズが保有する富士重工業(現・SUBARU)の約20%の株式のうち8.7%を取得し筆頭株主になった上で、提携を結ぶことを発表した。2007年に世界販売台数が過去最多の936万6,418台を記録し （世界2位、生産台数は世界1位）、2008年3月期の連結営業利益も過去最高となる2兆2,703億円を記録した。2007年に、名古屋駅前にある豊田ビル・毎日ビルの建替えによる再開発で建設されるミッドランドスクエア内に新しい名古屋オフィスが完成し、元名古屋ビル、JRセントラルタワーズオフィス、本社機能の一部と名古屋市内と東京本社からそれぞれ日本国内・日本国外の営業部門が移転した。

### リーマンショックからのV字回復

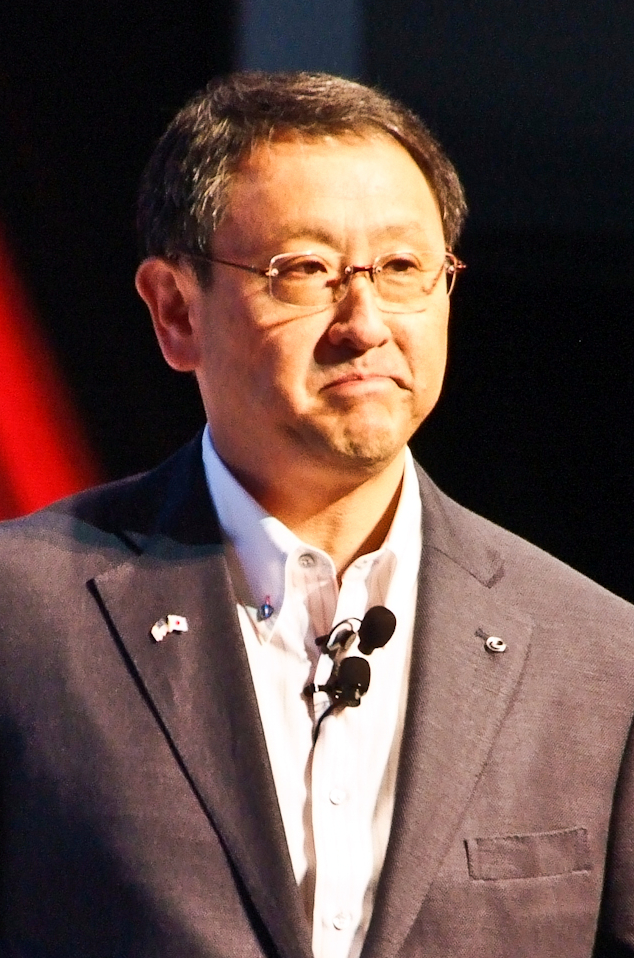
第11代社長 豊田章男

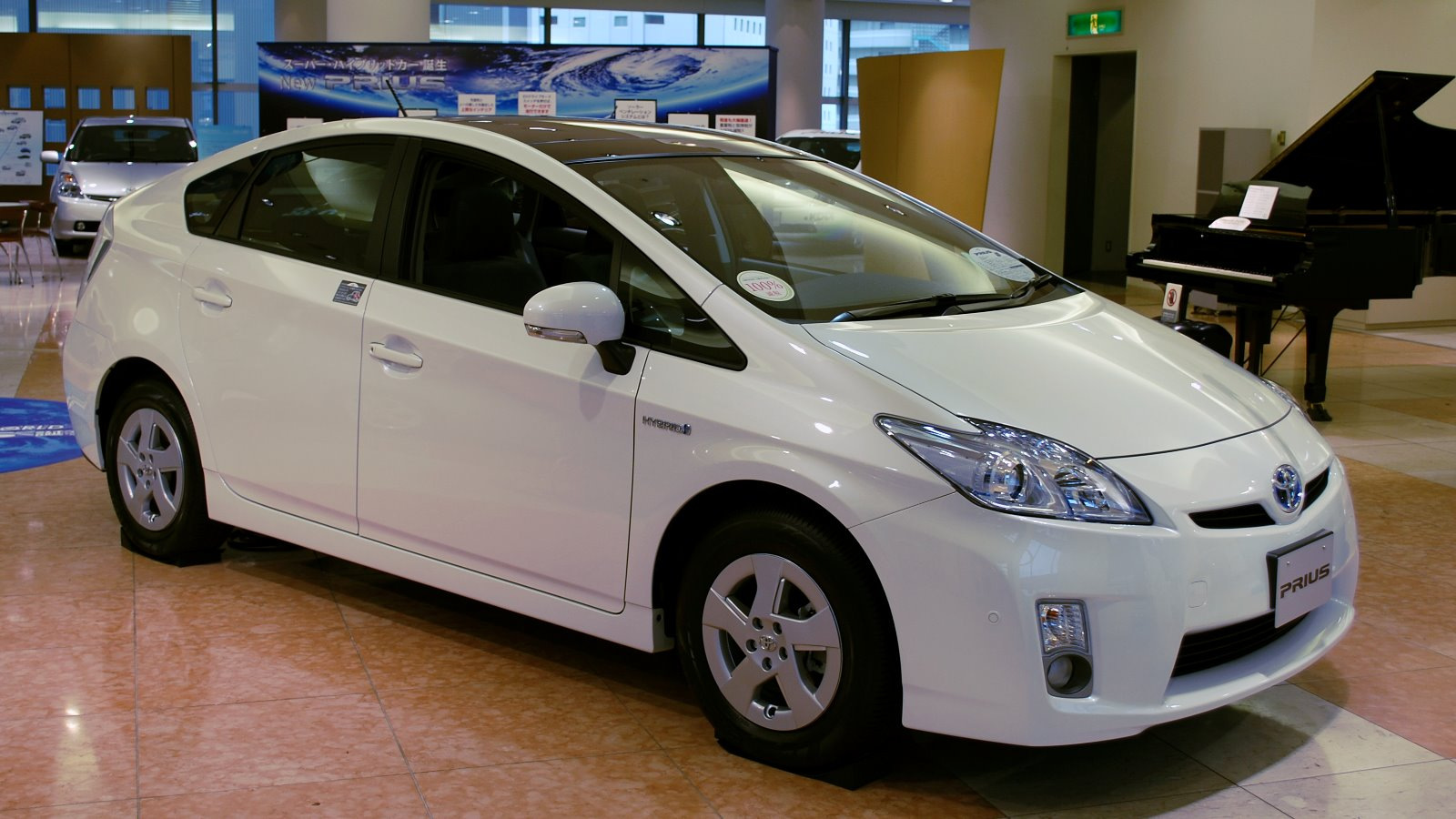
THS-IIと低価格により爆発的にヒットした3代目プリウス。

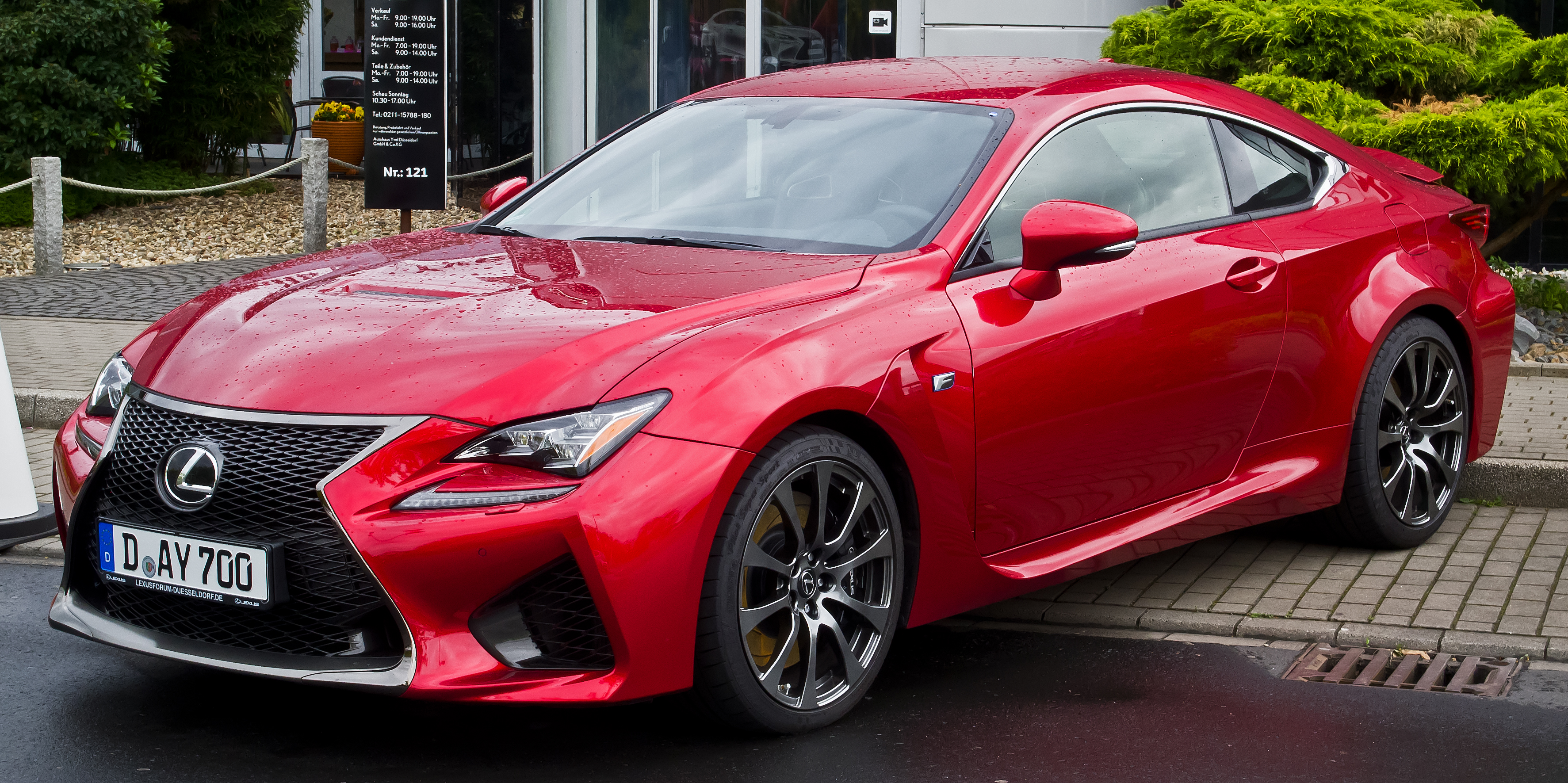
スピンドルグリルを採用するレクサス・RC F

2008年のリーマン・ショックで世界の自動車販売台数は急減し、トヨタも2009年3月期の連結営業利益が4,610億円で58年ぶりに赤字に転落した。2008年の年間世界販売台数はGMの販売台数が落ち込みが激しかったため、897万2,000台の販売台数を記録したトヨタグループが初めて販売台数世界一となった。この自動車市場の冷え込みに加えて、2009年から2010年にかけて大規模リコールが発生したため、トヨタの経営は一転して危機的状況に陥った。この危機に対して、2009年6月に新社長に就任したばかりの創業家出身の豊田章男は、トヨタが経営学者ジェームズ・C・ コリンズが言うところの企業消滅手前の「企業凋落の4段階目」に瀕していると表明した。2011年に東日本大震災、タイ大洪水が発生し、2010年から続く記録的な円高もあって、トヨタグループの世界販売台数はGMとフォルクスワーゲングループに抜かれて世界3位に後退した。2008年から、さらなる原価低減を目指す緊急VA活動を開始し、全社VA活動、VA開発部の発足まで発展させ、2011年から、意思決定の迅速化のために大幅に取締役を削減した上で海外事業体にいくつかの権限を委譲するなど、様々な企業努力をおこなった。
2012年に過去最多となる世界販売台数974万7,762台を達成し、2年ぶりに世界販売台数1位を奪還した。2012年末からのアベノミクスの金融緩和による円安で、2013年3月期はリーマン・ショック後初で5年ぶりとなる営業利益1兆円越えを達成する。
2013年4月にレクサス・インターナショナル、第1トヨタ、第2トヨタ、ユニットセンターの4つのビジネスユニットを新設し、意思決定を迅速化した。これは1982年の工販合併後の最大の組織改編であった。同年のグループ年間生産台数は1,011万7,274台を記録し、世界の自動車メーカーの中で初めての年間生産台数1,000万台超えを達成し、翌2014年は、年間販売台数でも初の1,000万台超えを達成した。2015年3月期は日本企業で初の純利益2兆円越えを達成し、2016年3月期売上高28兆4,000億円は、5大商社である三菱商事、三井物産、住友商事、伊藤忠商事、丸紅を抑え日本1位である。
2015年に新しい設計開発思想「TNGA（トヨタ・ニュー・グローバル・アーキテクチャ）」の導入を開始し、さらなる原価逓減と「もっといいクルマづくり」の姿勢を鮮明に打ち出した。一般投資家向けに中長期保有を前提とした元本保証の種類株式『AA型種類株式』の発行を発表。即座に業績へ反映されない研究開発に投資するのが目的とされる。株式名はトヨタ初の量産乗用車AA型にちなんで命名された。同年2月、トヨタは燃料電池車の特許5,700件を無料開放。社会全体での水素技術の普及を図った。

### 100年に一度の大変革の時代

#### CASE、MaaS
CASEは、Connected（コネクティッド）、Autonomous（自動化）、Shared（シェアリング）、Electric（電動化）の頭文字をとった略称 で、技術革新や概念の変化のことを指す。CASEとMaaS（Mobility as a Service）の波が同時に到来したことで自動車業界は「100年に一度の大変革の時代」に突入した。トヨタはCASEやMaaSに対する施策を矢継ぎ早に打ち出していく。
- 2016年
  - 1月 - 人工知能技術の研究・開発の拠点として、Toyota Research Institute, Inc.（TRI）を設立[46]。
  - 3月1日 - ヤマハ発動機に対抗するため、ヤンマーホールディングス（ヤンマー）とマリン事業分野で業務提携を発表[47]。
  - 4月4日 - 米マイクロソフトと合弁でコネクテッドカー関連の研究開発および商品開発を行う新会社「Toyota Connected」（トヨタ・コネクテッド）設立を発表[48]。
  - 4月 - 意思決定のさらなる迅速化と次世代リーダーの育成を目的に、専務役員がプレジデントを務める7つの部門からなるカンパニー制を導入[49][50]。
  - 11月1日 - 「コネクティッド戦略」を発表[51]。
- 2017年
  - 2月 - スズキと業務提携に向けて基本合意[52]。
  - 8月 - マツダと株の持ち合いによる資本提携と技術提携を締結[53]。
  - 10月1日 - 電気自動車に関する技術開発を担う新会社「EV C.A. Spirit 株式会社」を設立。

#### モビリティカンパニーへの変革
トヨタは「自動車をつくる会社」から「モビリティカンパニー」にモデルチェンジし、世界中の人々の「移動」に関わるあらゆるサービスを提供する会社、すべての人に移動の自由と楽しさを提供する会社に変革するために、ホーム＆アウェイ視点でのトヨタグループ全体の事業の再構築や従来の枠組みに捉われないモビリティサービス中心の協業を加速させている。
このような事業変革を進める中、2023年4月1日に豊田章男は会長となり、エンジニアとしてレクサスや水素エンジンの開発に関わっていたエンジニア出身の佐藤恒治が社長に就任した。一方、同年4月28日に発覚したダイハツ工業認証試験不正問題では、親会社の会長として豊田が記者会見を行い、真相究明や企業体質改善に向けた対応を行った。
- 2018年
  - 1月9日 - 2018 International CES においてモビリティサービス（MaaS）専用次世代電気自動車（EV）"e-Palette Concept"を発表[54]。e-Palette ConceptはAutono-MaaSビジョンの一例である（※「Autono-MaaS」は「Autonomous Vehicle（自動運転車）」と「MaaS（Mobility-as-a-Service）」を融合したトヨタ独自の造語[55]）。
  - 3月 - 自動運転技術の先行開発分野での技術開発を行うToyota Research Institute Advanced Development（TRI-AD）をアイシン精機（現・アイシン）、デンソーと共同で設立[56]。
  - 4月1日 - モビリティサービスの新会社「トヨタモビリティサービス株式会社」を設立[57]。
  - 6月13日 - 東南アジア配車サービス大手 Grab Holdings Inc.とモビリティサービス（MaaS）領域の協業深化で合意[58]。
  - 8月28日 - Uber Technologies, Inc.とライドシェアサービス分野で協業拡大に合意[59]。
  - 10月 - ソフトバンクと新たなモビリティサービスの構築に向けて新会社「MONET Technologies（モネ・テクノロジーズ）」を共同設立することを発表[60]。
- 2019年
  - 1月1日 -
    - 経営のスピードアップと人材育成の強化を狙い、専務役員を執行役員に改め、常務役員、常務理事、基幹職1級・2級（部長・室長級）、技範級を廃止して一律に「幹部職」（約2,300人）としたうえで、勤続年数に関わらず本部長、副本部長、領域長、工場長、グループ長に登用する制度を開始。また技術系の組織を中心に統廃合を行い、部の数を239から220に削減[61][62]。
    - 総合的なITソリューションを提供する新会社「株式会社トヨタシステムズ」を設立[63]。

  - 1月11日 - トヨタファイナンシャルサービス、住友三井オートサービスとの共同出資により、サブスクリプションサービスを提供する新会社「株式会社KINTO」を設立[64]。
  - 5月8日 - 日本企業として初めて売上高の総額が30兆円を超えた[65]。
  - 5月9日 - 翌年1月7日にパナソニックと合弁会社「プライム ライフ テクノロジーズ株式会社」を設立し、両社の一部子会社[66] を合弁会社に移管する街づくり事業の統合に合意[67]。
  - 8月28日 - スズキと資本提携に関する合意書を締結。トヨタは約960億円でスズキの株式の約4.9％を取得し、スズキも480億円相当のトヨタの株式を持つ[68]。
  - 11月28日 - 西日本鉄道と共同で2018年11月から福岡市内で実証実験を行っていた[69] マルチモーダルモビリティサービス「my route」を、同日から本格運用に移行。同日より北九州市も対象エリアになり、同時に九州旅客鉄道も参画した[70]。
- 2020年1月16日 - マルチモーダルモビリティサービス「my route」の全国展開を発表。2020年春以降横浜市、水俣市、宮崎市、日南市にも拡大。同時に、KDDIと提携してauスマートパス/同プレミアムユーザー向け「my route for au」のサービスを開始[71]。
- 2022年10月14日 - 東北大学と技術開発や社会課題の解決に向けた連携協定を締結[72]。

## 経営陣

### 役員一覧
| 取締役                 | 取締役                                                | 取締役                                    |
| ---------------------- | ----------------------------------------------------- | ----------------------------------------- |
| 代表取締役会長         | 豊田章男                                              | ―                                         |
| 代表取締役社長         | 佐藤恒治                                              | 執行役員・社長 Chief Executive Officer    |
| 代表取締役副社長       | 中嶋裕樹                                              | 執行役員・副社長 Chief Technology Officer |
| 代表取締役副社長       | 宮崎洋一                                              | 執行役員・副社長                          |
| 取締役                 | 岡本薫明                                              | 独立社外取締役                            |
| 取締役                 | 藤沢久美                                              | 独立社外取締役                            |
| 監査等委員である取締役 | ジョージ・オルコット（George Olcott）                 | 独立社外取締役 監査等委員会委員長         |
| 監査等委員である取締役 | クルストファー・レイノルズ（Christopher P. Reynolds） | ―                                         |
| 監査等委員である取締役 | 大島眞彦                                              | 独立社外取締役                            |
| 監査等委員である取締役 | 長田弘己                                              | 独立社外取締役 常勤監査等委員             |

| 執行役員 | 執行役員                                  | 執行役員                                                                               |
| -------- | ----------------------------------------- | -------------------------------------------------------------------------------------- |
| 社長     | 佐藤恒治                                  | 代表取締役社長 Chief Executive Officer                                                 |
| 副社長   | 中嶋裕樹                                  | 代表取締役副社長 Chief Technology Office                                               |
| 副社長   | 宮崎洋一                                  | 代表取締役副社長                                                                       |
| 執行役員 | 伊村隆博                                  | 生産本部（本部長）                                                                     |
| 執行役員 | 小川哲男                                  | 北米本部（本部長） トヨタ モーター ノース アメリカ（株）                               |
| 執行役員 | 上田達郎                                  | 中国本部（本部長） トヨタ自動車（中国）投資（有）                                      |
| 執行役員 | サイモン・ハンフリーズ（Simon Humphries） | Chief Branding Officer                                                                 |
| 執行役員 | 近健太                                    | Chief Financial Officer ウーブン・バイ・トヨタ(株) 取締役 同社 Chief Financial Officer |
| 執行役員 | 新郷和晃                                  | ―                                                                                      |

| Fellow           | Fellow                          | Fellow                                                                            |
| ---------------- | ------------------------------- | --------------------------------------------------------------------------------- |
| Executive Fellow | 河合満                          | おやじ                                                                            |
| Executive Fellow | 小林耕士                        | 番頭                                                                              |
| Executive Fellow | 友山茂樹                        | 日本事業本部本部長                                                                |
| Executive Fellow | ギル・プラット（Gill A. Pratt） | Chief Scientist and Executive Fellow for Research Toyota Research Institute, Inc. |
| Senior Fellow    | 朝倉正司                        | ―                                                                                 |

（2025年7月1日付）

### 歴代社長
トヨタ自動車工業株式会社・トヨタ自動車販売株式会社・トヨタ自動車株式会社の社長の変遷
| トヨタ自動車工業株式会社 社長 | トヨタ自動車工業株式会社 社長 | トヨタ自動車工業株式会社 社長 | トヨタ自動車工業株式会社 社長 | トヨタ自動車工業株式会社 社長 | トヨタ自動車工業株式会社 社長                                                       | トヨタ自動車工業株式会社 社長 |
| 代                            | 氏名                          | 氏名                          | 就任日                        | 退任日                        | 備考                                                                                | 備考 |
| ----------------------------- | ----------------------------- | ----------------------------- | ----------------------------- | ----------------------------- | ----------------------------------------------------------------------------------- | --- |
| 1                             |                               | 豊田利三郎                    | 1937年8月                     | 1941年1月                     | 利三郎は退任後、トヨタ自動車工業会長に就任 初代豊田自動織機製作所社長               | 利三郎は退任後、トヨタ自動車工業会長に就任 初代豊田自動織機製作所社長                                                                               |
| 2                             |                               | 豊田喜一郎                    | 1941年1月                     | 1950年6月                     | 創業者 第2代自動車技術会会長 2018年自動車殿堂入り                                   | 創業者 第2代自動車技術会会長 2018年自動車殿堂入り                                                                                                   |
| 3                             |                               | 石田退三                      | 1950年7月                     | 1961年8月                     | 石田は退任後、トヨタ自動車工業会長に就任                                            | 石田は退任後、トヨタ自動車工業会長に就任 |
| 4                             |                               | 中川不器男                    | 1961年8月                     | 1967年10月                    | 中川は在任中に死去                                                                  | 中川は在任中に死去 |
| 5                             |                               | 豊田英二                      | 1967年10月                    | 1982年7月                     | 英二は退任後、トヨタ自動車会長に就任 第2代日本自動車工業会会長 1994年自動車殿堂入り | 英二は退任後、トヨタ自動車会長に就任 第2代日本自動車工業会会長 1994年自動車殿堂入り                                                                 |
| トヨタ自動車販売株式会社 社長 |                               |                               |                               |                               |                                                                                     | |
| 代                            | 氏名                          | 氏名                          | 就任日                        | 退任日                        | 備考                                                                                | 備考 |
| 1                             |                               | 神谷正太郎                    | 1950年4月                     | 1975年12月                    | 神谷は退任後、トヨタ自動車販売会長に就任                                            | 神谷は退任後、トヨタ自動車販売会長に就任 |
| 2                             |                               | 加藤誠之                      | 1975年12月                    | 1979年6月                     | 加藤は退任後、トヨタ自動車販売会長に就任                                            | 加藤は退任後、トヨタ自動車販売会長に就任 |
| 3                             |                               | 山本定蔵                      | 1979年6月                     | 1981年6月                     | ―                                                                                   | ― |
| 4                             |                               | 豊田章一郎                    | 1981年6月                     | 1982年6月                     | ―                                                                                   | ― |
| トヨタ自動車株式会社 社長     |                               |                               |                               |                               |                                                                                     | |
| 代                            | 氏名                          | 氏名                          | 就任日                        | 退任日                        | 補足                                                                                | 備考 |
| 1                             |                               | 豊田章一郎                    | 1982年7月                     | 1992年9月                     | 工販合併前からは通算6代目                                                           | 退任後、会長に就任 第4代経済団体連合会会長 第4代日本自動車工業会会長 2007年自動車殿堂入り 桐花大綬章受章 レジオンドヌール勲章グラン・ドフィシエ受章 |
| 2                             |                               | 豊田達郎                      | 1992年9月                     | 1995年8月                     | 工販合併前からは通算7代目                                                           | 退任後、副会長に就任 第6代日本自動車工業会会長 |
| 3                             |                               | 奥田碩                        | 1995年8月                     | 1999年6月                     | 工販合併前からは通算8代目                                                           | 退任後、会長に就任 初代日本経済団体連合会会長 第9代日本自動車工業会会長                                                                             |
| 4                             |                               | 張富士夫                      | 1999年6月                     | 2005年6月                     | 工販合併前からは通算9代目                                                           | 退任後、副会長に就任 第12代日本自動車工業会会長 |
| 5                             |                               | 渡辺捷昭                      | 2005年6月                     | 2009年6月                     | 工販合併前からは通算10代目                                                          | 退任後、副会長に就任 第3代首都高速道路会長 |
| 6                             |                               | 豊田章男                      | 2009年6月                     | 2023年4月                     | 工販合併前からは通算11代目                                                          | 退任後、会長に就任 第15代・第18代日本自動車工業会会長                                                                                               |
| 7                             |                               | 佐藤恒治                      | 2023年4月                     | （現職）                      | 工販合併前からは通算12代目                                                          | ― |

### 歴代会長
トヨタ自動車工業株式会社・トヨタ自動車販売株式会社・トヨタ自動車株式会社の会長の変遷
| トヨタ自動車工業株式会社 会長 | トヨタ自動車工業株式会社 会長 | トヨタ自動車工業株式会社 会長 | トヨタ自動車工業株式会社 会長 | トヨタ自動車工業株式会社 会長 | トヨタ自動車工業株式会社 会長                        | トヨタ自動車工業株式会社 会長                        |
| 代                            | 氏名                          | 氏名                          | 就任日                        | 退任日                        | 備考                                                 | 備考                                                 |
| ----------------------------- | ----------------------------- | ----------------------------- | ----------------------------- | ----------------------------- | ---------------------------------------------------- | ---------------------------------------------------- |
| 1                             |                               | 豊田利三郎                    | 1941年1月                     | 1945年11月                    | 利三郎は退任後、トヨタ自動車工業監査役に就任         | 利三郎は退任後、トヨタ自動車工業監査役に就任         |
| 2                             |                               | 石田退三                      | 1961年8月                     | 1971年7月                     | 石田は退任後も、兼任するトヨタ自動車販売監査役を継続 | 石田は退任後も、兼任するトヨタ自動車販売監査役を継続 |
| 3                             |                               | 齋藤尚一                      | 1972年12月                    | 1978年9月                     | 第9代自動車技術会会長                                | 第9代自動車技術会会長                                |
| 4                             |                               | 花井正八                      | 1978年9月                     | 1982年7月                     | 花井は退任後、トヨタ自動車相談役に就任               | 花井は退任後、トヨタ自動車相談役に就任               |
| トヨタ自動車販売株式会社 会長 |                               |                               |                               |                               |                                                      |                                                      |
| 代                            | 氏名                          | 氏名                          | 就任日                        | 退任日                        | 備考                                                 | 備考                                                 |
| 1                             |                               | 神谷正太郎                    | 1975年12月                    | 1979年6月                     | 神谷は退任後、トヨタ自動車販売名誉会長に就任         | 神谷は退任後、トヨタ自動車販売名誉会長に就任         |
| 2                             |                               | 加藤誠之                      | 1979年6月                     | 1982年6月                     | 加藤は退任後、トヨタ自動車監査役に就任               | 加藤は退任後、トヨタ自動車監査役に就任               |
| トヨタ自動車株式会社 会長     |                               |                               |                               |                               |                                                      |                                                      |
| 代                            | 氏名                          | 氏名                          | 就任日                        | 退任日                        | 補足                                                 | 備考                                                 |
| 1                             |                               | 豊田英二                      | 1982年7月                     | 1992年9月                     | 工販合併前からは通算5代目                            | 退任後、名誉会長に就任                               |
| 2                             |                               | 豊田章一郎                    | 1992年9月                     | 1999年6月                     | 工販合併前からは通算6代目                            | 退任後、名誉会長に就任                               |
| 3                             |                               | 奥田碩                        | 1999年6月                     | 2006年6月                     | 工販合併前からは通算7代目                            | 退任後、相談役に就任                                 |
| 4                             |                               | 張富士夫                      | 2006年6月                     | 2013年6月                     | 工販合併前からは通算8代目                            | 退任後、名誉会長に就任                               |
| 5                             |                               | 内山田竹志                    | 2013年6月                     | 2023年4月                     | 工販合併前からは通算9代目                            | 退任後、Fellowに就任                                 |
| 6                             |                               | 豊田章男                      | 2023年4月                     | （現職）                      | 工販合併前からは通算10代目                           | ―                                                    |

## 経営

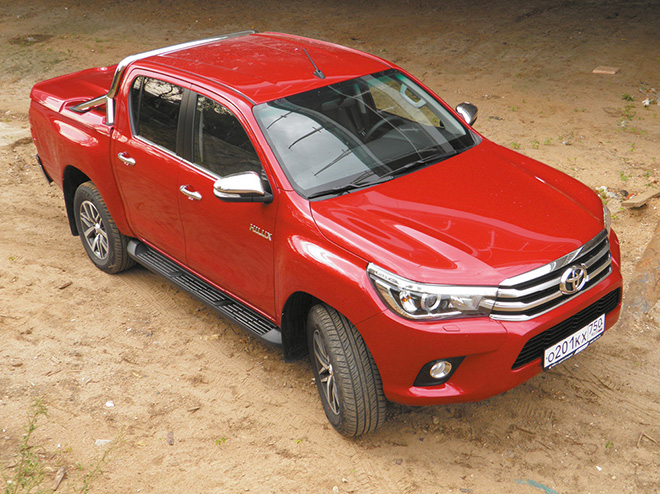
ハイラックスは6代目まで、日野自動車の羽村工場で組み立てがされていた

1950年の経営危機を教訓とし、大野耐一が中心となって「改善（カイゼン）」の思想や、「必要な物を、必要な時に、必要な量だけ生産する」ジャストインタイム（JIT、カンバン方式）を考案し、トヨタ生産方式（TPS、Toyota Production System）の基礎が作られた。1965年に、豊田佐吉が開発した自動織機をヒントに異常を感知したら止まる工作機器を用いた「自働化」の概念が誕生した。ジャストインタイムも自働化も、大量生産や在庫の作り置きこそ正義という当時の風潮とは逆行するものであったが、最終的にトヨタ流製品開発（TPD）と並ぶトヨタ躍進の要素となった。一方で00年代に販売台数を大幅に伸ばしていたころは設備をフル稼働する必要に追われてトヨタ生産方式が機能しなかったため、リーマン・ショック時に大量の在庫を抱えてしまう羽目に陥った。
1960年代以降は関東自動車工業（現・トヨタ東日本）・豊田自動織機・日野自動車・ダイハツ工業・ヤマハ発動機といった企業との資本提携を活用し、共同開発や生産・組み立ての委託でコスト削減をしつつ、グループ全体の工場の稼働率を高めている。エコ・自動運転技術開発の競争が激しくなった2010年代にはスズキ・マツダ・BMWなど、自グループ以外の企業と提携・共同開発をするようになった。
日本販売モデルは、現代の製造業で多く見られる生産拠点の海外移転はほとんど行わない。近年の円高が厳しい中でも『国内生産300万台体制』『国内販売150万台』に強いこだわりを持っており、北米を主力市場とするカムリも堤工場で生産を継続したり、ハイブリッドシステムを構成する主電池やインバータ、モータ内蔵トランスアクスルなどの大半を自社工場で生産するなどして日本の雇用創出に貢献している。一方で少子高齢化の進む日本市場の先細りには強い危機感を抱いており、現生産体制を維持するため様々な改革を行っている。
銀行融資に頼らず自己資本の充実に努め、名古屋式経営の見本ともされる無借金経営で優良企業の代表的企業とされるが、連結子会社には有利子負債が相応に存在し、顧客貸し出し（自動車ローン）事業をおこなう金融子会社が存在するため、連結決算で企業規模相応の有利子負債が存在する。一方で、多大な自己資本を抱え、トヨタ銀行 とも称される。2002年3月期の通期決算で日本企業初の連結経常利益1兆円を超え、2004年3月期の通期決算は、連結純利益（米国会計基準）でも日本企業初の1兆円超えを達成した。2007年3月期連結決算（米国会計基準）で営業利益が2兆2,386億円となり、日本企業として初の2兆円の大台を突破し、2008年3月期に7年連続で最高記録を更新し営業利益を2兆2,703億円まで伸ばしたことからマスコミから絶賛された。2008年中ごろから2012年末ごろまでリーマン・ショックや大規模リコール、東日本大震災やタイ大洪水などの天災、超円高などにより、業績が悪化したが、経営改革、商品力の向上、原価低減に努め、超円高が是正されたことで2013年3月期に業績が回復、2012年の年間販売台数も、2007年の販売台数を超えて過去最高となる974万7,762台を記録した。2014年3月期に営業利益が2兆2,921億円となり6年ぶりに過去最高を更新し、2015年3月期でも営業利益2兆7,556億円として過去最高を更新、純利益は2兆1,733億円を記録し日本企業初の純利益2兆円超えを達成した。
近年は社会貢献活動に力を入れており、2006年1月からトヨタ社内に「社会貢献推進部」を設置し、交通安全や中国で植林活動、人材育成、自動車のリサイクルなどの環境への貢献などの社会貢献活動を積極的に行っている。
豊田章男社長の体制下で、意思決定の迅速化と次世代の経営者育成を目的に役員数と役職の大幅な削減が進められた。2020年6月11日開催の取締役会で、役員経験者が就くことが定例化していた相談役と顧問の廃止を決議した。2020年7月時点で副社長、専務、常務、常務理事、基幹職1級・2級、技範級の各職位が廃止されており、9人の取締役 の決定のもと、9人の執行役員 がチーフオフィサーとして全社的な経営を担い、その下の幹部職が実行部隊のトップとしてカンパニープレジデント、地域CEO、本部長を務める経営体制となっている。
ランキング指標による企業評価
- 日本経済新聞が発表する以下の日本国内のランキングで1位である（2019年4月付）。
  - 売上高ランキング[82]
  - 営業利益ランキング[83]
  - 経常利益ランキング[84]
  - 当期利益ランキング[85]
  - 時価総額ランキング[86]
- 米国フォーチュン誌が発表する世界の企業の総収益をランキングした2018年版フォーチュン・グローバル500で世界6位、国内1位に選ばれた[87]。
- 米国フォーブス誌が発表する売上高、利益、資産、時価総額の4つの要素を基にランキングしている2019年版フォーブス・グローバル2000で世界15位、国内1位に選ばれた[88]。
- 米国インターブランド社が発表する世界の企業のブランド価値をランキングした2018年版インターブランド・ベスト・グローバル・ブランド・リストで世界7位、国内1位に選ばれた[89]。
- 英国フィナンシャル・タイムズ紙が発表する世界の企業の時価総額をランキングする2015年フィナンシャル・タイムズ・グローバル500で世界15位に選ばれた[90]。

## 技術・開発思想

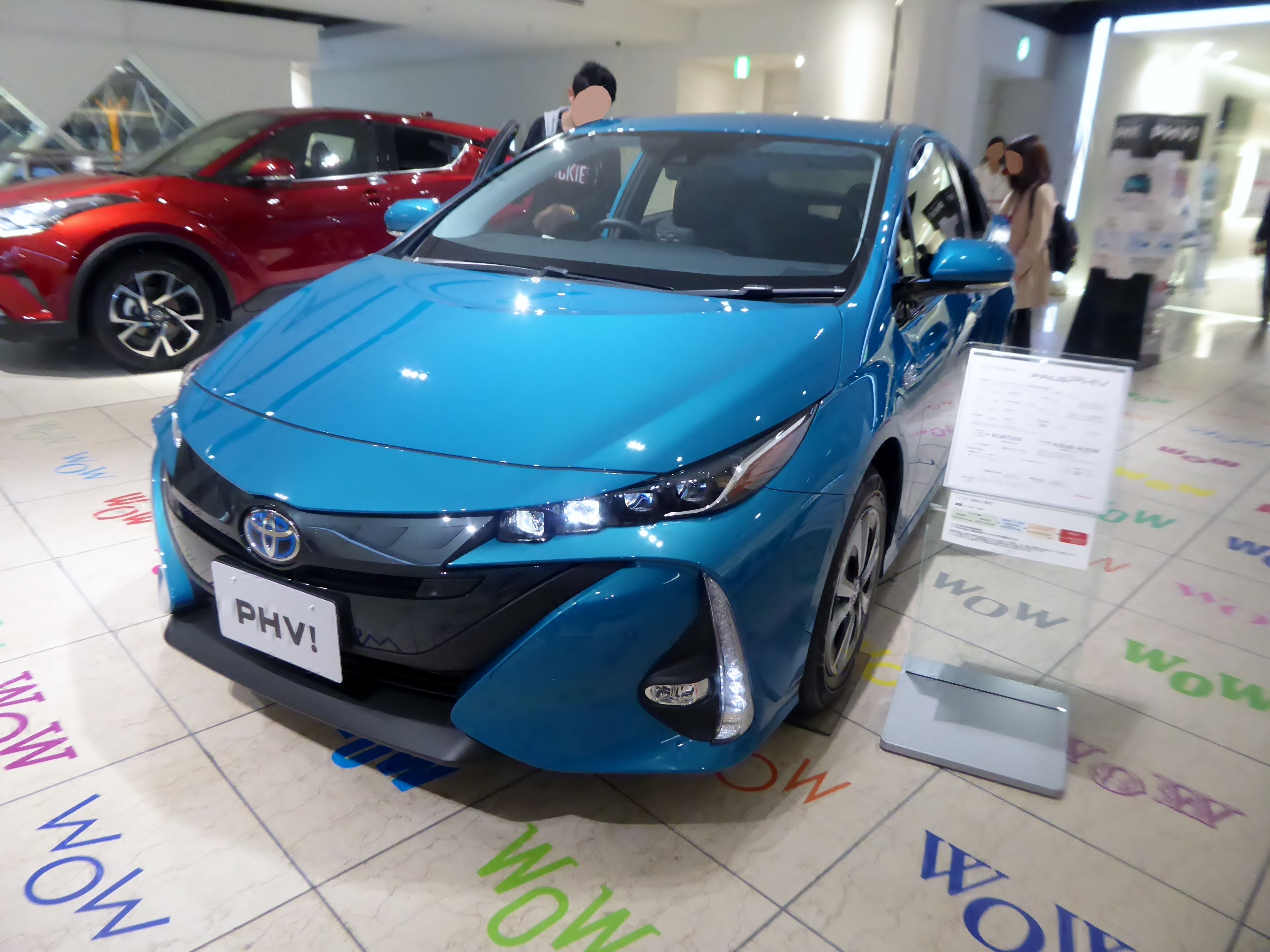
プリウスPHV

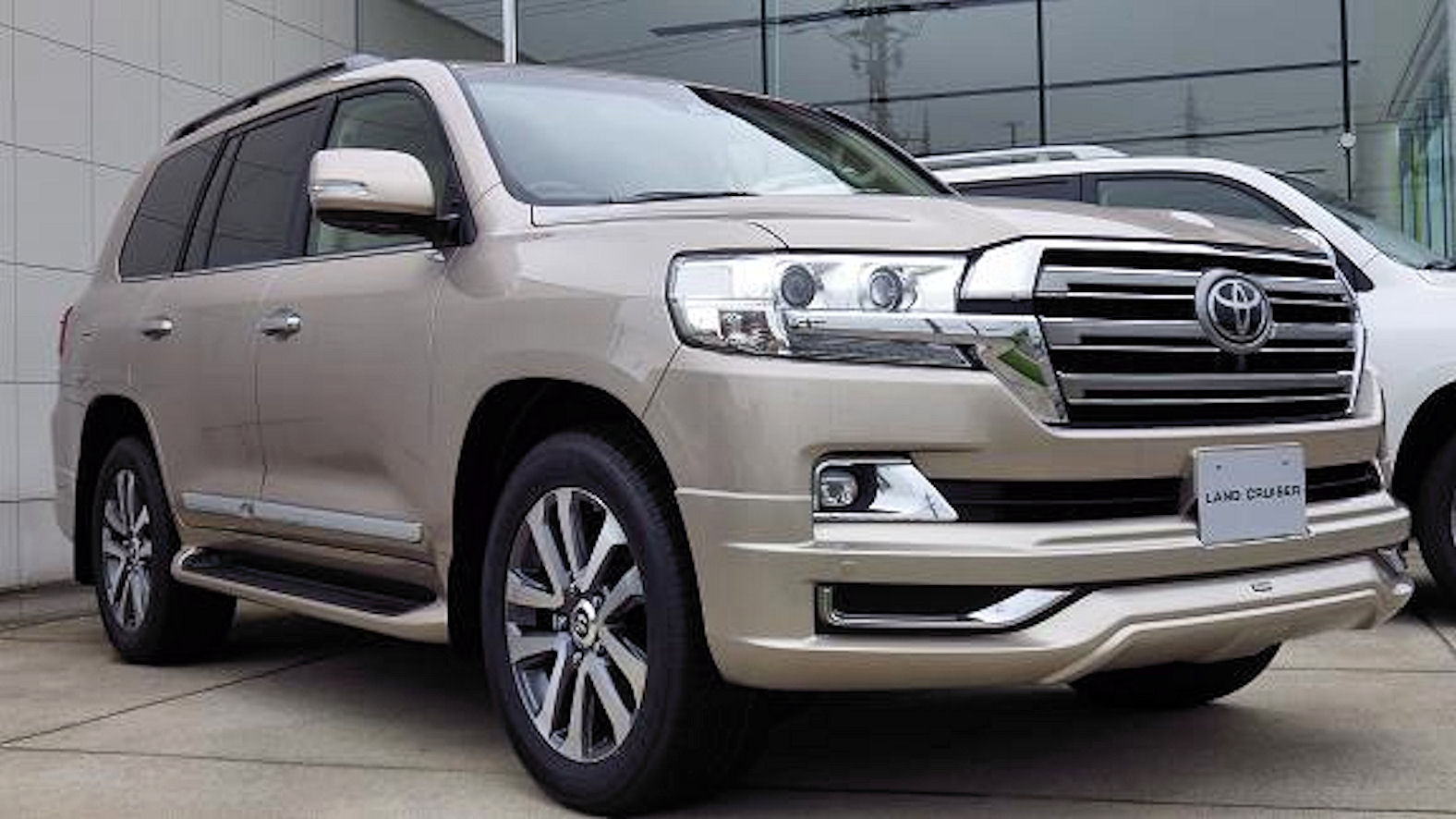
ランドクルーザー

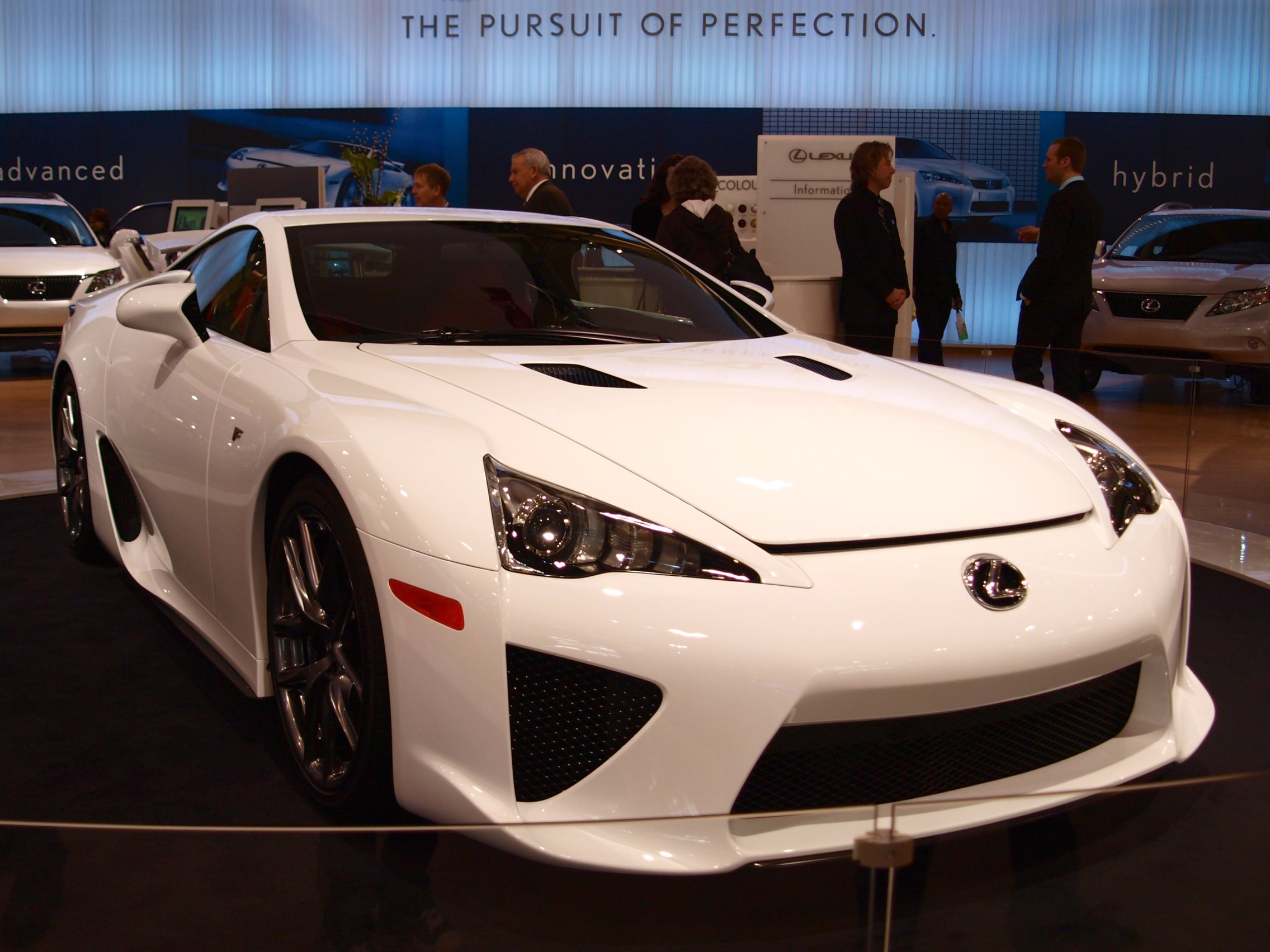
レクサス・LFA

トヨタ車は信頼性が高く故障が極めて少ないことで知られており、特にカローラ、ランドクルーザー、ハイラックス、ハイエースの信頼性の高さは「耐久性＝トヨタ」のイメージを万国共通のものにまで高めた。日本市場1位の乗用車もさることながら、ランニングコストが重要な、商用車の需要も極めて高い。
例えばタクシー専用車のコンフォートは、100万キロメートル近く走行可能であるため、日本のタクシー車の8割を占める人気車種になった。高品質とコストダウンを両立するノウハウは、自動車のみならずあらゆる製造業で参考にされるほど高水準で知られる。特にドアやトランクリッドなどと外板の隙間（チリ）を狭く均一に仕上げる技術や、ドアの閉まり音、遮音性といった品質管理は定評があり、信頼性調査や顧客満足度の順位は安定して高い。
トヨタが世界をリードしている環境技術に、スプリット式ハイブリッド技術の「トヨタ・ハイブリッド・システム（THS-II）」がある。1997年12月に世界初の量産ハイブリッド車、プリウスを市場に送り出した。初代はマイナーな存在であったが、二代目は原油価格高騰を背景に販売台数を伸ばし、三代目に至っては最初の1か月間の受注台数が月販目標の1万台の18倍にあたる約18万台で、納車が最大で10か月以上待ちになるなど空前のヒットを記録した。これにより「トヨタ=ハイブリッド」のイメージが不動のものとなった。2017年2月にはハイブリッド車の世界累計販売台数が1000万台を突破している。苦手だった高速道路の走行を克服し、ヨーロッパでもハイブリッド車の販売が順調である。トヨタの世界販売台数におけるハイブリッド車の割合は12％と、世界の自動車メーカーの中で最も多いものとなっている。
また燃料電池車（FCV）分野でも旗振り役となっており、2014年12月に世界初の量産型燃料電池車であるMIRAI（ミライ）を発売。試作車は1台数億円ともされたが、技術開発により売価は1台700万円に抑えた。最初の1か月間の受注台数は年間販売目標400台を大きく上回る約1,500台を記録。約7割が個人客であり、北海道など遠方からの注文も相次いだ。
内燃機関技術では、1960 - 1970年代にヤマハ発動機にスポーツカーエンジンのDOHC化を委託したり、1970年代に本田技研工業からCVCCの技術供与を受けたりするなど後れを取っているイメージがあるが、ホンダ・日産が排ガス規制の厳しさに、DOHCエンジンを諦めてOHV・SOHCへと回帰する中でも、トヨタだけは頑強に三元触媒、TGP燃焼、酸化触媒の三方式にEFI（電子制御燃料噴射装置）、可変吸気システムなど様々な技術を開発して、ベースエンジンのDOHC化を可能にし続けた実績がある。
1981年にソアラ専用（後にセリカXXに搭載）として単独開発した5M-GEUに世界で初めてDOHCに油圧式ラッシュアジャスターを搭載しメンテナンスフリーを実現した。また当時の国産エンジンでは初の2000ccを越える大排気量DOHCエンジンであり、新たな国産DOHCエンジンのジャンルを築いた。他にも焼結中空カムシャフトや焼結鍛造コンロッドなど最新の生産技術を駆使した軽量・高機能なエンジン「LASRE（Light-weight Advanced Super Response Engine）」を推進し、低回転にも強いDOHCエンジンの「ハイメカ・ツインカム」を単独開発。それまでスポーツカーだけのものであったDOHCを、トヨタはいち早く全乗用車にラインナップした。1990年代には可変バルブ技術の「VVT-i」 により大幅な燃焼効率アップを達成し、2005年には世界で初めて筒内直接噴射・ポート噴射を併用する技術の「D-4S」を誕生させている。2015年発売の4代目プリウスでは、世界で初めて最大エンジン効率40%の大台に到達し、2017年登場の『ダイナミックフォースエンジン』では、さらに41%に伸ばしている。
またクリーンディーゼル技術も戦前から研究が進めており、1959年のクラウンでは日本で初めて乗用車向けディーゼルを搭載した。その後は大型商用車・SUVをメインに開発が続けられ、2004年に日野と共同で、小型トラック初のディーゼル・ハイブリッドを開発している。トヨタのディーゼルエンジンは、開発途上国の劣悪な環境や軽油でも使用できることを想定した高圧縮比ディーゼルで、マツダ・ボルボのような、先進国向けの低圧縮比クリーンディーゼルと同水準の燃費を実現している。
1960年代の業界再編期以降はグループ内各社との共同開発も多く、小型車用エンジンの新規設計や一部の小型車の企画はダイハツ工業の、トラック開発は日野自動車の参画を得ている。採算の取りづらいスポーツカーに関しても、2UR-GSEなどのエンジンはヤマハ発動機、86/BRZはSUBARUなどグループ外企業との共同開発でコストを削減し、消費者のニーズに応えている。逆にハイブリッド技術を日産、マツダ、BMWなどに提供したり、燃料電池車の特許5,000点以上を無料で開放するなど、他社への技術供与も多く行っている。またロータス・カーズは、2006年以降の公道車モデルは全てトヨタエンジンを搭載している。
2006年、トヨタの研究開発費は2位の米製薬会社ファイザーを抑え、世界一となった。2017年も国内企業で唯一年間1兆円を超える開発費をかけている。
また将来の中核事業としてロボット技術にも注力、実際の事業化前提の積極的な開発が行われている。各地のイベントでも家庭内や介護医療で使われる事を想定したトヨタ・パートナーロボットを披露している。
静岡県裾野市の東富士研究所と北海道士別市、田原工場内に巨大なテストコースを持っており、世界中の走行環境を再現した走行試験や、高速域や極寒冷下の試験などをはじめ、日本国外向け商品の開発にも多面的に取り組んでいる。
トヨタが日本で初めて量産車に用いた技術・機構

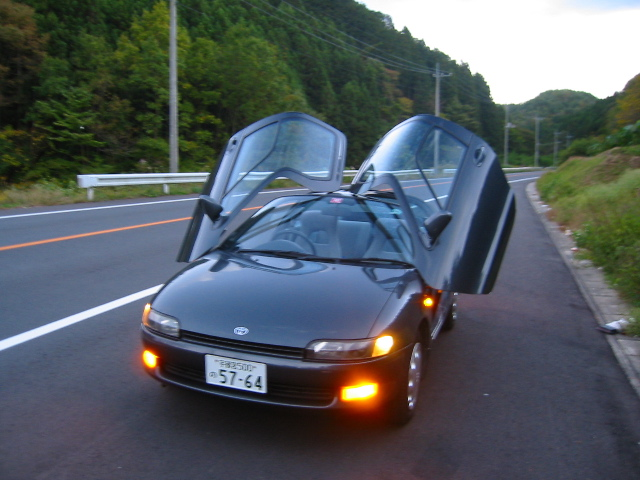
セラ

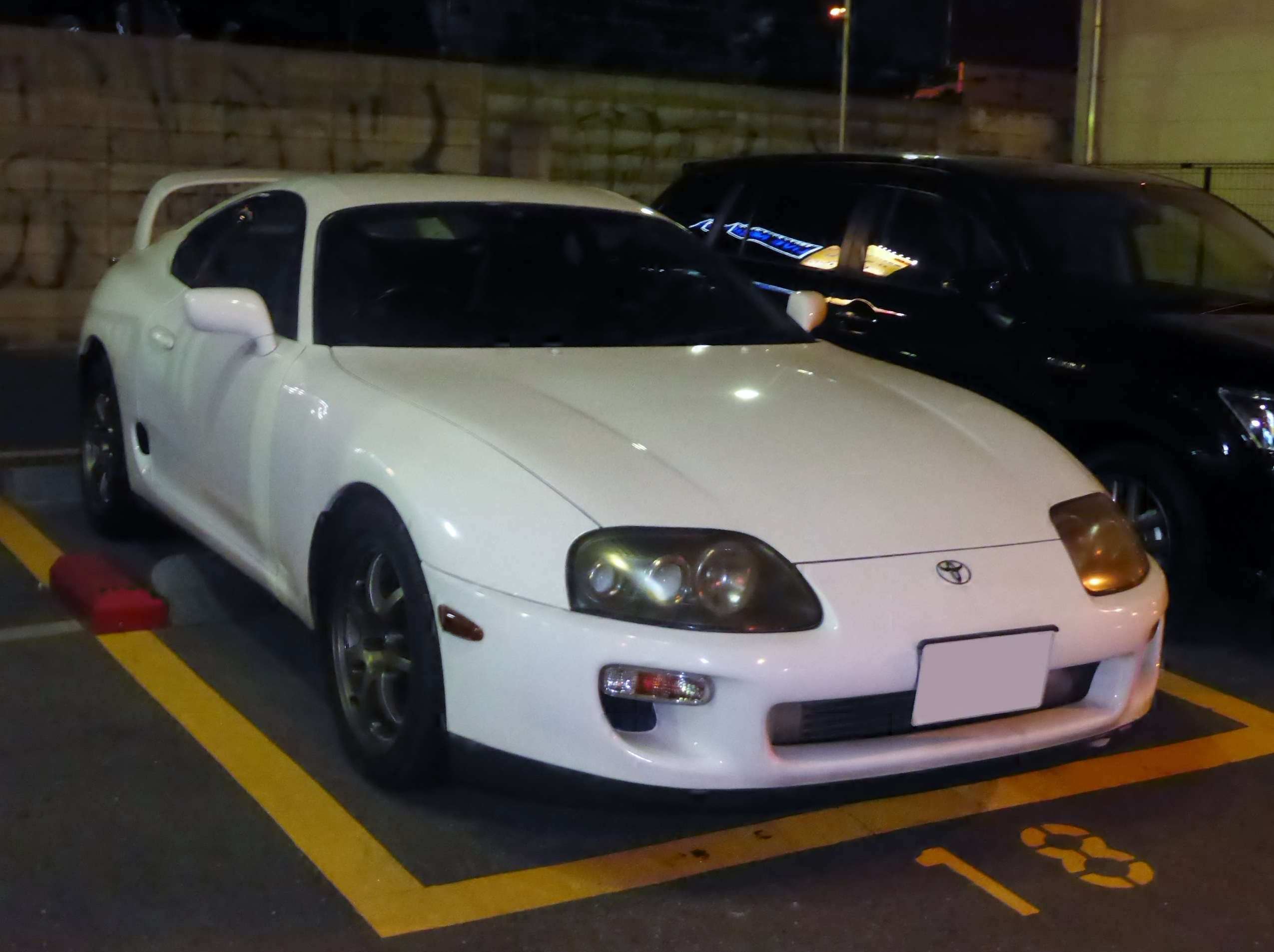
スープラ

- 四輪独立懸架式サスペンション（1947年SA型乗用車）
- カーエアコン（1957年クラウン）
- ディーゼルエンジンの乗用車（1959年クラウン）
- トルクコンバータ式AT（1959年マスターライン）
- 水平対向エンジンの乗用車（1961年パブリカ）
- クルーズコントロール（1964年クラウンエイト）
- ハードトップ（1965年コロナ）
- リトラクタブルヘッドライト（1965年2000GT）
- 5速トランスミッション（1965年2000GT）
- 丸型メーター（1966年カローラ）
- ツインターボエンジン（1981年1G-GTEUエンジン）
- ポップアップ式ヘッドランプ（1981年セリカ、国産車唯一）
- ミッドシップカー（1984年MR2）
- トラクションコントロール（1987年クラウン）
- バタフライドア（1990年セラ）
- 6速トランスミッション（1993年スープラ）
- 横滑り防止装置（1996年クラウンマジェスタ）
- 12気筒エンジン（1997年センチュリー、国産車唯一）
- シーケンシャルシフト（1999年MR-S）
- VDIM（2004年クラウンマジェスタ）

トヨタが世界で初めて量産車に用いた技術・機構

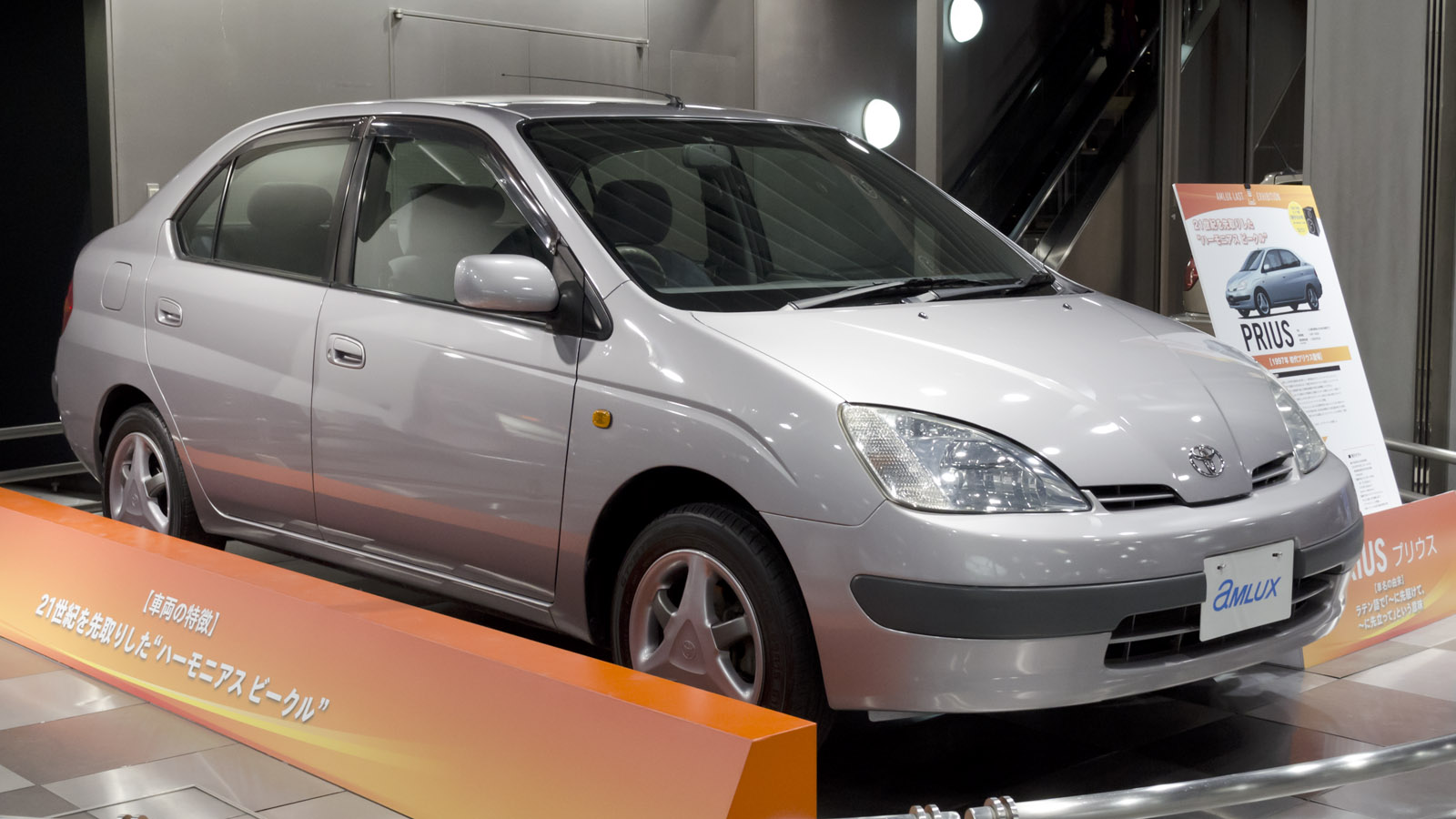
初代プリウス

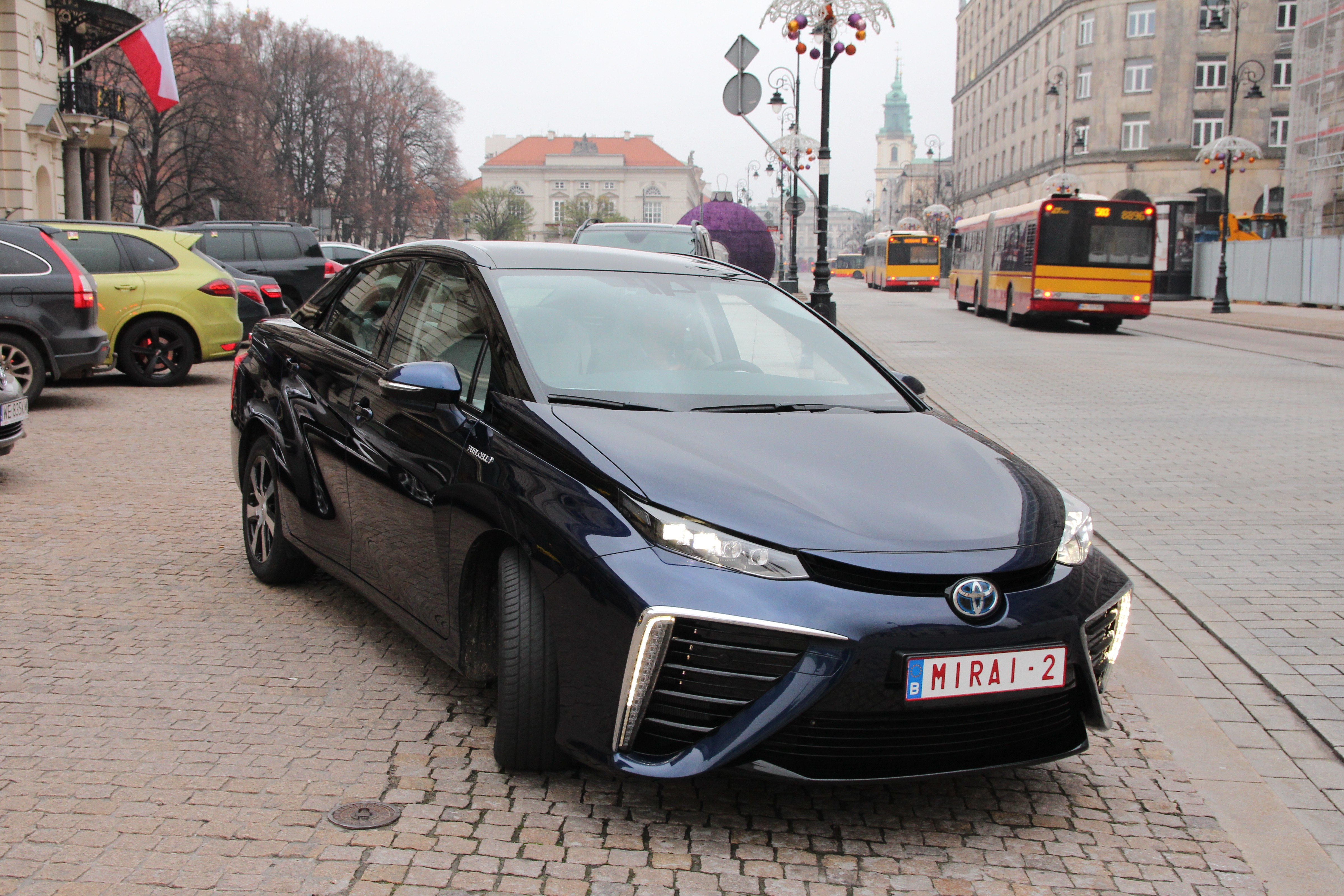
初代MIRAI

- 電子制御式エアサスペンション（1986年ソアラ）
- アルミ鍛造アッパーアーム（1986年ソアラ）
- 水冷インタークーラー（1983年M-TEUエンジン）
- エアロダイナミックグリル（1983年カローラレビン）
- デュアルマスフライホイール（1984年マークII）
- 可変吸気システム（1984年1S-iLUエンジン）
- アクティブコントロールサスペンション（1989年セリカ）
- 超音波雨滴除去ミラー（1989年セルシオ/LS）
- トルセンLSD（1993年セリカ）
- 動力分割（スプリット）式ハイブリッドシステム（1997年プリウス）
- 回生協調ブレーキシステム（1997年プリウス）
- リトラクタブルリアシート（1999年ファンカーゴ）
- 衝突被害軽減ブレーキ（2003年ハリアー/RX）
- アダプティブ・フロントライティング・システム（2003年ハリアー）
- 低速追従モード付レーダークルーズコントロールシステム（2004年クラウンマジェスタ）
- 筒内直接噴射・ポート噴射併用技術（2005年D-4S）
- シフト連動機能付電動パーキングブレーキ（2006年LS460）
- クロールコントロール（2007年ランドクルーザー）
- LED光源ヘッドランプ（2007年LSハイブリッド）
- オートマチックハイビーム（2007年LSハイブリッド）
- 燃料電池車（2014年MIRAI）
- ソーラーパネル付き量産車（2016年プリウスPHV）
- マルチステージハイブリッド（2017年LC500h）
- 連続可変容量ポンプ（2017年カムリ）

### 主査制度
1955年発売の初代クラウンの中村健也以来、トヨタ車の開発責任者は「主査」（1989年以降はチーフエンジニア）と呼ばれる。豊田英二が「主査は製品の社長であり、（会社の）社長は主査の助っ人である」と語り、主査は自動車の設計・開発だけでなくマーケティングやコスト管理、売り上げまで含めて車両の最適化と責任を一手に引き受けているのが大きな特徴で、これにより才能ある人間が商品力の高い（=売れる）自動車を開発することができた。これは元戦闘機設計者であった長谷川龍雄の提案で、航空機開発のチーフデザイナー制が元になっている。ただしその分主査は才能・人格、幅広い分野の知識など様々な面で優れていなければならないため、主査を務められる人材の育成・見極めまできちんとする必要がある。また主査ごとに自動車に対する思想は異なるため、企業全体で見たときトップの思想・主張とは異なった自動車になることもある。
主査制度は最初から並行して複数案を進めて絞り込んでいく「セットベース開発」、情報共有を円滑にする「A3報告書」と並ぶ「トヨタ流製品開発」（TPD、Toyota Product Development）の代表格で、これらは合わせて「リーン製品開発」としてアメリカで知られるようになり、シリコンバレーや他の国内自動車メーカーにも取り入れられた。企画・設計の段階で生産担当者や部品供給者が関わって、生産の川上で品質の8割を確保する「サイマルテニアス・エンジニアリング（SE）」も早くから採用され、「品質は工程でつくりこむ」を可能とした。一般にトヨタといえば生産の川下のノウハウであるトヨタ生産方式（TPS）の方が知られているが、近年はトヨタ流製品開発の方が注目され始めている。
一方でトヨタの場合は各主査が最適化を図るために細部を変更したため、後にプラットフォームや部品の種類が膨大に増えてコスト増加を招いた。市場拡大と技術発展の著しくなった80年代から、技術開発部門が12000人に膨れあがり、技術も細分化されたことで技術開発部門の発言力が増した上、部署間の情報伝達や調整に莫大な時間がかかっていた。結果としてトヨタの開発は商品軸から機能軸へと傾き、主査が思う様な自動車を作れなくなる事態も発生した。これに対してトヨタは1992年に『開発センター制』を導入。主査は商品企画部長とセンター長の下に置かれて権限は弱体化したものの、情報伝達・調整が効率化されて再び商品軸で開発が可能になった。しかし技術部門の細分化は解消されず、技術者育成が停滞し、2008年のGI20で機能軸の開発体制に変更された。
2012年以降は主査とチーフエンジニアは分離されて別々の役職となり、チーフエンジニアが従来の主査に近い役割になった。チーフエンジニアは製品企画本部長の直轄となり権限が強化され、「お客様に一番近い開発総責任者」としての立場が明確にされた。2017年に激化する自動運転・EV開発戦争の時代に適応するため『社内カンパニー』制を導入、機能軸の横串を残しつつセグメント毎に独立した機能で顧客の要望に柔軟に対応しやすくし、再び商品軸中心の開発体制に戻した。

### 80点+α主義
1961年にトヨタが発売した初代パブリカは、ラジオ・ヒーター・リクライニングシートなどの快適装備を一切排除して、安価さにおいては100点といえる水準を実現した。しかし販売は不振で、原因を分析したところ「少々高くてもいいから良い車を買いたい」という、高度経済成長の中の消費者心理の変化があることが分かった。そこでパブリカに快適装備を追加して高価にしたデラックスモデルを発売した結果、販売台数を大幅に伸ばすことに成功した。
この時の教訓から『80+α点主義』という思想が生まれる。これは初代パブリカ及び初代カローラの開発主査である長谷川龍雄が打ち出した、次の考え方である。
初代カローラは快適性を80点にまで高めた上で「+α」をスポーツ性にすることに決まり、ライバルの日産・サニーを上回る「100ccの余裕」と、当時珍しかったマクファーソン・ストラット式サスペンションの前輪懸架、丸型メーター、フロア式4速シフトなどの先進技術が多数盛り込まれた。この結果カローラは国民車としての地位を確立し、後のトヨタ車やライバル会社にも大きな影響を与えた。
トヨタはトータルバランスと信頼性の高さで、日本での市場5割という大躍進を遂げた一方、この欠点を優先して潰していく思想は、やがて「+α」を無視した『80点主義』の名で独り歩きし、無難なクルマ作りに徹したため、コアな車好きたちから、レクサスも含めて「トヨタは退屈」「個性がない」「自動車を白物家電化させた」という非難を生む原因ともなった。乗用車の走行性能では他社に劣り、「目に見えないところで手を抜く」と批判 などの批判を受けていたことから、豊田章男が主導になって『退屈イメージ』からの脱却を図った。

### もっといいクルマづくり

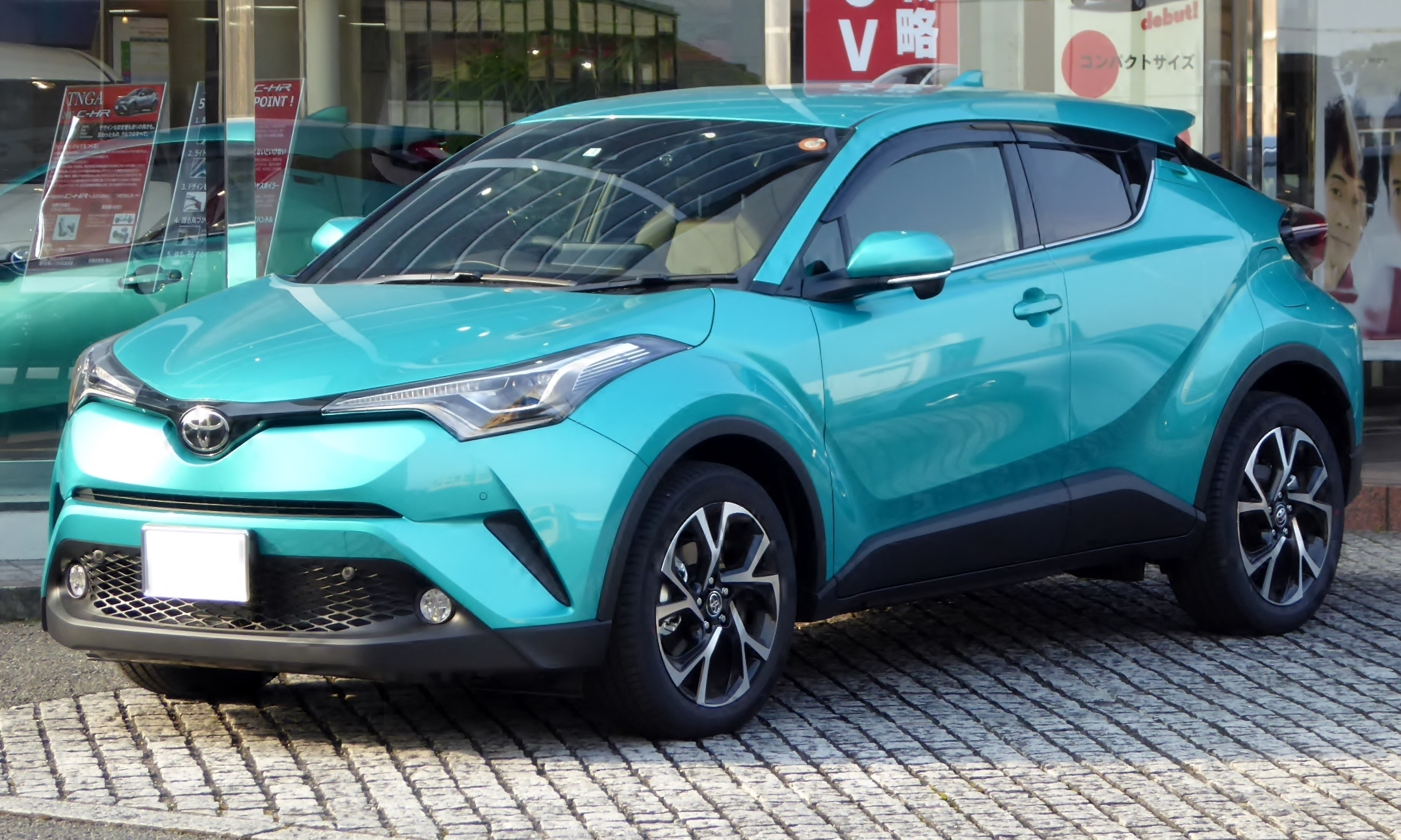
ニュルブルクリンクで鍛えたシャシーとキーンルックを併せ持つC-HR

テストドライバーの成瀬弘の薫陶を受けた豊田章男が社長に就任した2009年から、トヨタは「もっといいクルマづくり」というスローガンを掲げ、実用性だけでなく自動車としての魅力やインパクトを持つクルマ作りを目指している。「キーンルック」やレクサスの「スピンドルグリル」といった個性的なデザインを採用して「退屈」から脱却を目指す他、ニュルブルクリンクや五大陸走破プロジェクト、モータースポーツなどでスポーツカー以外の乗用車も頻繁に走り込ませて、シャシーの出来を向上させる努力をしている。
2015年にクルマづくりの開発方針である「TNGA（Toyota New Global Architecture）」を導入した。これにより従来以上に大胆にプラットフォームやエンジン、部品などを共通化・モジュール化して集約して大幅な原価低減を図った。核となるプラットフォームは運転のしやすさ・低重心・ドライビングポジションなど46項目を徹底的に追求し、走行フィーリングの大幅な向上を目指している。
2019年にはニュルブルクリンクや世界中の道で得た知見をもとに構想されたテストコースを含む研究施設「トヨタテクニカルセンター下山」を豊田市下山に設立し、一部運用が開始されている。
スポーツカーのような趣味性の高い開発も積極的に行っており、2021年現在トヨタはレクサスも含めると、日本で最も多くクーペをラインナップする国産メーカーである。

### 水素エンジンの耐久レース投入
2016年ごろから開発を進めていた水素エンジンを2021年5月22日から23日にかけて富士スピードウェイの24時間耐久レースに実戦投入した。
投入車両はGRヤリスのG16E-GTS型を水素燃料仕様に改造したエンジンを搭載したカローラスポーツである。この水素を直接燃焼させ動力源とする車両での24時間耐久レース出場は世界で例を見ない初の試みであった。

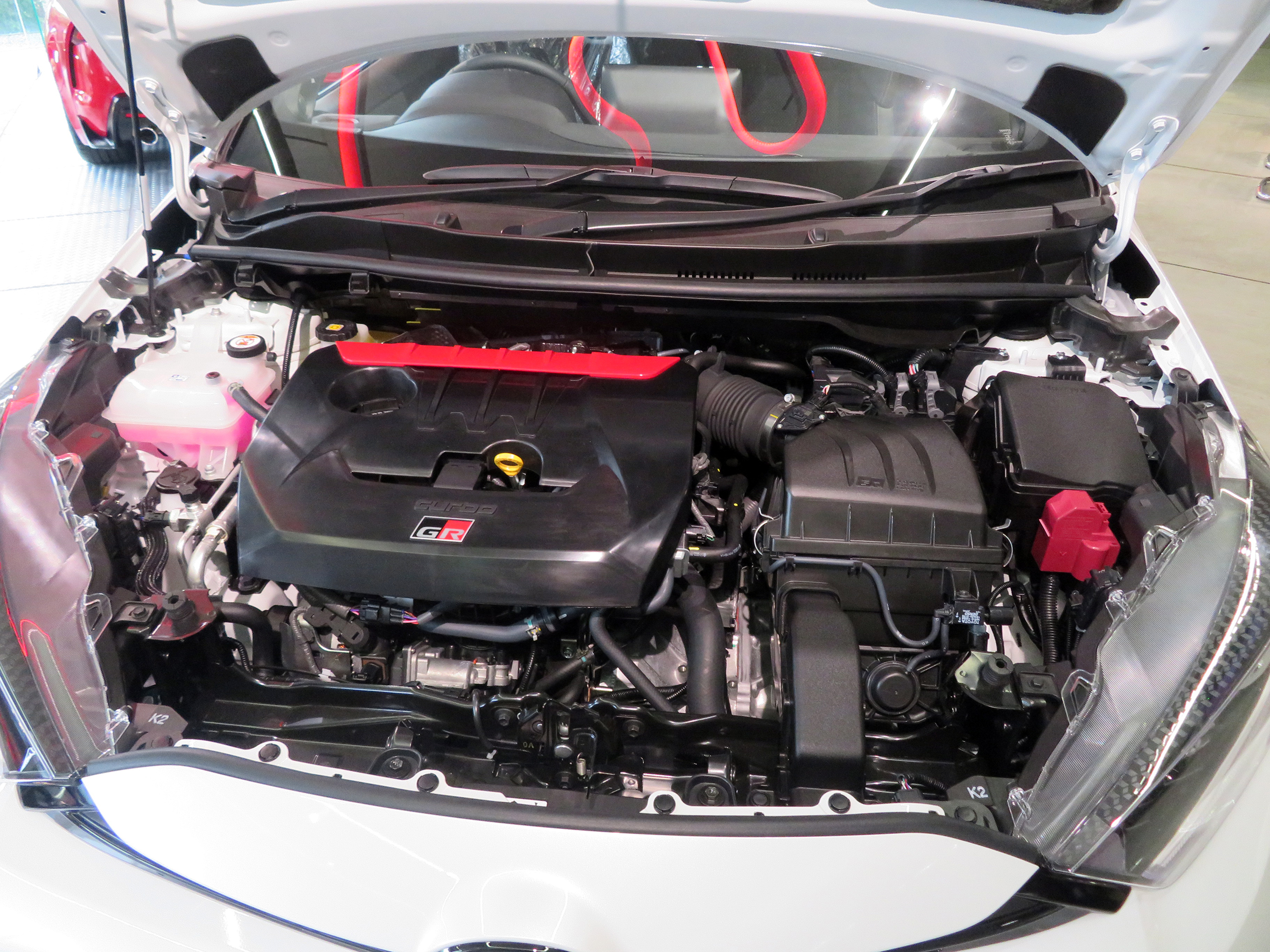
水素エンジンのベースとなったG16E-GTS型ガソリンエンジン

この実戦投入は「水素は爆発しやすく危険」という水素に対する負のイメージを払拭することを目的の一つとしており、この挑戦は富士スピードウェイを358周、全1,634kmを完走し成功することとなった。

トヨタが水素エンジンの開発を進める理由として、社長の豊田章男は

全部がEVになったら日本では100万人の雇用が失われる。一つの選択肢ではなく、今まで磨き、蓄積してきた、やり方によって未来がある。—ANNnewsCH、トヨタ社長「雇用と技術守る」“水素”でレース挑戦
と述べた。
これは日本の高精度な鋳造技術や直噴技術など日本の国際競争力を向上させ、同時に蓄積してきた技術やその雇用を用いてカーボンニュートラルの達成を目指すことを意味している。また自動車においても構成部品の約3万点のうち実に1万点もの部品がエンジン関連の部品であるため、内燃機関の損失による雇用損失や国際競争力の低下を抑止するという意図の発言と捉えることができる。

## ブランド

### トヨタ

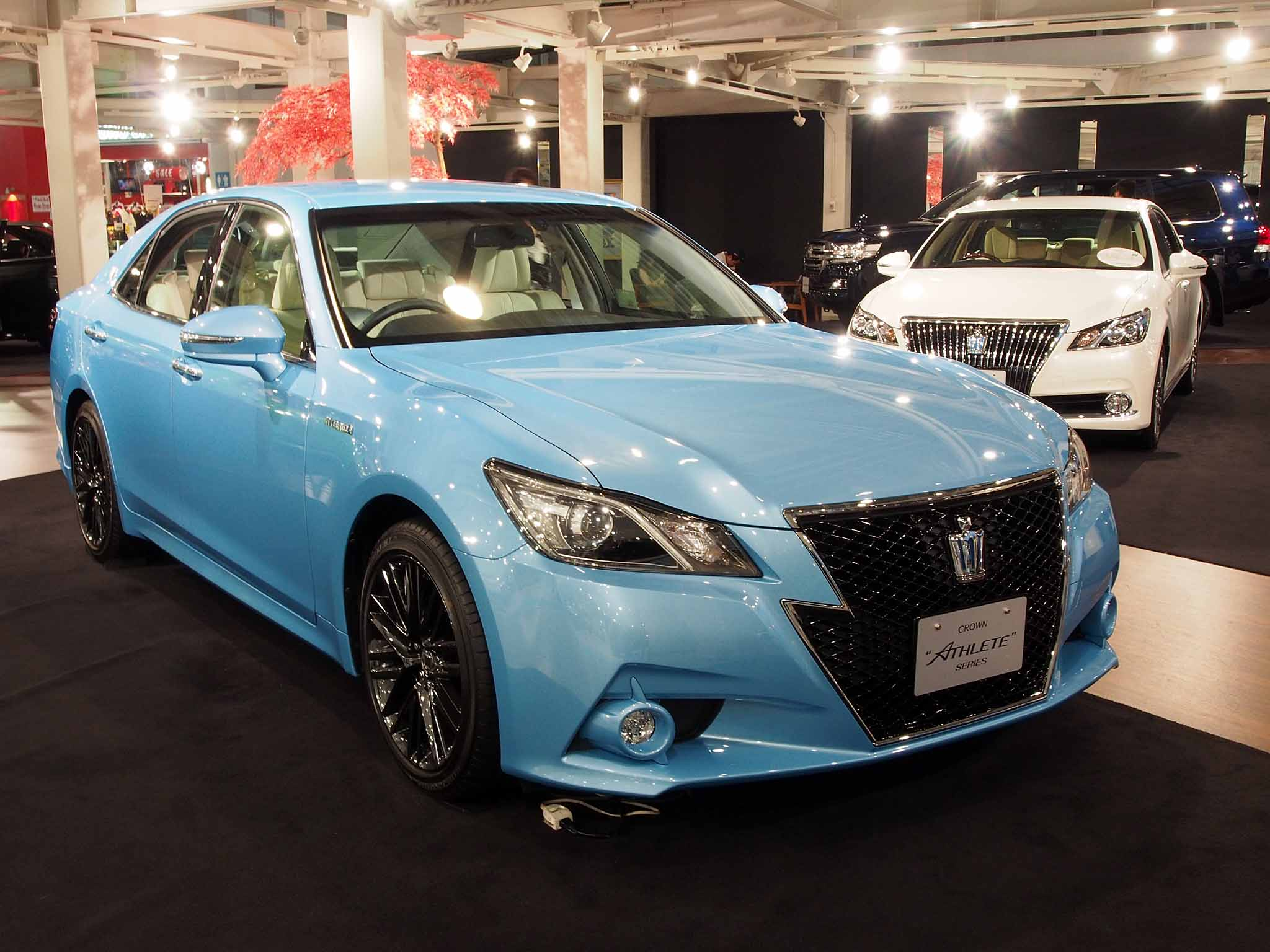
トヨタ・クラウンアスリート

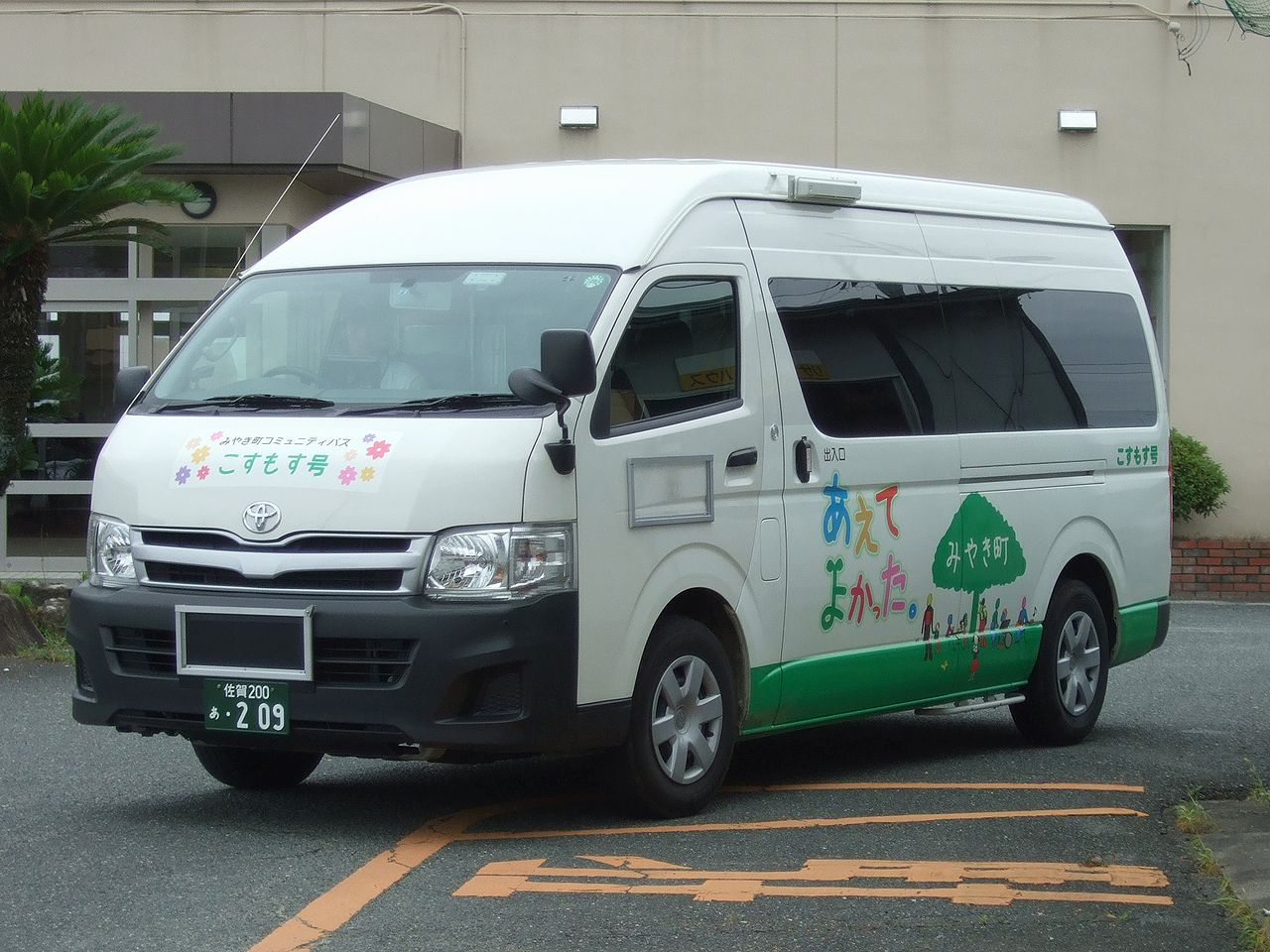
トヨタ・ハイエース（マイクロバス仕様）

2001年以降、関係会社が扱うことになったフォークリフトなどについてはトヨタL&Fを参照。
170の国・地域で展開され、単体でトヨタグループの約9割にあたる900万台を売り上げる、世界最大のブランドである。OEM・自社開発を問わず、軽自動車からミニバン、スポーツカー、SUV、セダン、ステーションワゴン、トラック、商用車、重機に至るまで幅広いラインナップを揃えている。元来は創業者の名字のままに「トヨダ」であったが、1938年に語感の良さや画数の縁起から「トヨタ」に改名した。
戦後しばらくの間、トヨタの車はトヨペットのブランドで発売されていたが、1961年のパブリカ以降は再びトヨタブランドで発売される様になった。乗用車市場では特に日産自動車と激しく覇権を争い、特にカローラとサニーのシェア争いはCS戦争と呼ばれた。これはトヨタが勝利するが、結果的にこの競争が日本の自動車の高性能化と低価格化を促した。1970 - 1980年代にはスポーツカーの分野でトヨタのDOHC対日産のSOHCターボの戦争も勃発した他、1990年代のバブル崩壊時にはタクシー市場にも参入し、最終的に日産からシェア首位を奪った。
カローラの圧倒的な成功以降は戦前から全国に根付いていた販売網に加え、多くの兄弟車・オプションを用意するという戦略で安定した売上を築いた。一方でセリカでスペシャルティカー、カリーナEDでハードトップ、ソアラでハイソカー、RAV4でクロスオーバーSUVなどの新たなジャンルを切り拓いたり、DOHCエンジン（ツインカム）をスポーツカー・乗用車問わず大量生産するなど、時代の先駆者としての役割も担った。トヨタブランドの国内シェアは常に40％以上を占め、大衆車、商用車、高級車に至るまで国民に広く普及した。しかし一方で北米では大衆車ブランドにすぎず、若者にとっては退屈の象徴であったため、のちにレクサスやサイオンブランドが登場することになった。
1997年に「21世紀に間に合いました」というフレーズで世界初の動力分割式ハイブリッド車、プリウスを市場に送り出した。時期尚早と見られていたハイブリッドカーを他に先駆けて成功させ、「トヨタ＝エコ」のイメージを定着させた。
2006年に日本国内にもレクサスが導入されるとトヨタブランドは高級車のラインナップをいくつか失ったものの、センチュリー、クラウン、ランドクルーザーなどは残されたためトヨタのブランドイメージは維持されている。
2010年以降は、モータースポーツ好きで知られる豊田章男社長が積極的にレースやニュルブルクリンクのイメージを市販車にリンクさせており、従来のエコ・丈夫だけではなく、より車の楽しさを感じられるブランド作りに向けた努力をしている。

### レクサス

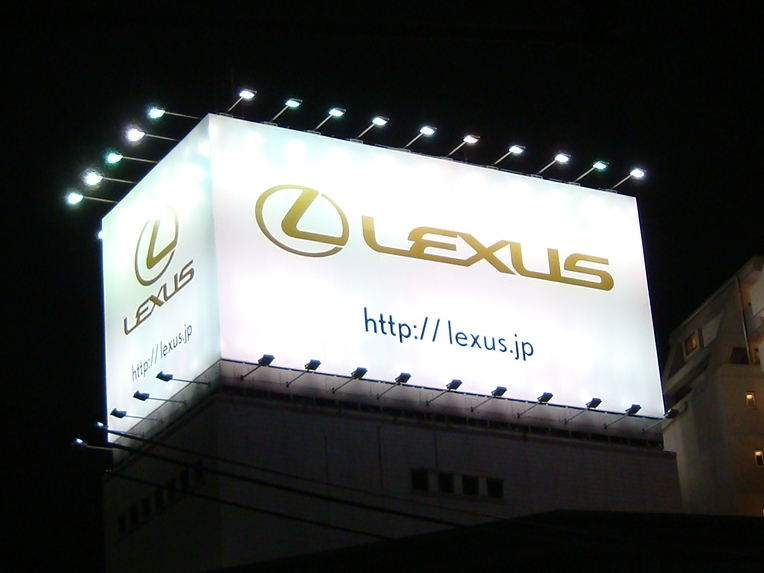
レクサスの広告塔（東京・渋谷）。

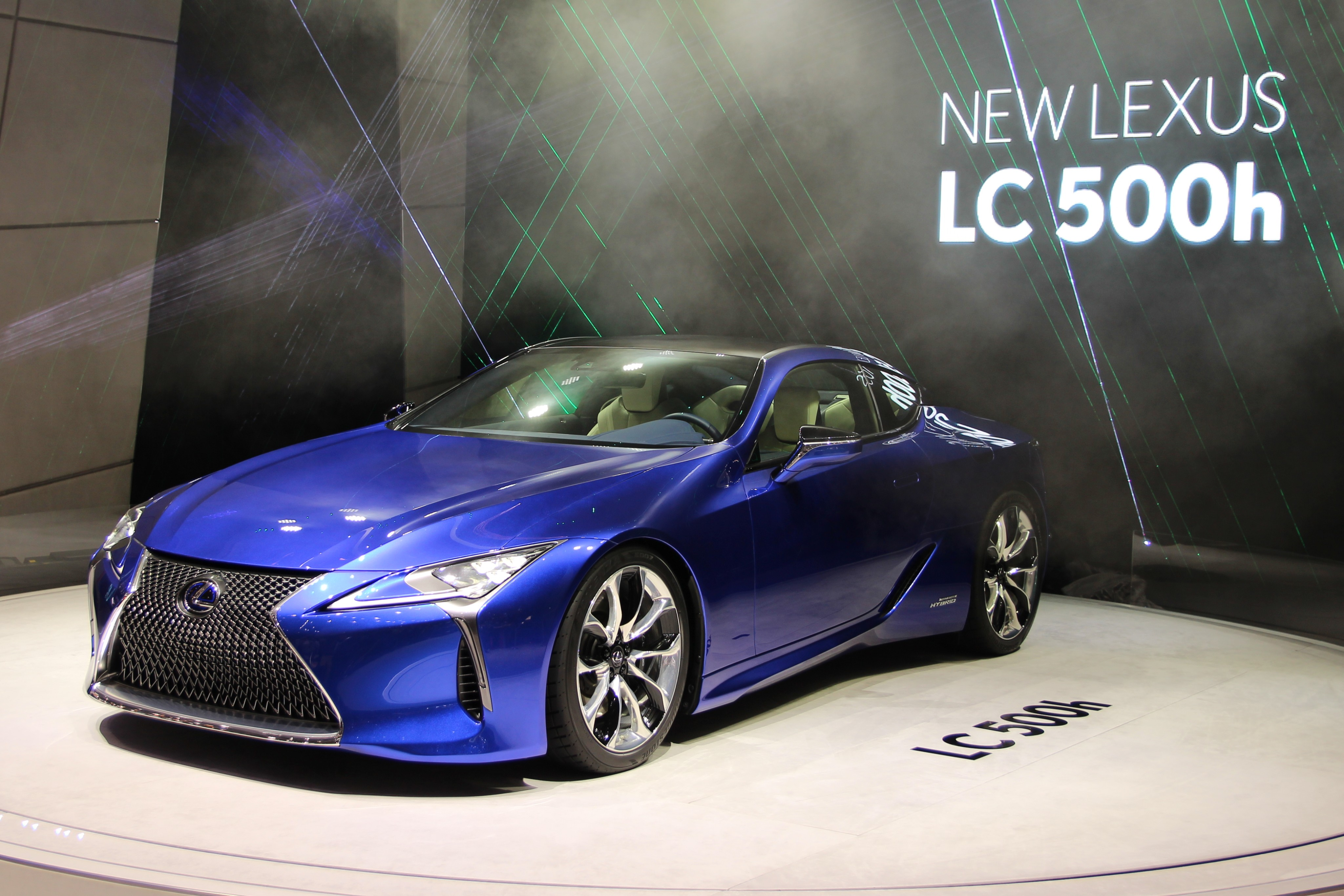
レクサス・LC

セダン・クーペ・SUVを主力とする、日本車で最大の高級車ブランドである。世界65か国で年間60万台以上を売り上げ、日本や北米市場でBMWやメルセデス・ベンツと激しく覇権を争っている。
1989年 、北米で高級車ブランド「レクサス」（LEXUS）を創設し、大型高級セダンの「LS」（日本では後に「セルシオ」として発売）と「ES」（日本は「トヨタ・カムリプロミネント」として発売）を発表した。従前、米国トヨタの最上位車種はクレシーダ（日本におけるマークII）であり、トヨタブランドで高級車種を販売することは限界があるとの判断からだった。開業後、日本の大衆車メーカーの参入余地がないと見られていた北米高級車市場でたちまち成功をおさめ、メルセデス・ベンツをはじめ、BMW、キャデラックなど欧米の高級車メーカーに強い衝撃を与え、北米における高級車の概念をも変えてしまった。また1998年発売のRX（日本名：トヨタ・ハリアー）はSUVが高級車の一形態としても成功するという例を示し、BMWやポルシェなどのSUV参入の遠因になった。
2005年8月から日本国内でもレクサスブランドを展開し、GS、SC、ISの3系列の日本での販売を開始した。レクサスの日本での展開もウィンダムは発売当初に放映されたCMでは「レクサスES300、日本名・ウィンダム」とのキャッチフレーズが流された。 2006年9月19日にレクサスの旗艦車種のLSが投入され、続いてRX、HS、CTが投入された。
レクサスブランドは長年、日本独自のブランドデザインとして知的かつ先進的なステータスを与えたいとの考えから、華美な装飾を抑えた落ち着いた内装で、乗り心地・品質・性能に重点を置く一方で、走行性能は余り重視してこなかった。同様に販売戦略の観点から、レクサスブランドのレース参戦やターボ車の投入に慎重であった。しかし近年は操る楽しさや走行性能に特化した「F」シリーズを登場させたり、ISやNXなどにターボ車を投入したり、国内外のレースにレクサス車を参戦させるなど方針を転換してきている。
2012年に社内カンパニー『レクサス・インターナショナル』として、機能をトヨタから独立させた他、レクサス専用プラットフォームも開発してトヨタブランドとの差別化を図っている。

### GR

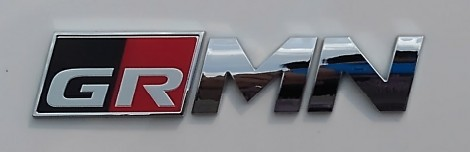
GRMNのロゴ

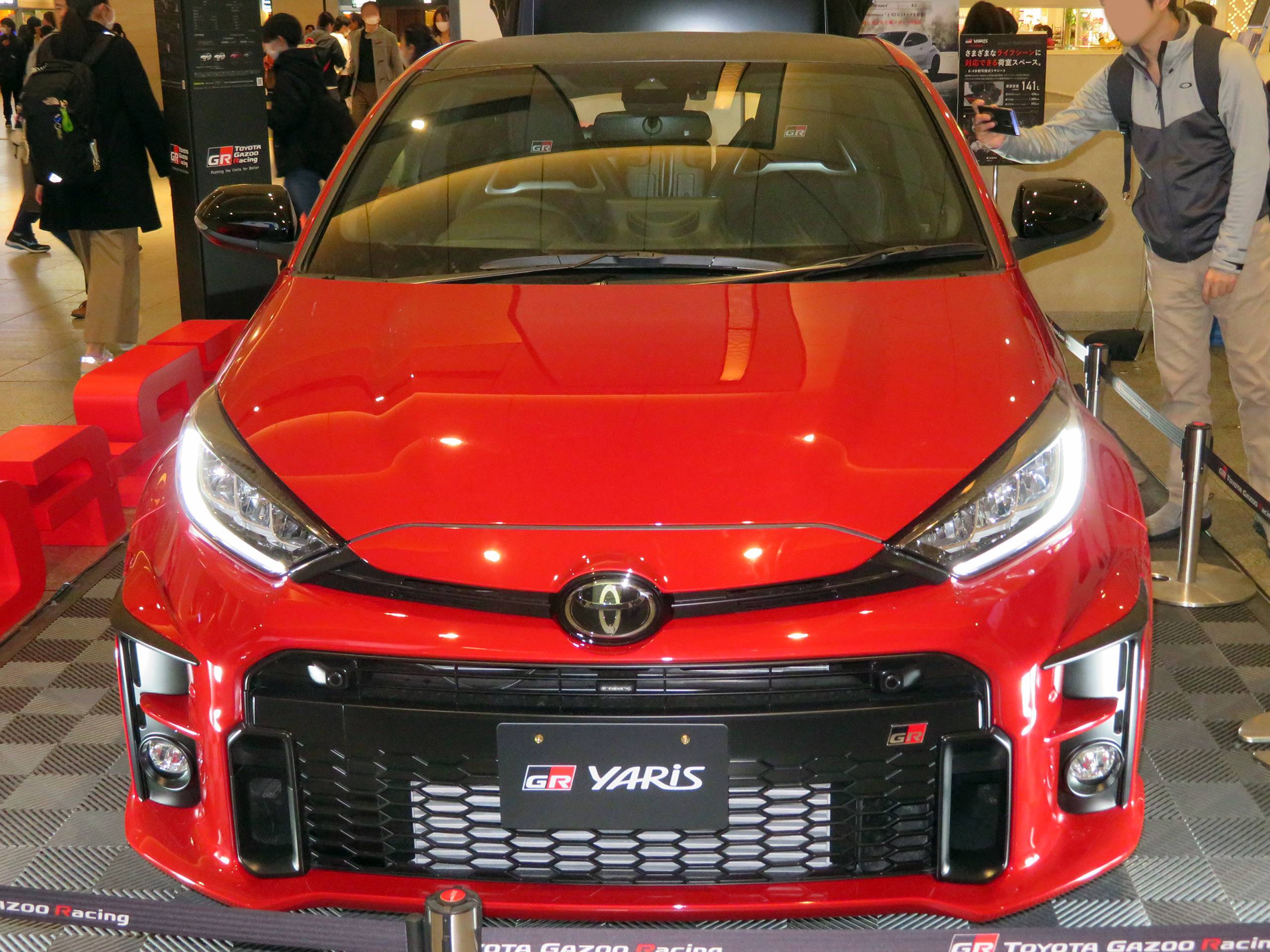
GRヤリス

2017年に登場したスポーツカーブランド。2010年に誕生した『G's』を前身に持ち、黒と赤のロゴを特徴とする。GRは『GAZOO Racing』の頭文字で、モータースポーツ活動を統括する社内カンパニーの『GRカンパニー』がレースで得た知見や技術をフィードバックして開発する。利益はGRカンパニーへと還元され、景気動向に左右されないモータースポーツ活動を可能とすることを目的としている。キャッチフレーズは「IGNITE（イグナイト、着火の意）」。マーケティング戦略は「Face to Face」とし、各都道府県のディーラーの一部を「GRガレージ」に指定して、「GRコンサルタント」やファン同士の交流の場を設けている。
発足当初はトヨタブランド車のチューニングカーしかラインナップされていなかったが、後にGRスープラ（5代目スープラ）やGRヤリス、GR86などといったGRブランド専用車が発売され、トヨタブランドとの差別化が行われている。ただし購入は例外を除き、GRガレージでも通常のトヨタブランド系ディーラーでも可能である。
グレードは限定生産かつGRガレージのみで購入可能 な「GRMN」 を頂点とし、GRMNの量産版である「GR」、エントリーモデルの「GR SPORTS」、アフターパーツの「GR PARTS」の4つの階層に分けられている。多くは86、ヤリス、マークX、アクア、ノアなどといった既存の乗用車のチューニングカーとなるが、空力・吸排気系・サスペンションなどに加えて、スポット溶接の打ち増しやトランスミッションの多段化など生産工程で強化されている点が一般的なチューニングと異なる。「安全」「疲れない」「ずっと乗っていたい」クルマ を目指しており、基本的にGRMN以外はエンジンに手を加えない。
スポーツカー不遇の時代に誕生したという背景もあって、他社との協業により開発された車種が多いのも特徴の一つである。ダイハツ・コペンにはGRとの共同開発のグレード（GR SPORT）が設定され、同名のままダイハツ・トヨタの双方で販売されている。
なおレクサス・Fも限定生産車（LFA）を頂点として「F」・「F SPORTS」と階層付けされている点がGRと共通しているが、Fはあくまでレクサス専門のシリーズであってレクサスというブランドの価値を高めるためにある点や、GRガレージのような専門ディーラーが存在しない点が異なる。

### 過去

#### トヨペット
公募により1947年発売のSA型乗用車・SB型トラックの愛称を「トヨペット」とし、それ以降トヨタの小型車にトヨペットの名がつけられることになった。1954年に発売された1,000ccのSKBトラック（トヨエース）は簡素なセミ・キャブオーバー型トラックだが、当時主流の三輪トラック（オート三輪）へ対抗した商品であり、あえて戦略的に低価格で販売したことで、トヨタ自動車始まって以来の成功を収めた。これをきっかけに、日本の小型トラック市場は、三輪から四輪に移行した。

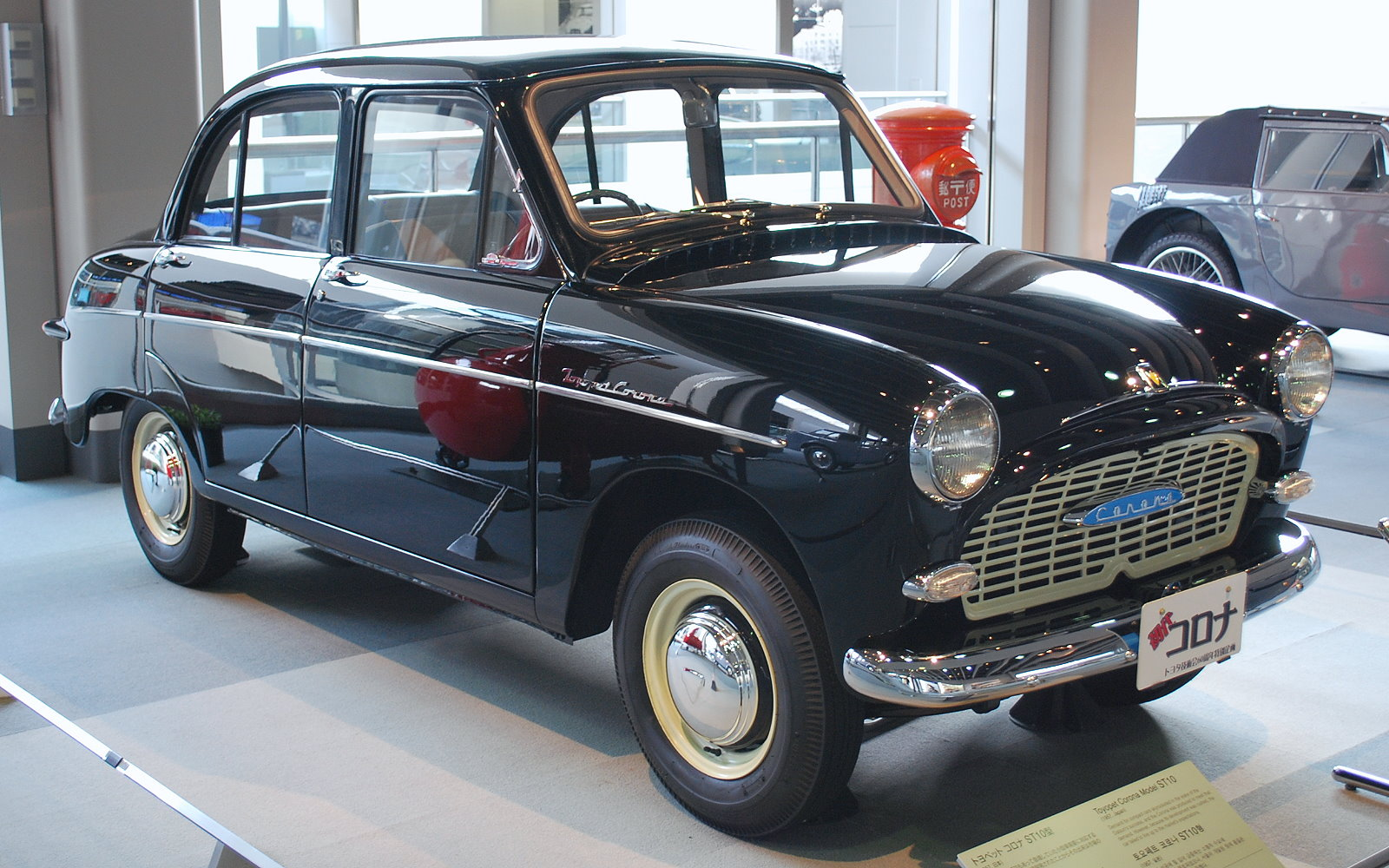
トヨペット・コロナ（初代）

1955年に初代クラウンとマスターが誕生。クラウンは外国メーカーと提携せずに前輪独立懸架や低床はしごフレームなど、アメリカ車並の構成を採った最初の純国産乗用車となった。1960年代にはコロナが日産・ブルーバードと「BC戦争」と呼ばれる激しい争いを展開した。関東自動車工業（現・トヨタ自動車東日本）の技術力で、当時トヨタ車唯一のモノコックボディーを採用してはいたが、既存コンポーネンツの寄せ集めで新味に欠けた初代（T10系）、初期型で強度や耐久性の不足が露呈した2代目（T20系）と、当初は劣勢であったが、「アローライン」スタイルの3代目（T40系）となった翌年の1965年1月、初めてブルーバード（510型系）をかわして国内販売台数で首位となった。
1956年、全国にトヨペット店が登場するが、既存のディーラーを納得させるため、クラウンとマスターはトヨペット店ではなくトヨタ店で扱われ、トヨペット店はコロナを除くと商用車ばかりのラインナップとなった。こうした矛盾からトヨペットの各モデルは段階的に廃止され、1978年の6代目コロナ（T130型）を最後にブランドと車名としての「トヨペット」は廃止されたが、今もなお東京地区（ = トヨタモビリティ東京）など一部地区を除き、販売チャネルにその名を残している。

#### WiLL

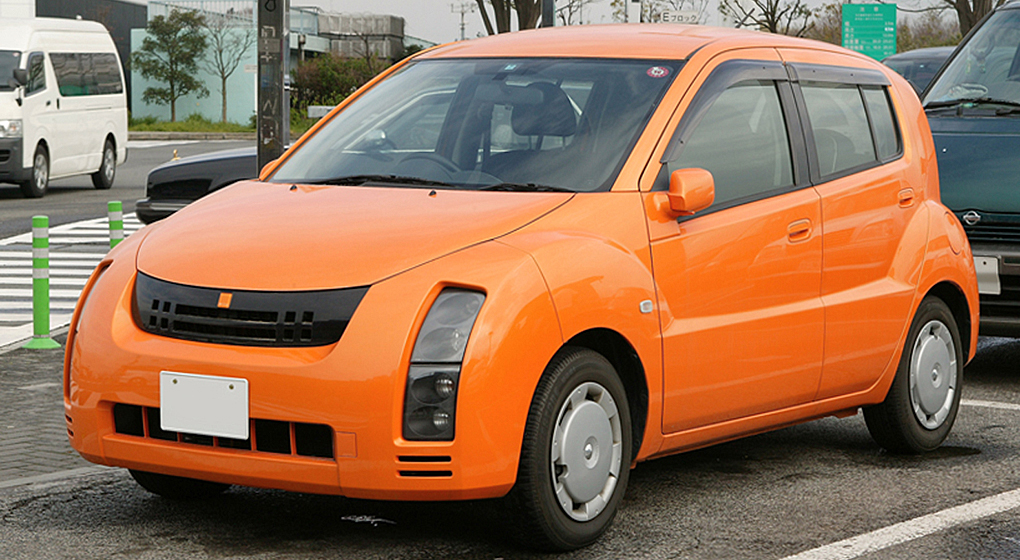
WiLL・サイファ

1990年代末に20代から30代を中心とする「ニュージェネレーション層」をターゲットに、松下電器産業（現・パナソニック）、花王、アサヒビール、近畿日本ツーリストなど他業種各社とともに立ち上げられた合同プロジェクト。トヨタは既存のプラットフォーム（トヨタ・NBCプラットフォーム、およびトヨタ・MCプラットフォーム）を流用し、前衛的な技術やデザインの自動車を3台発売したが、2005年2月にトヨタ・WiLL サイファの販売を終了している。

#### サイオン

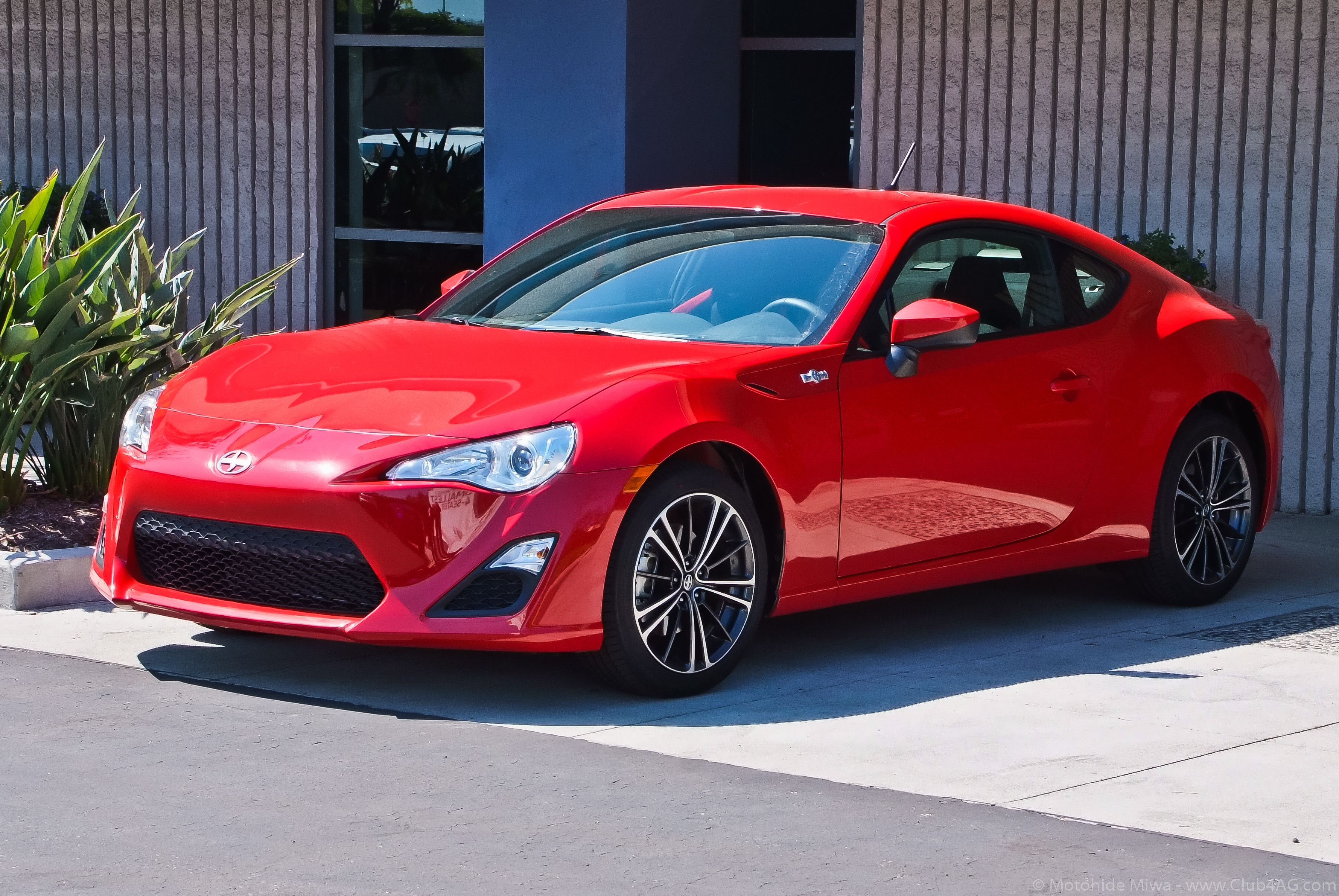
サイオン・FR-S。

サイオン（SCION）はアメリカの若者向けのブランドで2003年に開始。いわゆる「ジェネレーションY」と呼ばれる20代前半の若い世代をターゲットとする。トヨタの主要顧客は概して年齢層が高く、若年層の取り込みが課題であった。商品開発思想や広告展開まで新しい手法を用い、従来の“退屈なトヨタ車”のイメージを覆すことを狙った。クールでスタイリッシュな「ファッション性」を商品力とし、あらかじめ多様なカスタマイズを用意することで「個性化」を呼びかけた。マス（大衆）にもアッパーにも属さない新しいカテゴリの開拓を狙う。開始当時の車種はxA（日本名ist）、xB（初代は日本名bB、2代目はカローラルミオン）で、後に日本未発売のクーペtCが追加された。86は北米でサイオンブランドからFR-Sの名前で販売された。しかしサイオン登場時の若者が中年になり、現代の若者がトヨタの実用性・ブランド力を評価し始めたことでその役割を終えたとされ、2016年に廃止された。

## 販売

### 強力な販売網

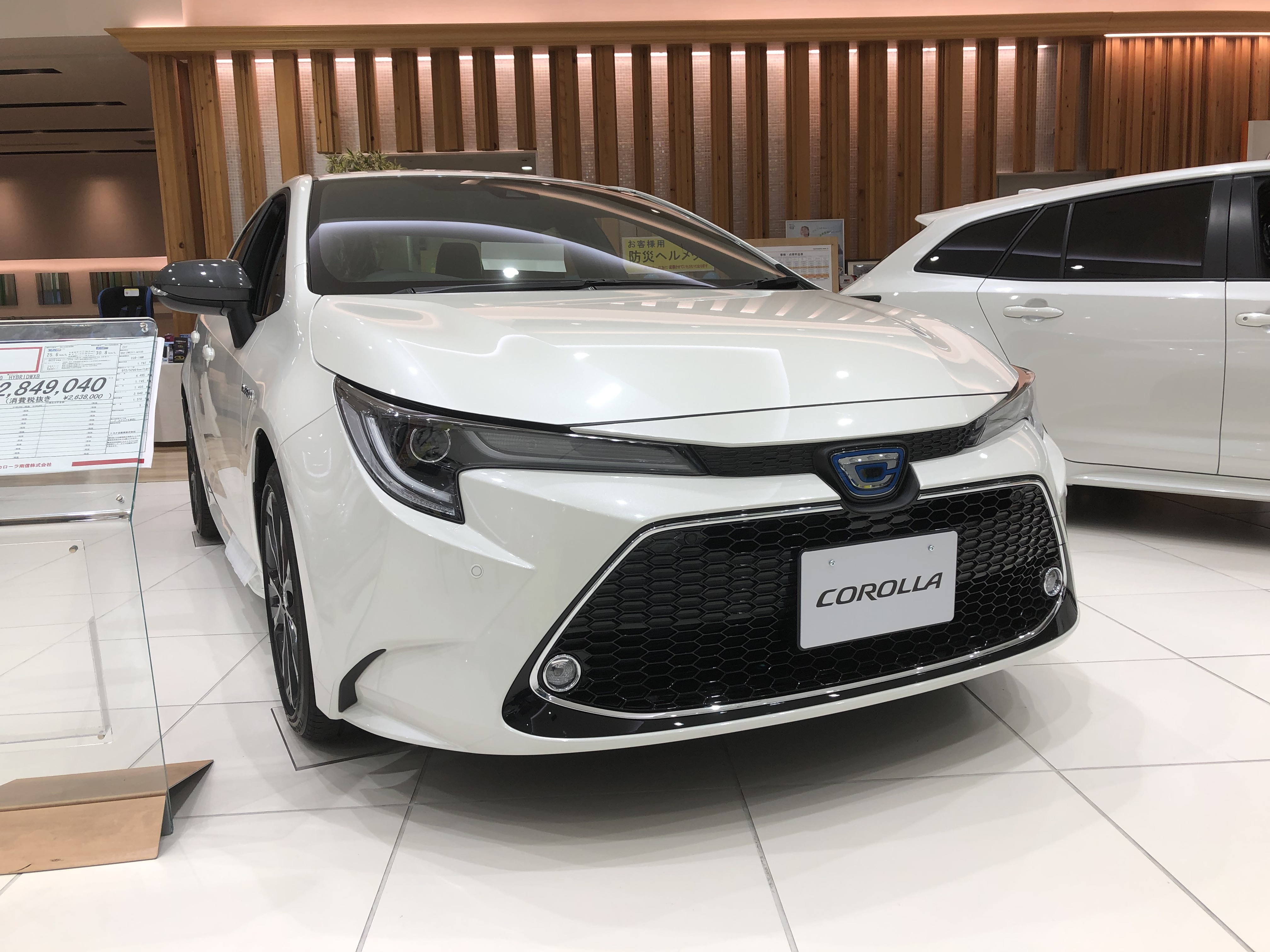
カローラは現在もディーラー名に名を残す（画像は日本仕様12代目セダン）。

創業当初から全国各地の地場資本に協力を求め、早期に販売網を整備した。現在国内でレクサスを含め5系統のディーラー網を傘下に持つ。
創業者の豊田喜一郎は車を作ることばかりに熱中して販売に無頓着であったため、車が完成する段階になってから日本GM副支配人・販売広告部長であった神谷正太郎（後のトヨタ自販初代社長）の元に赴き口説いた。神谷は既に高給取りであったが、豊田の熱意を買い引き抜きに応じた。豊田は神谷に販売に関する全権を委託した。神谷はそれまでの人脈とディーラーからの信頼により、多くのGM代理店をトヨタに引き込むことに成功、トヨタは戦前の日本自動車市場をフォードと二分した。戦時体制に伴うアメリカ車輸入・国内組み立て停止に乗じ、GM、フォードが開拓していた各道府県のディーラー網を自社ディーラー網として組織化して取り込んでいった。この作戦は戦後、自動車製造・販売が再び許可されてから大きく役立つことになる。
1949年にGHQによる生産制限が解除され、トヨタは売り上げを一気に伸ばした。既存の販売体制では追いつかないと神谷は判断し、クラウン・マスターなど乗用車を扱う既存のトヨタ店の他、商用車・小型トラックを中心に扱うトヨペット店、大衆車のパブリカを売るためのパブリカ店、大型トラックを売るためのトヨタディーゼル店を次々に誕生させた。パブリカは想定より売れなかったが、1966年発売のカローラが爆発的に売れたため、パブリカ店は1969年にカローラ店へと名称を変更した。カローラのあまりの伸びに販売体制が追いつかず、急遽カローラ・スプリンターとミニエースを専売とするトヨタオート店を設立している。
1975年に円高・貿易摩擦による業績悪化に対抗するため、上級小型車クレスタやダイハツ工業が生産する小型四輪駆動車ブリザードなど5車種を扱うトヨタビスタ店を設立。トヨタディーゼル店はカローラに移行して、トヨタ店、トヨペット店、トヨタカローラ店、トヨタビスタ店、トヨタオート店の5チャネル制が確立された。1998年にトヨタオートはネッツトヨタに改称、2004年にトヨタビスタとネッツトヨタは合併してネッツ店となった。2005年にレクサス車を扱うレクサス店が展開されて現在に至っている。2017年現在のトヨタの国内ディーラー数は約4900で、ホンダ・日産の倍以上である。この数が国内シェア50％近くを占めるトヨタの顧客対応を円滑にしており、トヨタブランドの信頼・安心感にも繋がっている。
全国の販売会社のほとんどは地元の商業資本と連携しているため、他社が販売会社の再編成を余儀なくされた1990年代以降も、地域に密着した販路を堅持し続け、地元企業などの社用車や個人の自家用車の需要に応じた販売を支えている。ごく僅かだが、トヨタ直営の販売会社も存在する。
しかしマツダ、ホンダ、日産も相次いで廃止しているように、多チャンネル制はデメリットも多く、少子高齢化・人口減少の進む日本では特に厳しくなっていくと予想されている。そのため2010年代に入って以降、トヨタも多くの新車を全ディーラーで展開する動きを見せている。ただし長きに渡って各チャネルブランドを築き上げていたディーラーたちは強い反発を示しており、営業部門も多チャンネル維持を明言しているため、チャンネルを一つに完全に統合されることは当分は無いと見られる。
その代わり水面下での統合は進んでおり、2018年には多チャネルはそのままに国内営業体制を縦割りから横割りへと変更し、4ディーラーとは別に全国を七つの地域に分けてそれぞれに営業部を設けて管轄することを決定し、地域密着の方針を鮮明にした。それに伴い、地方にあるトヨタ直営の販売会社の、既存の地場資本の販売会社への売却を始めた。2019年4月には東京都のトヨタ直営4販売店（東京トヨタ、東京トヨペット、トヨタ東京カローラ、ネッツトヨタ東京）を統合した新会社であるトヨタモビリティ東京を設立した。
2019年6月には、2020年5月から全ての販売店で全車種の併売化を実施することを発表、実際に2020年5月8日から併売が開始された。これに先立ち東京都と千葉県では2019年4月から先行する形で、トヨタモビリティ東京では全車種（トヨエース、ライトエース、レジアスエースは除く）を取り扱っている他、東京都の地場資本系3社（トヨタ西東京カローラ、ネッツトヨタ多摩、ネッツトヨタ東都）でも、クラウンやアルファードなどの一部の車種の併売を開始している。ネッツトヨタ東都の千葉県内店舗でも、ランドクルーザー（千葉トヨタとの併売）、ハイエース（千葉トヨペットとの併売）、タウンエース（トヨタカローラ千葉との併売）の発売を開始している。
全国有数の人口希薄地帯である北海道の日高振興局管内では、2011年7月に同管内を営業エリアとしていたディーラー5社が共同出資して「ひだかトヨタ自動車販売合同会社」を立ち上げ（営業開始は同年10月）、4販売チャネルの完全統合がなされている。また、香川県東かがわ市でも、県内のディーラー5社のうち、ネッツトヨタ香川を除く4社が共同出資する「東かがわトヨタ自動車販売合同会社」を2020年1月に立ち上げ、同年4月4日に4社の店舗を1か所に集約して営業を開始した。
そして2020年5月、販売チャネルを統合し、全ディーラーにて全車種の取り扱いが開始された。

### 多彩な車種とグレード

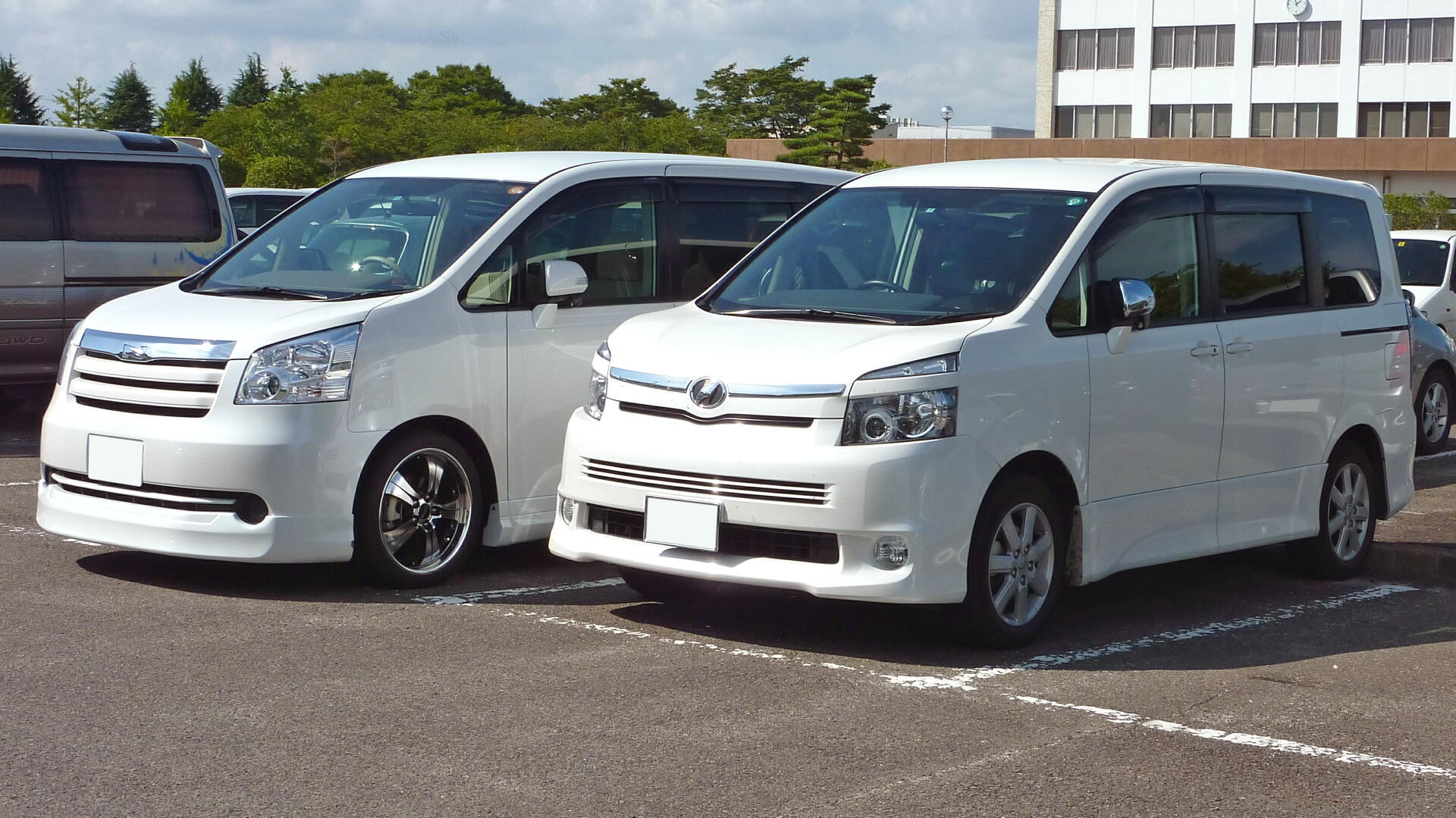
姉妹車のノアとヴォクシー

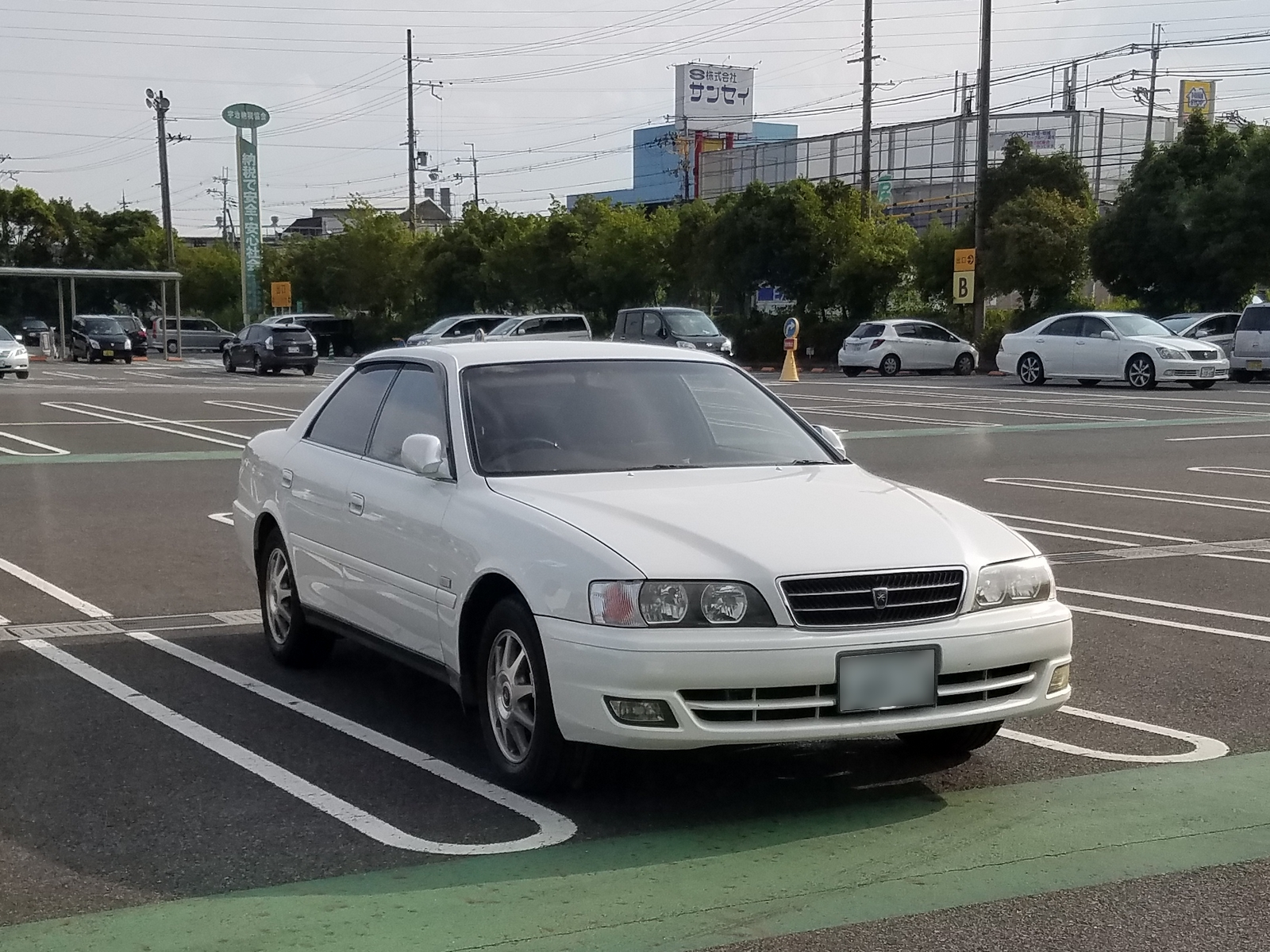
「マーク三兄弟」のうちの一台であるチェイサー

1950年代後半から1960年代にかけて、クラウン、コロナ、カローラ、パブリカの乗用車3車種を相次いで発売し、乗用車の基本ラインナップを構築した。
1960年代後半から各車種がモデルチェンジごとに大型化、上級化したことから、パブリカとコロナの中間にカローラを、コロナとクラウンの中間にマークIIを、カローラとコロナの中間にカリーナとセリカを配して中間モデルの充実を図り、パブリカをエントリーモデルにクラウンまでピラミッド型に商品を構成し、セリカでエンジンやインテリアを選べる「フルチョイスシステム」を導入してバリエーションを広げた。1980年代に用いられた「いつかはクラウン」のキャッチコピーは、当時の販売戦略を端的に表している。
同一シャシ・同一ボディでありながら販売店系列別に若干意匠を変えた「姉妹車」 を投入し、系列間の競争を促してさらなる拡販を試みた。商品展開と販売会社構成など、顧客の動向を重視する経営姿勢は「技術の日産」に対し「販売のトヨタ」と評された。

### ディーラー
日本では2005年に始まったレクサス店については、その記事を、関係会社が扱うフォークリフトなどについてはトヨタL&Fを参照。
他のメーカーが全店舗全車種扱いに移行していく中、トヨタ自動車の「トヨタ」ブランドは長らくディーラーごとに取り扱い車種が異なっていた。特にネッツ店は、他のトヨタ系列との併売をしている車種が極端に少なかった。かつては大阪府内のみトヨタ店とトヨペット店の取り扱い車種が逆だったが、やがて一部車種を除き他の都道府県と同様の取り扱いに移行した。
しかし2018年11月、トヨタ自動車は2022 - 2025年度を目処に各ディーラーで全車種を販売することを発表。この計画は前倒しされ、2020年5月より全車種販売がスタートした。また、東京地区のトヨタ自動車直系の4ディーラーを統合したトヨタモビリティ東京が2019年4月に発足し、東京地区では全車種販売が1年早く開始されている。
- トヨタ店：1950年 -

取扱車種：センチュリー、クラウンシリーズ、アリオン、ランドクルーザーなど
- トヨペット店：1956年 -

取扱車種：アルファード、プレミオ、ハリアーなど
- トヨタカローラ店（旧トヨタパブリカ店）：1962年 -

取扱車種：カローラシリーズ、ノア、パッソなど
- ネッツ店（旧ネッツトヨタ店（旧トヨタオート店）とトヨタビスタ店を統合）：2004年 -

取扱車種：ヤリス、ヴォクシー、ヴェルファイアなど
※取扱車種は2020年4月時点のもの。同年5月以降はトヨタ全車種を取り扱っている。
トヨタの4系列全店で販売されていた車種
※2020年4月時点
プリウスシリーズ、アクア、86、シエンタ（2代目）、C-HR、スープラ（3代目）、コペン（ただしGR SPORTのみ）、ライズ
- 以下の車種は実質的なトヨタ4系列全店販売車種。

ピクシスシリーズ（全国はカローラ店、ネッツ店で販売、希望があった一部地域のトヨタ店、トヨペット店でも販売。）
ポルテ（トヨタ店とトヨペット店）&スペイド（カローラ店とネッツ店、2代目ポルテ発売時登場）
ノア（カローラ店）&ヴォクシー（ネッツ店）&エスクァイア（トヨタ店とトヨペット店、3代目ノア/ヴォクシー発売の約9か月後登場）
タンク（トヨペット店とネッツ店）&ルーミー（カローラ店とトヨタ店）

### キャッチフレーズ
歴代キャッチフレーズ
- ファミリーカーのトヨタ（1966年 - 1969年） - 「ファミリーカーのトヨタと呼んで下さい」という当時の企業広告から。テレビの提供読みの時は「世界のファミリーカー」とコールされたものがある。
- 進歩のマーク（1967年 - 1970年）
- 信頼のマーク（1967年 - 1970年） - この2つのキャッチコピーは広告上で併用された。
- 愛される車をめざして（1971年 - 1980年） - ※筆頭提供で放送される場合「愛される車を目指すトヨタ自動車（と、トヨタディーラー=ラジオ放送のみ）」とアナウンスされることも多く、この場合番組によっては提供時間の終わりのスポンサーコールで「誰からも愛される車を目指すトヨタ自動車（と、トヨタディーラー=ラジオ放送のみ）」とアナウンスされることが多かった。
- ムダ・ムリ・ムラのない運転で ガソリンを大切に使いましょう（1973年）
- TTCのトヨタ（1974年） - 「TTC」とは「トヨタトータルクリーンシステム」のこと。
- ゆたかな明日を築く トヨタグループ（1975年） - 知られざる世界の提供読みで使用。
- 安全はトヨタの願い（1978年 - 1982年、CMのみで使用）
- 時代はTOYOTA（1981年 - 1982年）
- 新技術-時代はTOYOTA（1982年 - 1988年）
- Fun To Drive[注釈 18]（1984年 - 1990年3月）-トヨタ店、トヨペット店、トヨタカローラ店扱い車種の30秒CMの読み上げでは、石坂浩二のナレーションで「FunToDrive トヨタです。」で締めくくるが、トヨタオート店、トヨタビスタ店専売車種のCMでは、それぞれ、「FunToDriveトヨタオートです。」[注釈 19]、「FunToDriveトヨタビスタです。」に変更された[注釈 20]。
- VISION 先進技術で、価値ある1台を（1988年）
- シートベルトを忘れずに（1989年初頭 - 9月） - 「Fun To Drive」と兼用、コマーシャルなどで使用
- 新しいトヨタが走りはじめます。 （1989年 - 1990年9月） - この時点から、現在のトヨタのCIが制定される（後述）。1989年までCIを出さないCMもあったが、1990年以降は全てのCMでCIを出している。以前のキャッチフレーズ「Fun To Drive」も兼用された。
- 人へ。社会へ。地球へ。（1990年10月 - 1999年）
- BIG CHALLENGE（1993年 - 1996年） - このころ、「Sedan Innovation」や「ACTION」というキャッチコピーも展開されていた。
- クルマが未来になっていく。（1997年 - 1999年12月） - このあたりから90秒以上の提供時はこれまでの社名のみからキャッチコピー・社名に変更。
- Drive Your Dreams.（2000年1月 - 2011年9月） - カタログなど一部で2011年秋以降もこのスローガンが使われていた。
  - 人、社会、地球の新しい未来へ。（サブキャッチコピー）
1社提供・及び90秒以上の提供時は「Drive Your Dreams. トヨタ自動車」（2005年7月からトヨタ）になっている[注釈 21]。
- MORE THAN BEST（2004年 - 2006年3月） - 本キャッチコピー発表後はサザンオールスターズがCMソングに起用された。
- トビラを開けよう（2006年4月 - 2008年ごろ） - このキャッチコピーよりMr.Childrenの「箒星」がCMソングに起用されている。
- FUN TO DRIVE, AGAIN.[138]（2011年10月[139] - 2017年10月） - 「日本人の気持ちをもう一度ドライブさせたい」「もう一度、新しいクルマの楽しさを創造したい」という思想を表現[140]。1社提供・及び90秒以上の筆頭提供で協賛する場合は左記スローガンを3行で大きく表示し、下部にエンブレムのTマークを挿入している（TOYOTAの社名は表示されていない）。60秒以下の協賛は従来通りに「Tマーク+TOYOTA」である。2011年までカタログの巻末で以前のキャッチコピーが使用されたままだったが、翌年から本キャッチコピーが使用され、上記と同様の表示に切り替えられている。新聞広告で2011年まで本キャッチコピーは使用されず、「Tマーク+TOYOTA」のみの記載だったが、こちらも翌年から本キャッチコピーが使用された。本キャッチコピーとTマークをすべて1行にまとめて表示されているなど、提供表示やカタログとは違い、一部のCMと同じ記載方法となっている。
- Re BORN（2011年秋 - ） - 企業CM
- moving forward（米国における企業スローガン）
- TOYOTA NEXT ONE（2014年 - ） - 制作陣は電通の高崎卓馬がクリエイティブディレクターとして統括し、写真は瀧本幹也、デザインは博報堂出身の駒二郎らが担当した[141][142]。
- THE WORLD IS ONE（2015年 - ） - 同様に電通の高崎らが制作担当。
- START YOUR IMPOSSIBLE（2017年11月 - ） - 1社提供・及び90秒以上の筆頭提供で協賛する場合は、スローガンの右側にエンブレムのTマークを1行だけで配置している（TOYOTAの社名は表示されていない）。それまで「FUN TO DRIVE, AGAIN.」を使用していた場面で、差し替えて使われる。一部のCMの冒頭で、画面の片隅にエンブレム無しで数秒間表示されている。メディアで2017年11月から、東京モーターショーで開幕日の10月27日から使用を開始。

販売店ごとのキャッチフレーズ
この他、販売店ごとに以下の独自のキャッチフレーズもある。
- 現在使用中のキャッチフレーズ
  - フロンティアへ 人を、地域を、もっと笑顔に（トヨタ店、2016年4月 - 現在）
  - クルマと、つぎの楽しみを。 TOYOPET（トヨペット店、2016年4月 - 現在）
  - うれしいこと 全力で。あなたの街のカローラ店（トヨタカローラ店、2006年3月 - 現在）
  - Netz Another story（ネッツ店、2016年 - 現在）
  - EXPERIENCE AMAZING（2017年よりレクサスブランドで使用されているスローガン）
- 過去に使用していたキャッチフレーズ
  - 最上の出会いをトヨタ店で。（トヨタ店、2002年? - 2016年3月）
  - もっとクルマの話、しませんか。 Answer, for you. TOYOPET（トヨペット店、? - 2016年3月）
  - hello!（トヨタカローラ店、2001年 - 2006年2月）
  - Welcome To VISTA（ビスタ店、1981年 - 1999年）
  - ACCESS VISTA（ビスタ店、2000年 - 2004年）
  - Make the style.（ネッツ店、2004年 - 2010年）
  - the Creative.（ネッツ店、2010年 - 2016年）
  - 微笑むプレミアム。（レクサス店、2006年まで）
  - The pursuit of perfection（レクサスブランドのグローバルスローガン。2013年4月まで使用された）
  - AMAZING IN MOTION（レクサスブランドのグローバルスローガン。2016年まで使用された）

### ロゴマーク
現在の「TOYOTA」ロゴマークは1977年の東京モーターショーで初めてお披露目され1978年4月（アメリカ、カナダは1986年4月）から使用されている。
1967年から1978年3月（アメリカ、カナダは1986年3月）まで、新聞広告・雑誌広告・テレビCMで使われた「TOYOTA」ロゴマークは、書体が現在の物より細いゴシック体となっていた。国内で「進歩のマーク」「信頼のマーク」「'愛される車をめざして」のキャッチコピー、丸の中に片仮名で「トヨタ」と文字の入ったマークと共に使用され、日本国外でもカタログなどに使用された。
旧トヨタマークは戦前に一般公募を行い制定されたもの。社章・正社員章として現在も使われているほか、同一のフォントがトヨタイムズのロゴとしても採用されている。現在のトヨタマークは1989年10月からで、縦と横に組み合わされたふたつの楕円はトヨタのT、背後の空間はトヨタの先進技術のグローバルな広がりと未来へ翔ける無限の可能性を表している。同月にデビューした初代セルシオから採用された（商標登録日本第2392335号）。
国内仕様車は車のフロントグリルなどに車種ごとの異なるエンブレムを装着 するものがある。

### 北米戦略

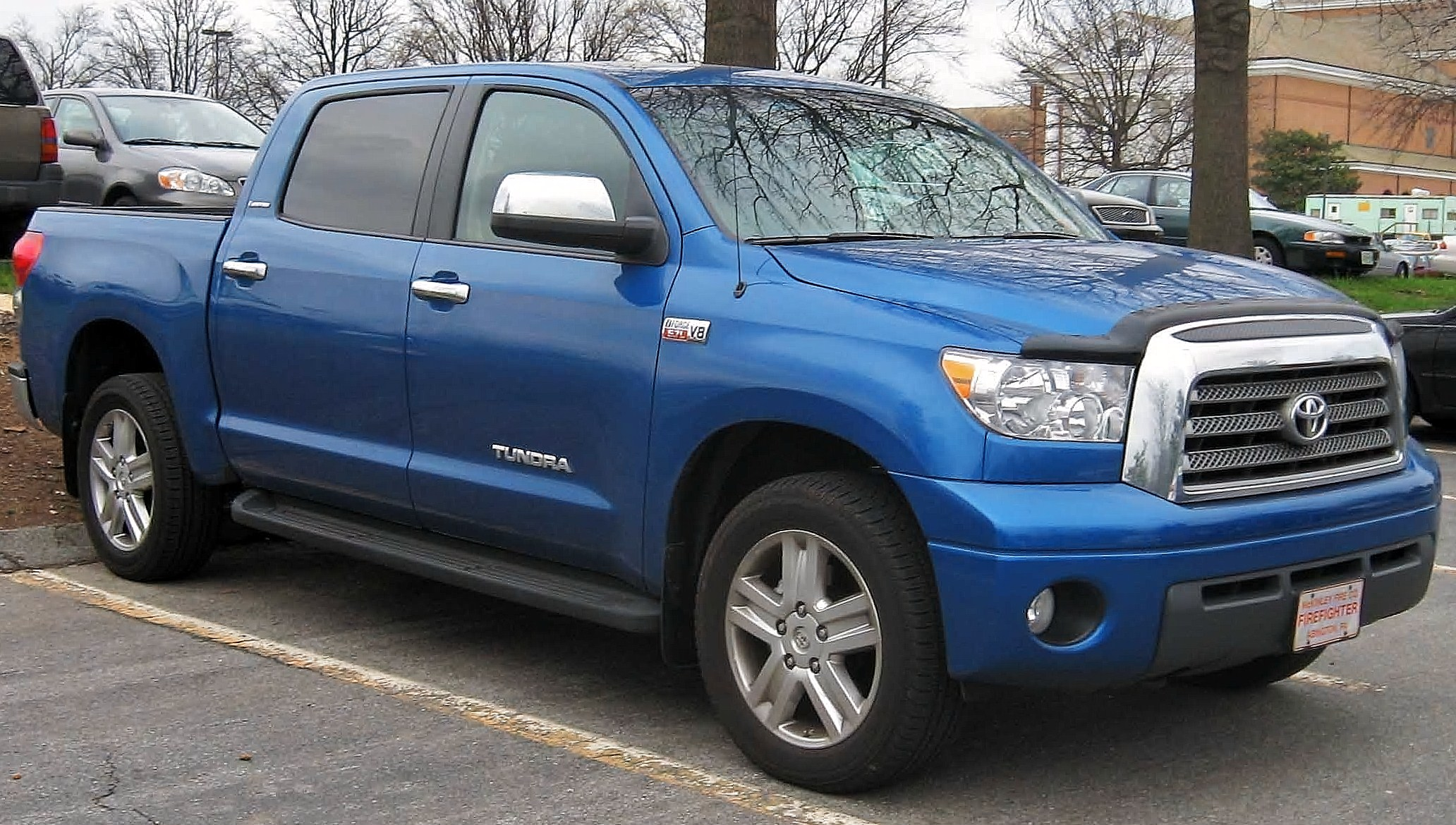
タンドラ

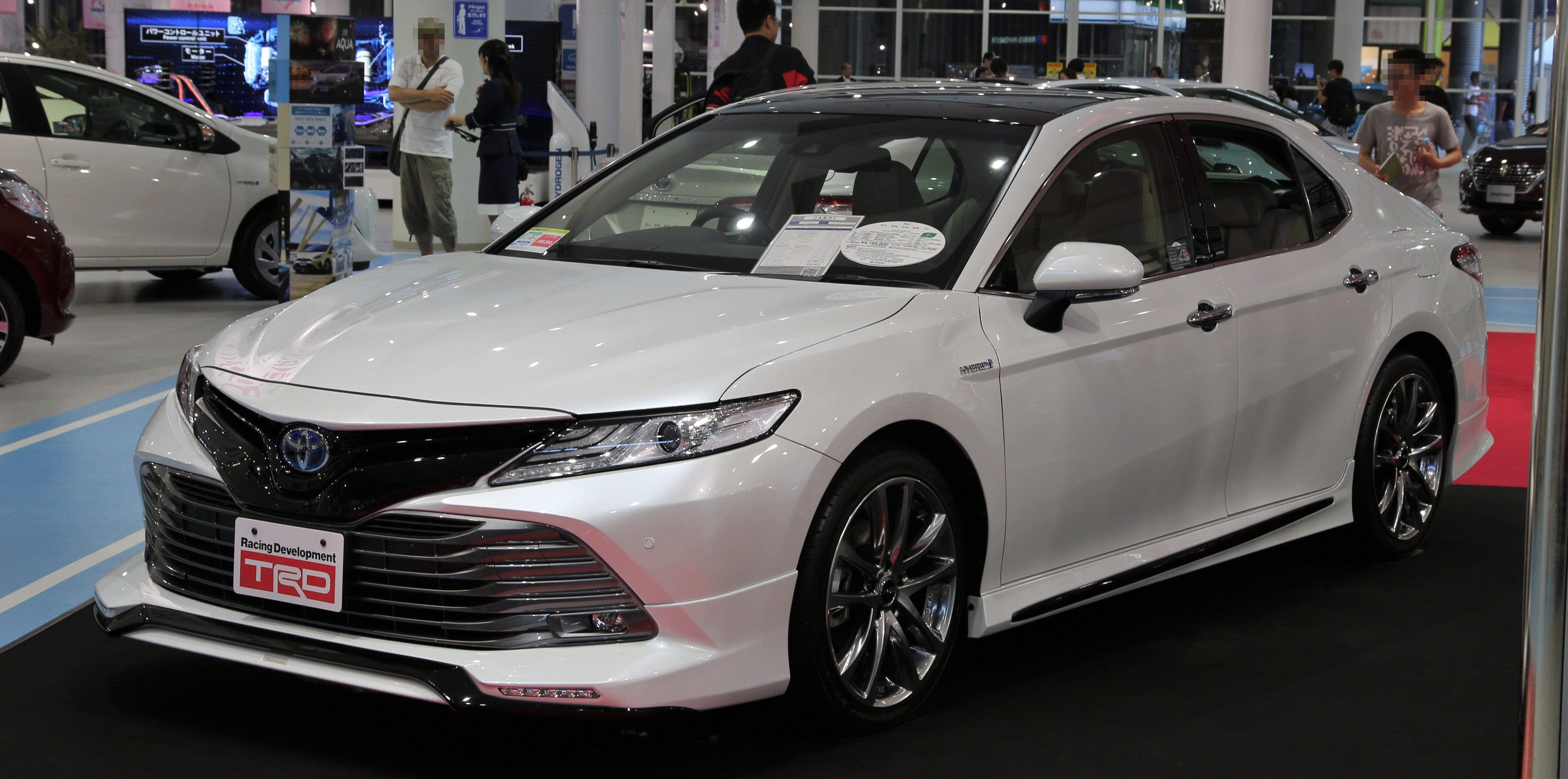
カムリは16年連続で全米の乗用車販売台数1位となった

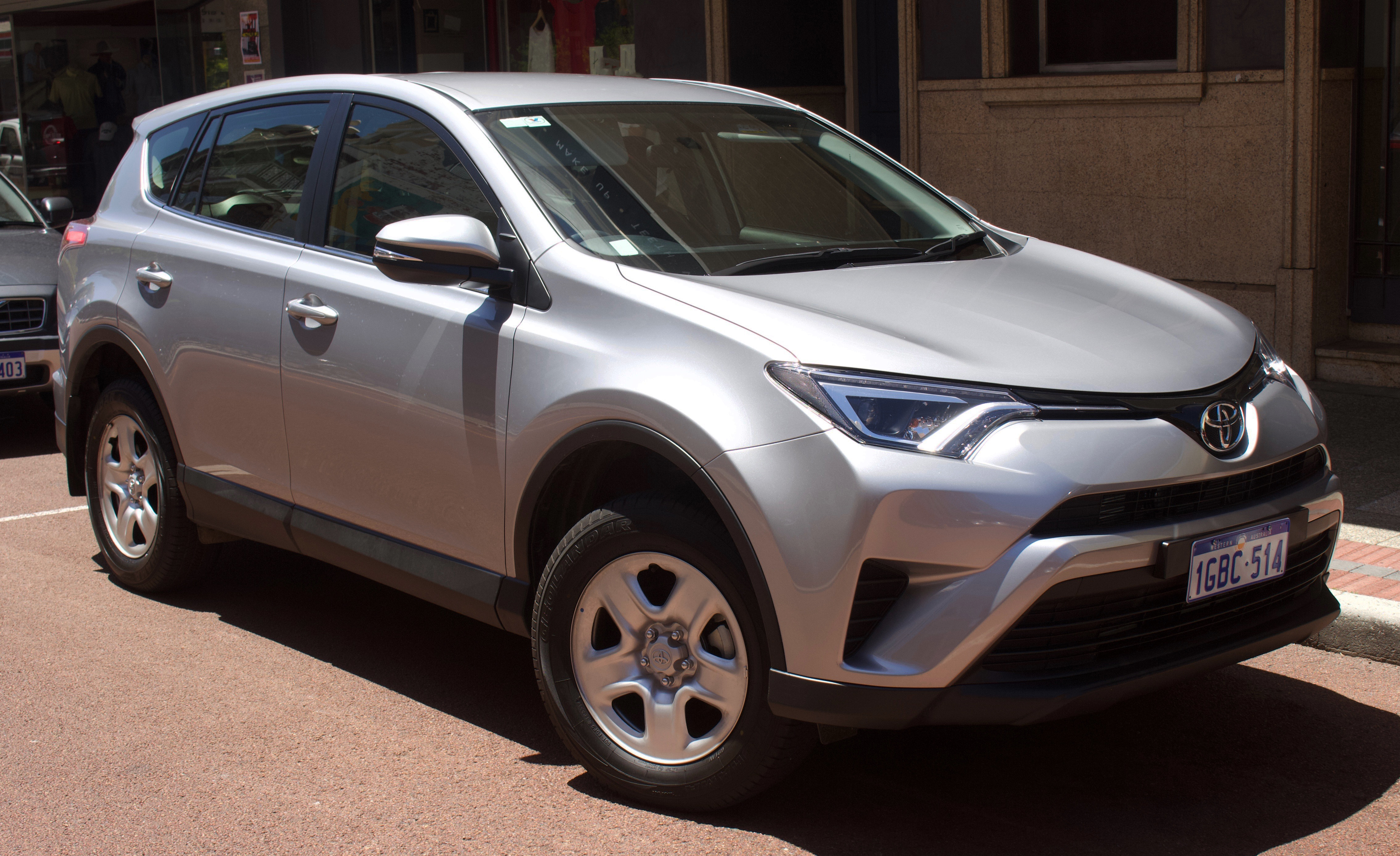
RAV4は2017年にカムリを破って全米乗用車1位となっている

1957年にトヨタ自販とトヨタ自工は共同でハリウッドに米国トヨタを設立したが、当時のクラウンは高速走行時にエンジン出力が低下して騒音や変形による破損が発生するなどの問題があった。1960年にはコロナの輸出車車名であるティアラを投入したが、品質の問題は収まらず累計損失は142万ドルにも上ってしまった。そこでトヨタ自販は人員と車種を削減し、当時3代目となっていたランドクルーザーのみを販売したところ、これが好評を得て4年間で売上が10倍以上に伸びた。のちに品質の問題を解消してオートマティックトランスミッションを搭載したコロナを投入すると徐々軌道に乗り、販売店も増加してアメリカは最大の輸出相手国になった。
1968年にカローラもアメリカに上陸。初年度は9万8,000台、1971年に40万4,000台と圧倒的な売れ行きを見せ、ディーラー数も従来の倍近く増加した。1969年には米国の輸入車ランキングでフォルクスワーゲンに次ぐ第2位にのし上がった。
しかし1971年8月のニクソン・ショック以後、円切り上げに伴う輸出車の値上げによって、米国の自動車市場は売り手市場から買い手市場へと急変した。それにともないトヨタはコロナ・ランドクルーザーに代わり、カローラ・セリカ・ハイラックスの3車種を重点推販車種とすることに決めた。1975年にオイルショックで販売が落ち込んだが、この時米国トヨタの牧野社長は全米のディーラーを回って「あなた方の繁栄がなければ、われわれの繁栄もない」と信頼関係を確認し、それを自ら示すためディーラーの在庫金利を負担した。港を中心に物流面も整備し、米国のトヨタは一週間の在庫で回ることができる様になった。こうした努力をしているうち、カローラ、セリカ、ハイラックスの販売も回復し、フォルクスワーゲンに代わり輸入車ランキングのトップを占めるまでになった。
しかしトヨタが勢いづく一方でアメリカの自動車メーカーたちは伸び悩んでいたため、「日本は失業を輸出している」といった反発が米世論に湧き起こった。1980年になると全米自動車労働組合（UAW）は通商法の発動を提訴する行動に出て、フォードもこれに同調した。同時期レーガン大統領が日本政府に3年間の日本製乗用車の輸出を自主制限を要請し、最終的に日本はこれに合意した。これ以降トヨタは現地生産の必要性に迫られ、小型車のノウハウを欲していたGMと合弁会社NUMMI（ニュー・ユナイテッド・モーター・マニュファクチャリング）を1984年に立ち上げて足がかりとした。1985年にアメリカはケンタッキー州、カナダはオンタリオ州に現地工場第一弾を設立し、北米の人々の反発心を融和していった。1989年には高級車ブランドの『レクサス』が立ち上げられ、LSが従来の高級車に不満を抱いていた人々の心を掴み、大成功を収めた。また2003年に若者向けブランドのサイオンを立ち上げたり、2006年にテキサス州でタンドラの生産を開始してフルサイズピックアップトラック市場へ本格参入するなど、ラインナップの拡充に努めた。
こうして現地生産、北米向けラインナップ、販売網などが強化された結果、1988年に90万台強だったのが1990年に105万台、2007年に262万台に達した。シェアも1988年の6.1％から、2001年に10％を超え、2007年に16.1％と、フォードを抜いて2位に達した。2009年にブランド別販売（トヨタブランド）で3年連続1位、レクサスがラグジュアリーブランドで10年連続1位、カローラとカムリが乗用車セグメントで1位と2位を獲得、ノンフリート（個人向け）販売でも初めてシェア1位を獲得した。小型ピックアップトラック市場においてもシェア首位を獲得し、2012年には同市場シェア70％を占めるまでになった。またパワフルで攻撃的なスタイルにした2代目タンドラが好評で、同市場を寡占していたビッグスリーのクライスラーに肉薄した。
2009年に大規模なリコール問題が発生し苦境に立たされたが、NHTSA（米高速道路交通安全局）と（NASA）米国航空宇宙局の包括的調査でトヨタの電子スロットルは欠陥がないことが認められた。この問題によりトヨタの販売は2011年までに50万台減少したが、2012年以降は反転回復傾向にある。2016年にはサイオンブランドを廃止した。
2017年にトヨタのメキシコ工場建設計画についてドナルド・トランプ大統領が激しく非難したが、トヨタはこれに対してケンタッキー工場に13億3,000万ドルの追加投資を発表し、一転トランプはトヨタを評価するコメントを出した。

### 中国戦略
第一汽車集団と包括提携関係にある。2004年9月に広州汽車集団との間でも合弁会社を設立。
- 2000年12月15日に四川豊田（現・四川一汽豊田）でコースター（「柯斯達」）生産開始。
- 2002年10月8日に天津豊田（現・天津一汽豊田 第一工場）でヴィオス（「威馳」）生産開始。出遅れていた中国市場へ進出。
- 2003年9月5日に四川豊田でランドクルーザープラド（「普拉多」）生産開始。
- 2003年10月8日に長春一汽豊越汽車（四川一汽豊田・長春工場）でランドクルーザー（「陸地巡洋艦」）の生産を開始。
- 2004年2月23日に天津一汽豊田でカローラ（「花冠」）の生産を開始。
- 2005年3月21日に天津一汽豊田・第2工場でクラウン（「皇冠」）の生産を開始。
- 2005年10月24日に天津一汽豊田・第2工場でレイツ（「鋭志」、日本名マークX）の生産を開始。
- 2005年12月15日に四川一汽豊田・長春工場でプリウス（「普鋭斯」）のノックダウン生産を開始。
- 2006年5月23日に広州豊田でカムリ（「凱美瑞」）の生産を開始。
- 2007年5月28日に天津一汽豊田・第3工場で新型カローラ（「卡羅拉」）の生産を開始（従来型カローラ「花冠」の生産も第1工場にて継続）。
- 2011年12月19日に現行型プリウスを四川一汽トヨタ自動車有限会社で生産が開始された[153]。

## 情報技術戦略

### IT活用の変遷
トヨタ生産方式（TPS）の高度IT化
トヨタの文化・企業風土をベースに競争力の源泉であるトヨタ生産方式と両輪を成す情報システム化が推進されている。TPSとITの最初の融合は「工場のライン側に対して、車のどの部品を組み付けるかなど生産指示のデータを打ち出し、作業手順をわかり易くすること」だったとされる。トヨタのIT活用は1960年代からスタートしているが、現在はトヨタの開発、調達、生産、物流、販売、金融といった自動車事業の全工程に適用され、他社に追随を許さない圧倒的な仕組みをグローバルに構築している。
クルマのデジタル化
クルマはモノづくりの精神・技術の結晶であり、トヨタは先進的な情報技術を車に搭載することで「もっといいクルマ」を目指している。自動車に対する最初のコンピュートは1980年代に始まったエンジンのEFI（燃料噴射装置）とされるが、組み込みソフトウェアによる制御系・非制御系のインテリジェント化、マルチメディア化進行し、自動車とITの融合により安全性能の向上や自動運転機能の搭載、クルマが情報通信デバイスとなるコネクテッドカーが実現した（G-BOOK、T-Connect、en:Lexus Link）。
モビリティ社会のスマート化
トヨタは1980年ごろ、当時の豊田英二社長が「車は、いずれスタンドアローンの時代から、管理される時代へ変わっていく」 との考えを示した事から車と社会の調和を図るためのIT化に注力、スマートモビリティ社会はICT（情報通信技術）によりクルマと人とコミュニティが相互に「つながる」社会であり、トヨタが目指す環境に優しい豊かな「もっといいクルマ社会」とされる。この取り組みでITS（高度道路交通システム）やテレマティクス、カーシェアリング、パートナーロボットなどのモビリティ社会に対するIT活用を推進している。
自動車、住宅に続く、経営の3本目の柱
トヨタはコーポレートベンチャーとして自動車以外に住宅、金融、IT、マリン、バイオ・緑化などの事業を展開しているが、第3の事業としてIT事業（ITS、e-TOYOTA、GAZOOなど）を推進している。トヨタが目指すITサービスは公共性、公益性が高く、自動車や住宅、その他の事業との融合が期待できる利用者のニーズに基づいたシームレスな統合型サービスとされる。車やモビリティの枠を超えて、人々の暮らしを豊かにして社会に貢献することを目指し、必要となる技術に対して積極的に取り組み、自動車以外の新しい産業を創出するとしている。

### 自動運転・コネクテッドカー
自動運転車や車載OSの分野で自動車メーカーに加えてIT企業が参入し始め、自動車とITの融合が加速している。Googleのセルフドライビングカーを代表とする無人自動車が登場し、人工知能技術の実用化が現実味を帯びた2016年に、トヨタはIT企業やベンチャー企業と競合する時代になった。トヨタは自動車が「グーグルのインフラ」的な「単なるハードウエア」になってしまうのを懸念し、グーグルとの提携を断っており、トヨタ独自で開発することを明確にしている。ただしNVIDIAなど技術を有する企業と共同開発は行っている。
IT業界以外の企業がシリコンバレーに研究開発拠点を設置する動きに同調し、トヨタもシリコンバレーで研究開発を加速させ、人工知能（AI）、自動運転、ロボット、バックエンドとなるIoTやビッグデータ、クラウドコンピューティングの領域でメインプレイヤーと捉えられている。

## 広報戦略
2019年からはオウンドメディアのトヨタイムズを開始、会社の業務紹介から社長交代などの重大発表まで様々な情報を配信している。従来の記者会見も併用しているが、豊田章男は2009年の大規模リコールでの経験などから、自社の発表を都合よく編集するマスコミに不満を持っており、効率的に望んだ情報を発信できるトヨタイムズを重視しているとされる。
トヨタイムズでは報道機関で記者を経験した者や、富川悠太などのアナウンサーなど採用し、単独で取材と報道が可能な体制を構築している。

## グループ会社・関係会社
トヨタ自動車は、戦後すぐに経営危機に陥った時に、日本銀行名古屋支店長の斡旋で、帝国銀行と東海銀行の融資により、これらを取引銀行としてきた。三井二木会・三井業際研究所・綱町三井倶楽部に加盟し、三井二木会にオブザーバーとして参加している。豊田章一郞（名誉会長）の妻は三井家の出身である。
昔の六大企業グループとは、三菱金曜会、三井二木会、住友白水会、一勧三金会、芙蓉会、三和三水会である。
豊田綱領
1. 上下一致、至誠業務に服し、産業報国の実を拳ぐべし
2. 研究と創造に心を致し、常に時流に先んずべし
3. 華美を戒め、質実剛健たるべし
4. 温情友愛の精神を発揮し、家庭的美風を作興すべし
5. 神仏を尊崇し、報恩感謝の生活を為すべし

トヨタグループを形成した先人たちは創業以来の理念をまとめ、「豊田綱領」として制定して精神が長く継承されることを願った。この理念は、グループ各社の社是や基本理念に引き継がれ、それ以後グループに参画する会社も理念を共有してきた。
戦後国民所得が上昇すると、耐久消費財の需要が伸び、昭和40年代に入ると3C（カラーテレビ、カー、クーラー）が「新三種の神器」としてもてはやされた。しかし東京オリンピック後の不況で紡織は経営危機に直面し、日本電装（現・デンソー）から自動車用部品の生産を受け、事業の重点を自動車へと移していく。これは、トヨタグループがいよいよ自動車事業に主軸を置くグループになったことを象徴する大きな出来事であった。グループ各社は、現地との調和を図りながらグローバル展開を一段と加速させた。デンソーは、エアコンの生産会社を主要国に次々と設立したのをはじめ、燃料部品装置の生産会社を他国に設立した。豊田自動織機と共同出資の生産グループもドイツに設立した。トヨタグループは、世界最大の人口を抱え、市場の将来性が大いに期待される中国の事業を重要案件の一つに位置づけ、自動車産業の発展に貢献する活動を行っている。1994年9月の完成車と自動車部品の現地生産を推進する意思を正式に伝え、以後、トヨタグループの中国で現地生産が本格的に開始させたトヨタ自動車幹部の中国訪問の実現、トヨタ自動車（グループ）の生産拠点も豊田通商や現地部との合併を含めて相次いで開始され、2005年に50拠点にいたる。各社が生産拠点をもつ東南アジアで新たな拠点の新設と相互補完体制づくりが大きく進展した。中国と並んで21世紀の巨大市場と目され将来性が大いに期待される南アジアや南米でもグループの生産拠点に支えられ、トヨタの生産体制は強化された。
2004年10月に名古屋で世界会議（ITS）が開催された。この年の世界会議でメイン会場となった名古屋国際会議場で夢いっぱいITS未来博が開催されたのを筆頭に、2005年に愛知県常滑市沖で中部国際空港「セントレア」が開港し、2006年3月に日本国際博覧会の「愛・地球博」を開幕させた。名古屋はセントレアと日本国際博覧会開催に向けて公共交通機関や新しい道路が整備され、名古屋駅前は再開発事業が進展した。トヨタグループの東和不動産（現・トヨタ不動産）は、2002年12月に名古屋駅前にセンチュリー豊田ビルを完成させ、2004年11月にトヨタと毎日新聞社などの3社共同によるミッドランドスクエアを完成させた。

### トヨタグループの代表的な企業
- 豊田自動織機 - 1926年設立。トヨタ自動車の派生元であり、トヨタグループの中心。RAV4の生産を請け負っている[170]。
- トヨタ自動車東日本 - 東日本大震災後の2012年に関東自動車工業・セントラル自動車・トヨタ自動車東北が3社合併して誕生した完全子会社。シエンタ、カローラ、アクア、ポルテなどの大衆車から、C-HR、ジャパンタクシーなど広い範囲の車種を開発、生産。
- トヨタ車体 - 1945年にトヨタ自動車から分離独立。SUV、ミニバン、商用車、福祉車両の開発、生産。2012年完全子会社化。
- トヨタ自動車九州 - 1991年設立の完全子会社。レクサスのセダンとSUVを生産。
- トヨタ自動車北海道 - 1990年設立の完全子会社。トランスミッションやハイブリッドなどの駆動系部品を生産。
- トヨタ紡織 - 1950年設立。自動車のシートや内装用繊維部品などを手がける。
- 豊田通商 - 1948年設立。幅広い商品を手がける総合商社。
- アイシン - 1943年、陸軍からの航空機製造の要請により、トヨタ自動車と川崎航空機工業が共同出資して「東海航空工業株式会社」として設立。トヨタを中心に自動車部品を手がける。
- トヨタ不動産 - 1953年、トヨタ自動車と豊田自動織機、豊田通商の共同出資で設立。旧社名は東和不動産。ビルや商業施設の管理を行う。
- デンソー - 1949年、トヨタ自動車の開発部門が分離独立して誕生。トヨタを中心に自動車の電装部品を手がける。
- トヨタホーム - 1975年にトヨタ自動車工業（当時）の住宅事業部として事業開始、2003年に営業部門を先行してトヨタ自動車より分社・独立、2010年10月に住宅事業部門の事業企画や技術開発、生産部門をトヨタ自動車より全面移管し統合[171]。不動産、住宅事業に携わる。2020年1月、親会社がプライム ライフ テクノロジーズとなる[172]。
  - トヨタウッドユーホーム - 1997年にトヨタ自動車と業務提携、2002年10月にトヨタ自動車の完全子会社となる[注釈 24][173]。2021年1月にトヨタホーム北関東を吸収合併している。
  - トヨタすまいるライフ
- KDDI - 前身のケイディディ（日本高速通信）・日本移動通信（IDO）の流れで、京セラに次ぐ第2位の大株主。
- 日野自動車 - 1966年にトヨタの傘下入り。以降トヨタ生産方式を吸収して自動車生産のノウハウを蓄え、現在は大型車やトラックの生産を受注している。2001年からトヨタ自動車の連結子会社化。
- ダイハツ工業 - 1967年にトヨタの傘下入り。以降トヨタの四輪車ノウハウを吸収して成長し、現在は小型車開発に参画したり、小型車生産を請け負っている。2016年にトヨタ自動車の完全子会社化。
- トヨタカスタマイジング&ディベロップメント - 2018年にトヨタテクノクラフト・ジェータックス・トヨタモデリスタインターナショナルと合併して誕生。救急車や道路巡回車などの特装車、モータースポーツ車両、カスタマイズパーツなどの開発を手がける。
- ウーブン・バイ・トヨタ - 2018年3月に自動運転技術の先行開発分野での技術開発を目的として、トヨタ自動車、アイシン、デンソーの共同出資により設立されたソフトウェア企業。
- トヨタファイナンシャルサービス - 金融事業を総括する中間持株会社。子会社にトヨタファイナンスがある。
- トヨタシステムズ - ITソリューション・カンパニー。
- トヨタマップマスター - 地図会社。カーナビゲーションシステムなどに利用される地図データベースの制作、販売を行っている。
- トヨタコネクティッド - コネクティッド分野の戦略事業会社。
- トヨタテクニカルディベロップメント（TTDC） - 知的財産及び計測制御領域の専門企業。

### 現在提携を結んでいる企業
- SUBARU - 旧・富士重工業。トヨタが筆頭株主（出資20％）。資本提携以前からG-BOOKで提携していた。稼働率の下がっていた富士重工の北米工場にカムリの生産を委託、86/BRZの共同開発、北米のクロストレックへのTHS（トヨタ・ハイブリッド・システム）の供給などを行った。またEVのSUVも共同開発し、のちにbZ4X/ソルテラとして発売された。
- KDDI - トヨタが12.4%の株式を保有。配車システムの開発の他、トヨタディーラー内、およびトヨタレンタリース各店、トヨタ部品共販でauブランドの音声用端末・データ通信用端末（iPhone、およびiPadを含む）を販売している。
- マツダ - トヨタが5.1％の株式を保有し、第2位の大株主となっている。また、マツダもトヨタ株式を0.25％保有している[174]。アクセラへTHSを供給していた。マツダのメキシコ工場でブラジル向けに生産する予定であった台数が政治的事情で見込めなくなった時、トヨタにマツダ2セダン（日本名・マツダ教習車）をOEM生産することで乗り切っている[175]。2017年に資本提携で合意し、EVを開発するための合弁会社「EV C.A. Spirit」を設立した。2018年に合弁で新たに北米工場の建設を発表するなど、ここ数年で急速に距離を縮めている。
- ヤマハ発動機 - 2016年6月30日現在、トヨタは3.58%の株式を保有する第5位の株主。古くからトヨタ2000GT開発などで協力関係にあり、現在もレクサスのスポーツカー用エンジンの共同開発をしているほか、車両用エンジン開発、製造、モータースポーツ、マリン事業で提携している。
- スズキ - スズキとは歴史的に縁が深く[176]、2017年には次世代のエコカーや自動運転車の技術など幅広い分野で業務提携を結ぶことで基本合意している[177]。2019年にはトヨタは約960億円でスズキの株式の約4.9％を取得し、スズキも480億円相当のトヨタの株式を持つ資本提携に合意[178]。スズキがバレーノとビターラブレッツァを供給し、トヨタがインド及びアフリカ市場向けに「グランザ」「スターレット」及び「アーバンクルーザー」の車名で販売する。一方で、トヨタからはRAV4 PHVとカローラツーリングスポーツ（日本名・カローラツーリング）の供給を受け、スズキが欧州市場向けに「アクロス」及び「スウェイス」の車名で販売する。日本ではノア（4代目）のOEM供給を受け、2022年からランディとして販売されている。
- ロータス・カーズ - 古くから互いに技術供与をしあっていた他、トヨタが株主の時期もあった。現行のロータス車の公道モデルは全てトヨタエンジンを搭載している。
- BMW - ハイブリッド技術を供与し、ディーゼルとカーボン技術の提供を受けることで2011年に提携。2019年登場の新型GRスープラの共同開発を行った。他にも燃料電池車などの共同開発も行っているとされる。00年代にはトヨタがMINIにディーゼルエンジンを供給していたこともあった。
- 天津汽車 - 1984年からダイハツと提携をしていた。2000年にトヨタと共同で天津トヨタ自動車を設立し、トヨタ車の生産を開始。2002年に第一汽車の傘下に入った。
- 第一汽車 - 上海汽車、東海汽車と並ぶ中国の自動車メーカー。1977年と1981年に大野耐一を招聘してトヨタ生産方式を導入した。これが縁となり、2002年にトヨタと長期的な事業提携を行うことで合意。トヨタ車の生産を請け負っている。
- ヤンマーホールディングス（ヤンマー） - マリン部門で提携し、ボートを共同開発している[179]。
- 中部国際空港 - トヨタが2.98％の株式を保有。誕生以来トヨタ出身者が社長に就任し続けており、トヨタ流のコストダウン・振興がなされている。
- マイクロソフト - 2016年に自動運転技術の研究を行う合弁会社「トヨタコネクティド」を設立した。WRCでもIT分野における支援を行っている。
- ソフトバンク - 2018年に自動運転を始めとするMaaS（Mobility as a Service）事業の展開を図り、「MONET Technologies（モネテクノロジーズ）」を共同設立することを発表。時価総額日本1位と2位の会社の提携は大きな話題を呼んだ。
- いすゞ自動車 - 2006年からトヨタが株式を5.89%保有し、第3位の大株主となっていた。ディーゼルエンジン開発や代替燃料について共同開発を行っていた[180] 。しかし、企業規模の違いやディーゼルへの風当たりが強まったことなどから初期以外は具体的な協業には至らず、2018年に提携解消が発表されたが、2021年3月24日に、トヨタの子会社である日野自動車を含めた三社で再び提携した[181]。なお、日野自動車といすゞ自動車はバス部門で協業関係（ジェイ・バス）にある。
- Rapidus - 2022年8月にソニーグループ、キオクシア、NTT、NEC、ソフトバンク、三菱UFJ銀行、デンソーと共同で設立[182][183]。先端半導体の開発を行う。

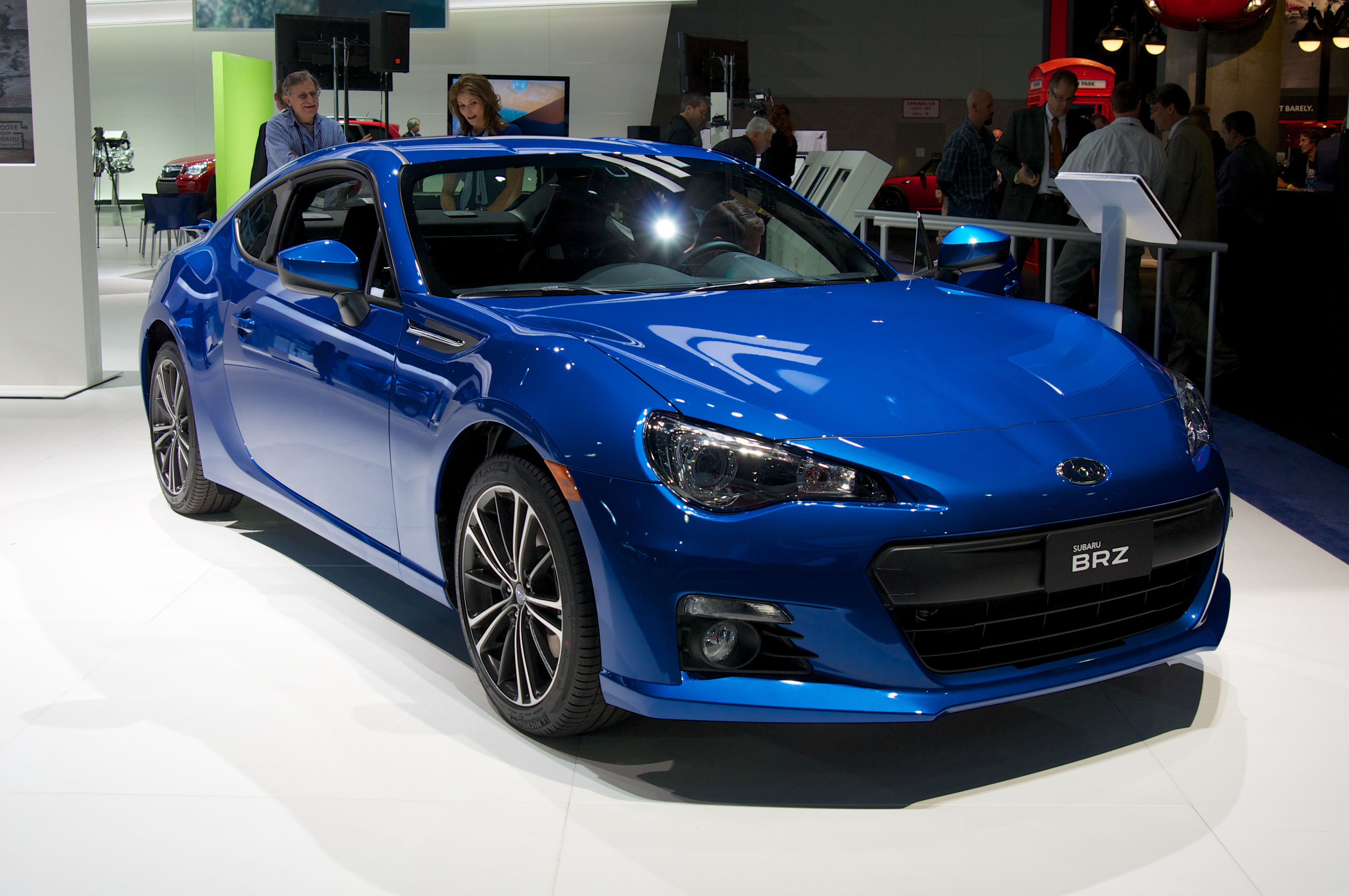
スバルと共同開発したBRZ
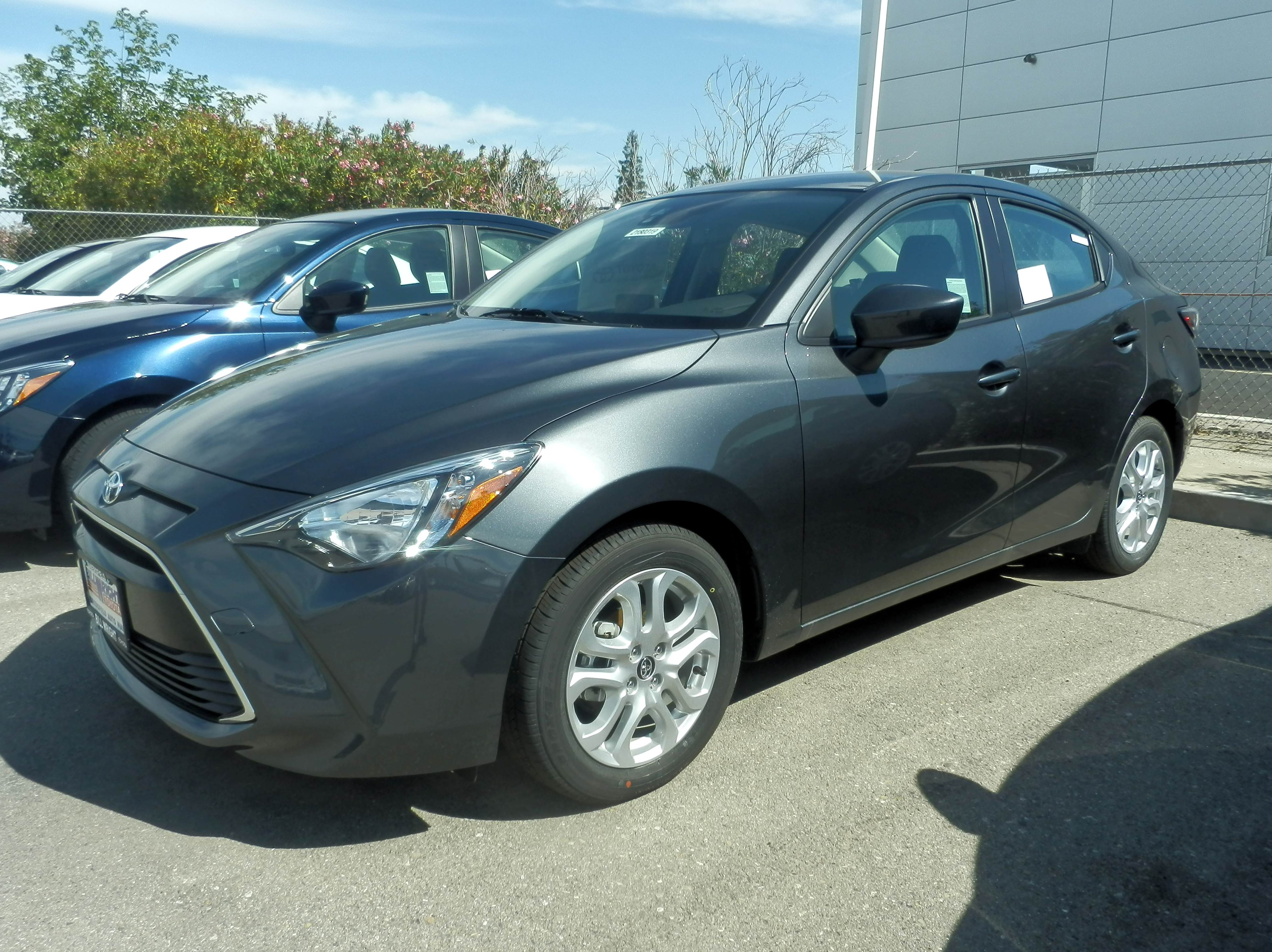
デミオセダン（現・MAZDA2 SEDAN、日本名・マツダ教習車）のOEMであるヤリスiA
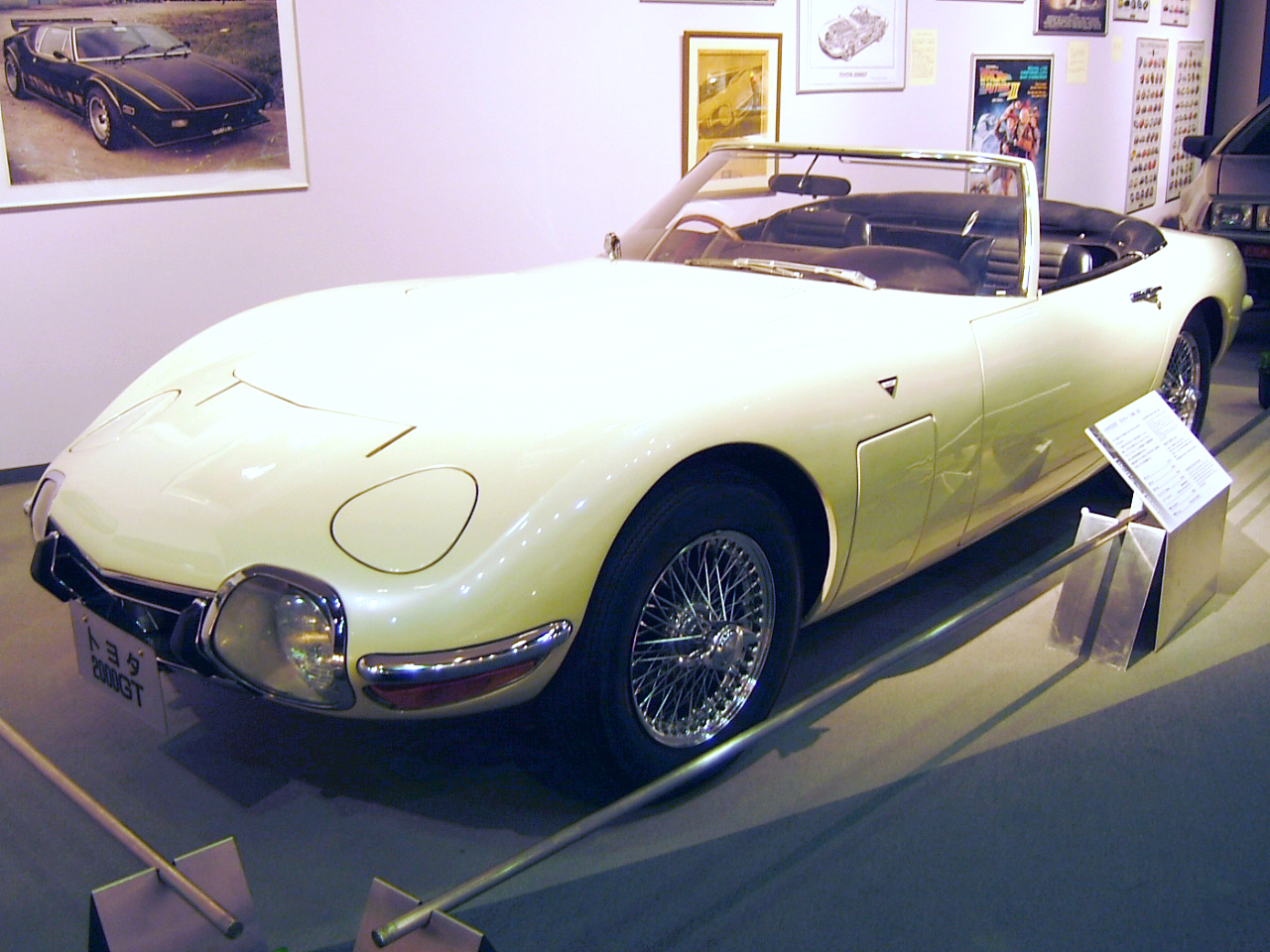
ヤマハ発動機と共同開発した2000GT
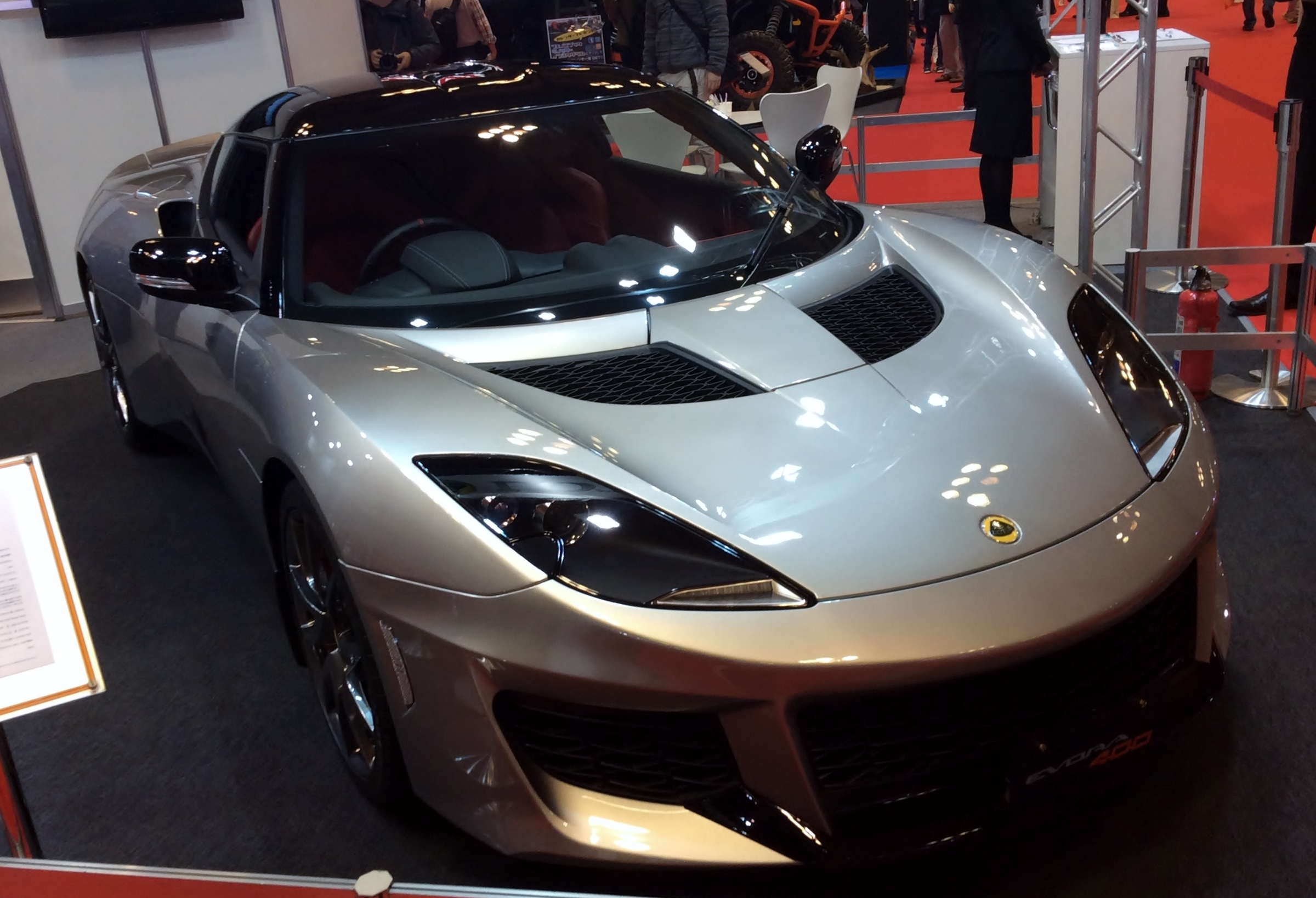
トヨタエンジンを搭載するエヴォーラ

### かつて提携していた自動車メーカー
- 本田技研工業 - 本田宗一郎は戦前に東海精機重工業を設立してトヨタの下請けをしていた。戦後にトヨタへ東海精機を売却して本田技研工業を設立した。1970年代の排ガス規制が厳しくなったころ、トヨタは本田技研の希薄燃焼システムや排ガス浄化システム（CVCC）の供給を受けた。直接の提携は現在も無いが、トヨタがソフトバンクと設立したMONET Technologiesにホンダも出資している。
- 日産自動車 - 2002年にトヨタがハイブリッドシステムを供給することに合意し、アルティマハイブリッドが誕生した[184]。長年のライバル同士の提携は、発表当時大きな話題となった。
- フォード - 旧くは1950年に技術提供を受けている[185]。1980年代初頭にトヨタが生産工場をアメリカに移転する際には破談している[186]。ハイブリッド車では2004年から技術提供をトヨタが行っていたが、2012年ごろにフォードが効率的なハイブリッドシステムを開発したため提携を解消している[187][188]。2016年にも車内IT技術で提携することに合意した[189] が、後に解消している。
- GM - 1980年代に北米で現地生産を必要とするトヨタと、小型車の技術を必要とするGMの要望が合致してNUMMIを共同設立。トヨタ・ヴォルツとポンティアック・ヴァイブを共同開発した他、貿易摩擦緩和のためキャバリエをトヨタバッジで日本販売するなどした。リーマン・ショックでGMが破産した後の2009年に提携は解消され、NUMMIも閉鎖に至った。
- フォルクスワーゲン - 日本国内で販売提携。トヨタ系のディーラーがVWのディーラー「DUO」を展開している。欧州でハイラックスがフォルクスワーゲン・タロとしてOEM供給された。2009年12月22日にディストリビューター契約を終了したが、販売自体はしばらく続行された。
- アストンマーティン - CEOのウルリッヒ・ベッツが、2007年のニュルブルクリンク24時間レースでガレージを共有していたTeam GAZOOの豊田章男と懇意になり、トヨタ・iQをベースにしたアストンマーティン・シグネットの販売に至った。
- テスラ - EVの開発などで業務・資本提携[190] を行い、閉鎖したNUMMIをテスラ・ファクトリーに改称してEV生産に利用した。しかし開発に対する思想の違いなどから、2017年に解消した。
- グループPSA - 2002年からチェコに合弁企業TPCA（トヨタ・プジョー・シトロエン・オートモービル）を設立。小型車（トヨタ・アイゴ、プジョー・108、シトロエン・C1）を共同開発し、また2015年にはミニバン（トヨタ・プロエース、プジョー・トラベラー、シトロエン・スペースツアラー）を共同開発の上、発売した。のち2021年1月1日に合弁を解消し、TPCAもトヨタ・モーター・マニュファクチャリング・チェコ（TMMCZ）に改称した。

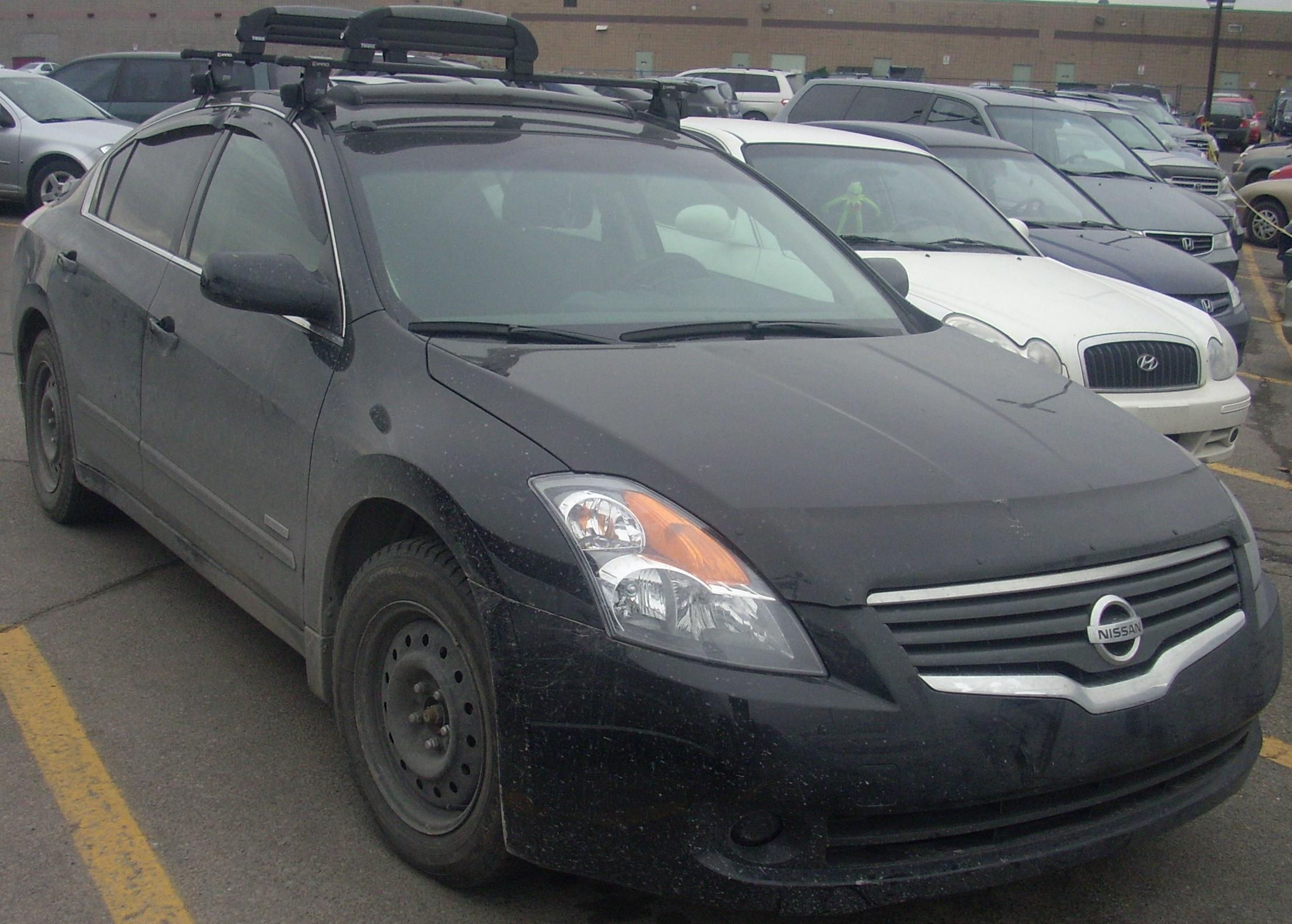
アルティマハイブリッド
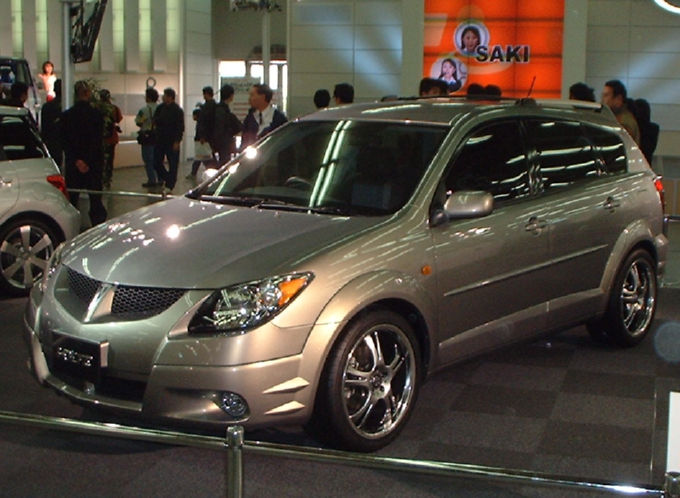
GMとの共同開発であるヴォルツ
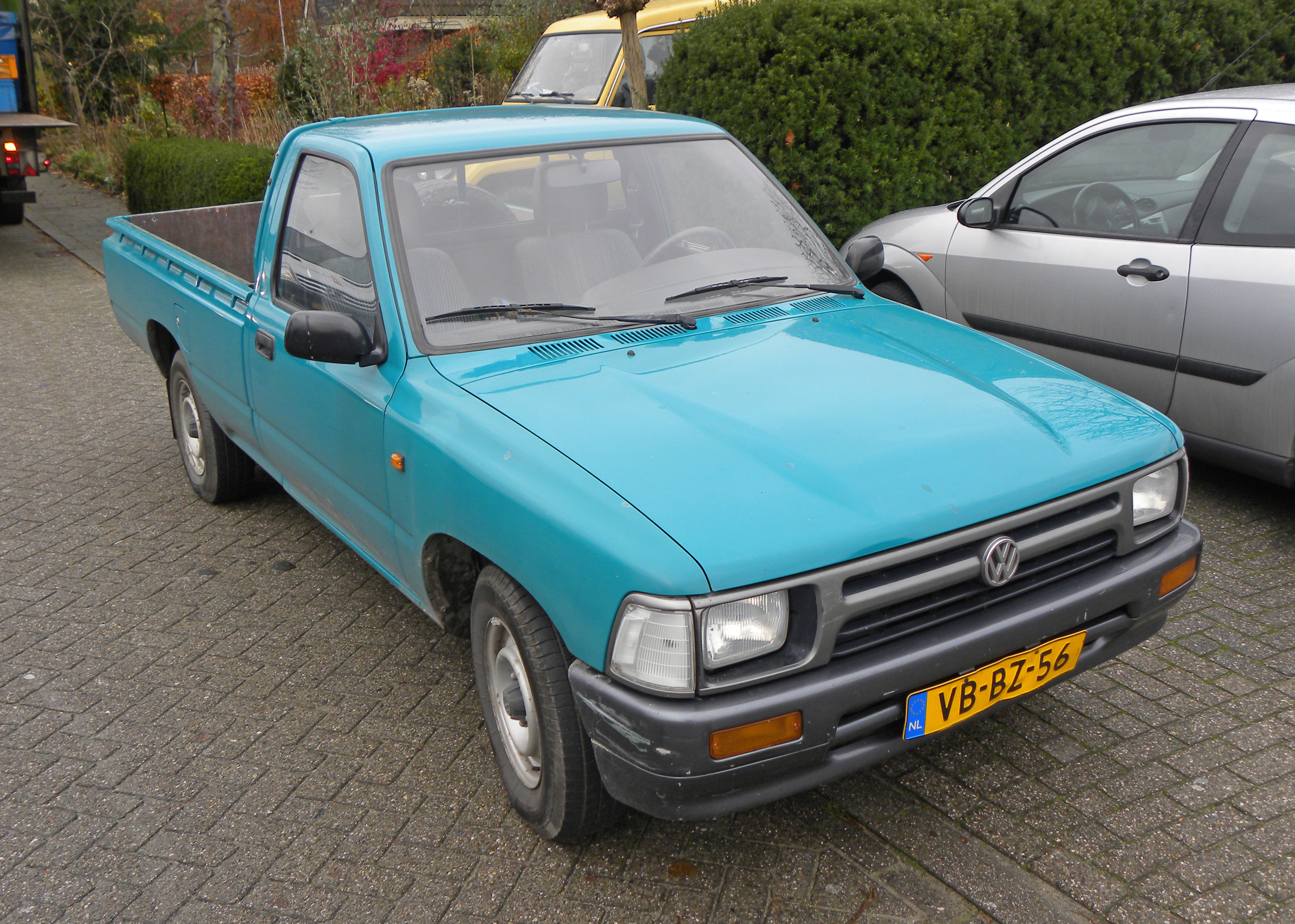
ハイラックスのOEMであるタロ
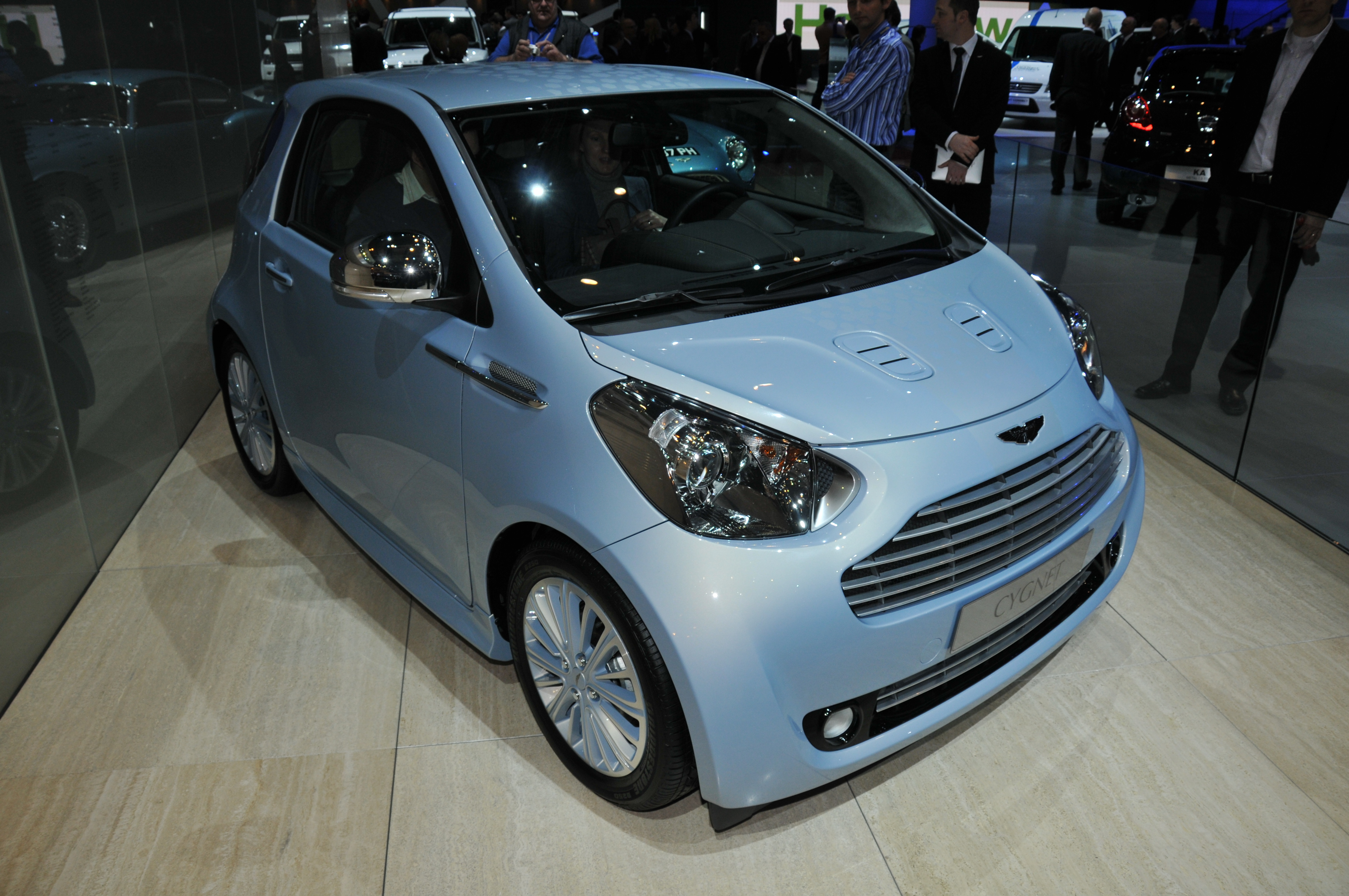
iQをベースにするシグネット
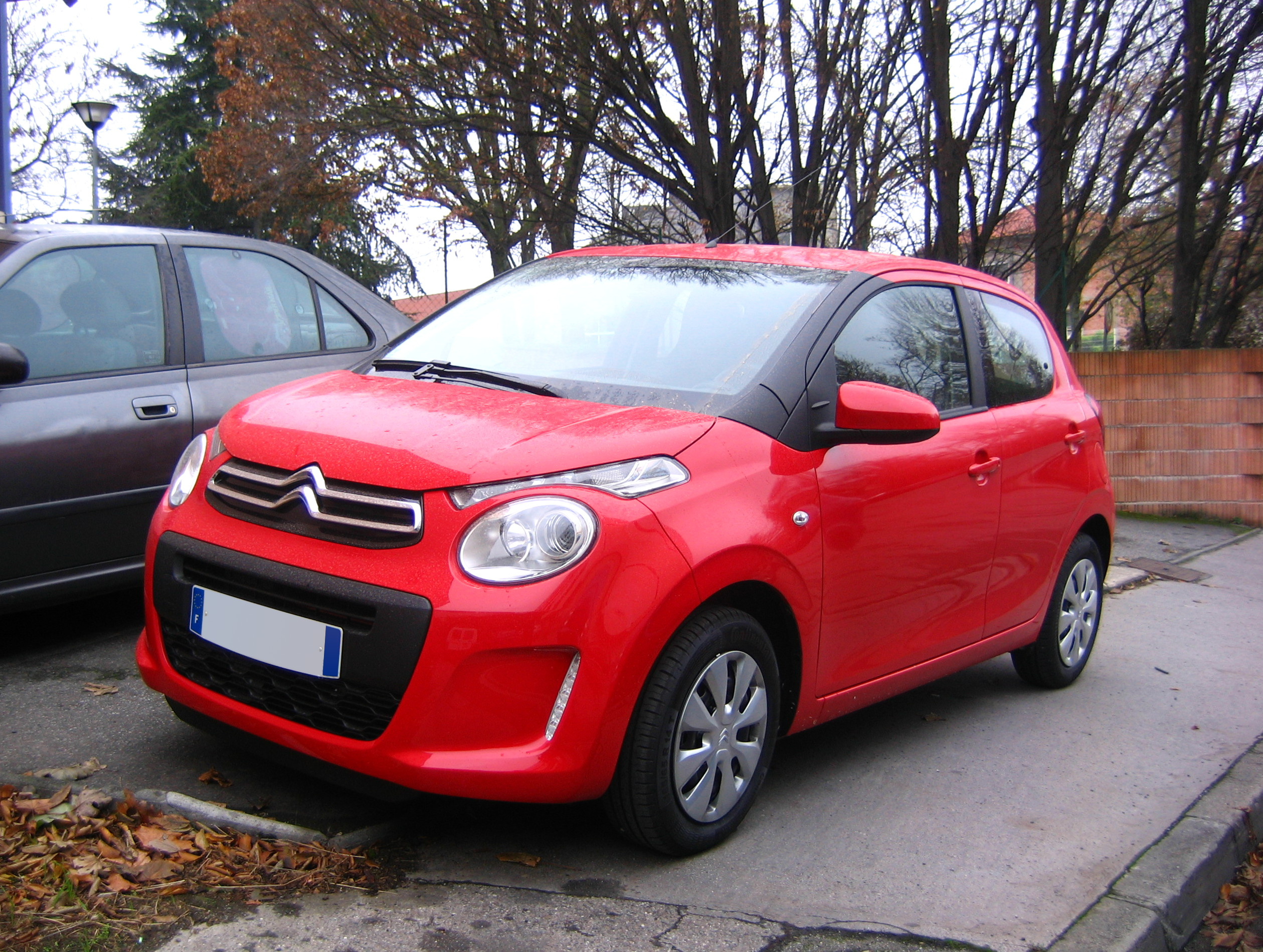
グループPSAと共同開発したC1

## モータースポーツ
ラリーとスポーツプロトタイプに始まり、フォーミュラカー、ツーリングカー/GTなどジャンルや国を問わず幅広くレースに参加してきた。FIA世界選手権ではWRC（世界ラリー選手権）、WEC（世界耐久選手権、ル・マン24時間を含む）、W2RC（世界ラリーレイド選手権、ダカール・ラリーを含む）で世界チャンピオンを獲得した実績を持つ。2022年はこの3つ全てを同時に制覇した。また北米でもNASCARやCART/インディカー/インディ500、IMSAなどでチャンピオンとなったことがある。かつてはコンストラクターとしてF1にも8年間参戦していた。
2023年現在もWEC、WRC、W2RCの3つのFIA世界選手権を掛け持ちしており、現状日本で最もモータースポーツに積極的なメーカーの筆頭である。北米ではNASCAR、日本ではスーパーフォーミュラ/スーパーGT/スーパー耐久にも参戦している。
豊田章男の社長就任以降トヨタのモータースポーツ活動は、『GAZOO Racing』の名の下に人を鍛え市販車をより良くするためのものとして位置づけられ、社内で地位が高められた。2017年にカンパニー制を導入した際、持続的なモータースポーツ活動を可能とすることを目的としてGRカンパニーも創設された。
市販のトヨタ車はラリー系競技を中心に、アマチュア/プライベーターチームからの人気が高い。トヨタ側でもアマチュアレースの振興に力を入れており、ナンバープレート付き車両で参加できるネッツカップや86/BRZレース、TGRラリーチャレンジなどはイベントによっては参加100台の規模を誇る。
トヨタ系のディーラーが自主的にレーシングチームを組織することも多く、トップチームではINGING（トヨタカローラ山口）、LM corsa（大阪トヨペット）、K-tunes Racing（岡山トヨペット）、埼玉トヨペット Green Brave、KTMS（神戸トヨペット）などが有名である。また現トヨタ自動車社長の豊田章男や、埼玉トヨペット取締役専務の平沼貴之、トヨタカローラ三重社長の永井宏明など、ドライバーとしてステアリングを握るトヨタ系の経営者も多い。

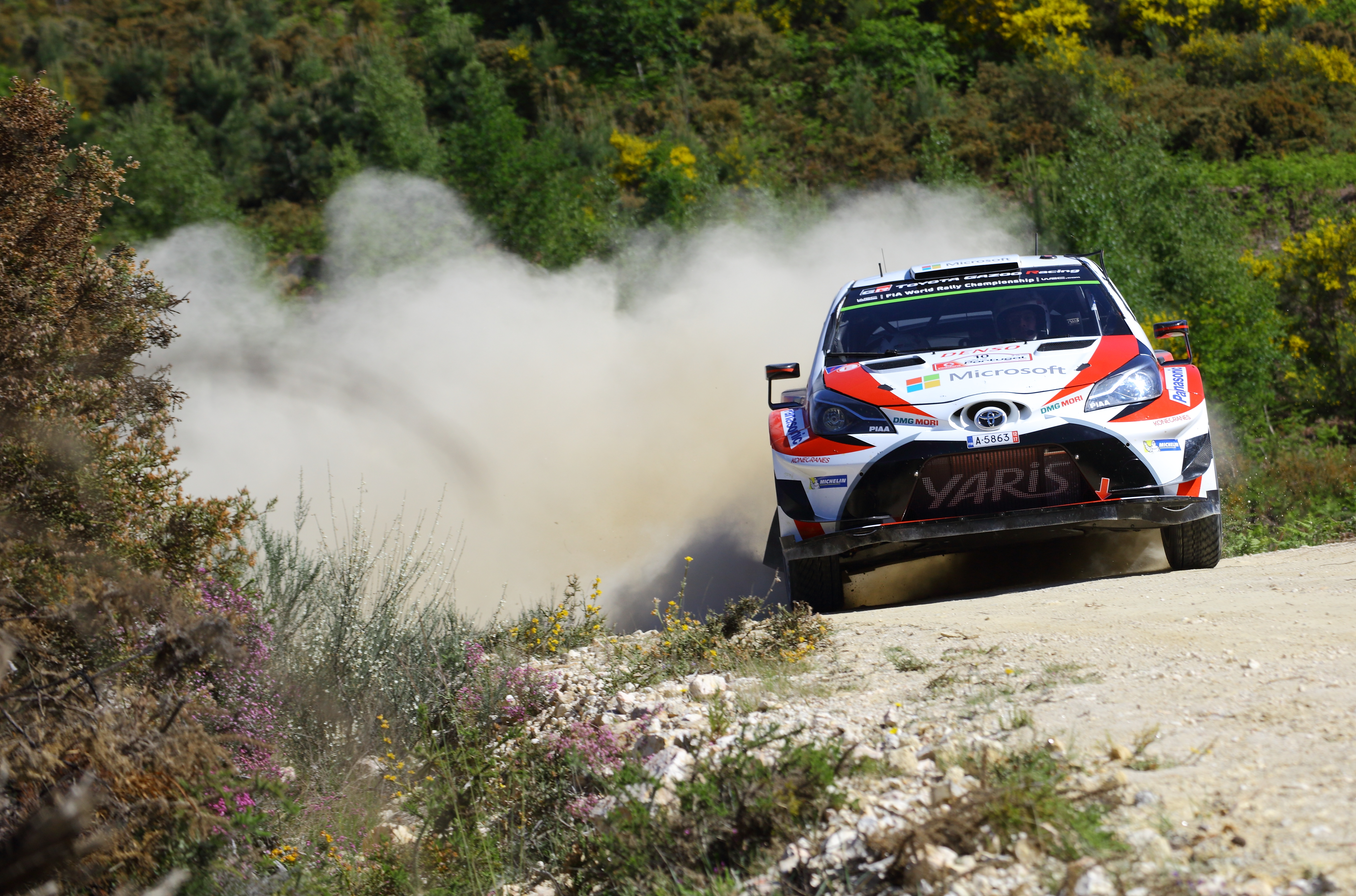
WRCのヤリスWRC
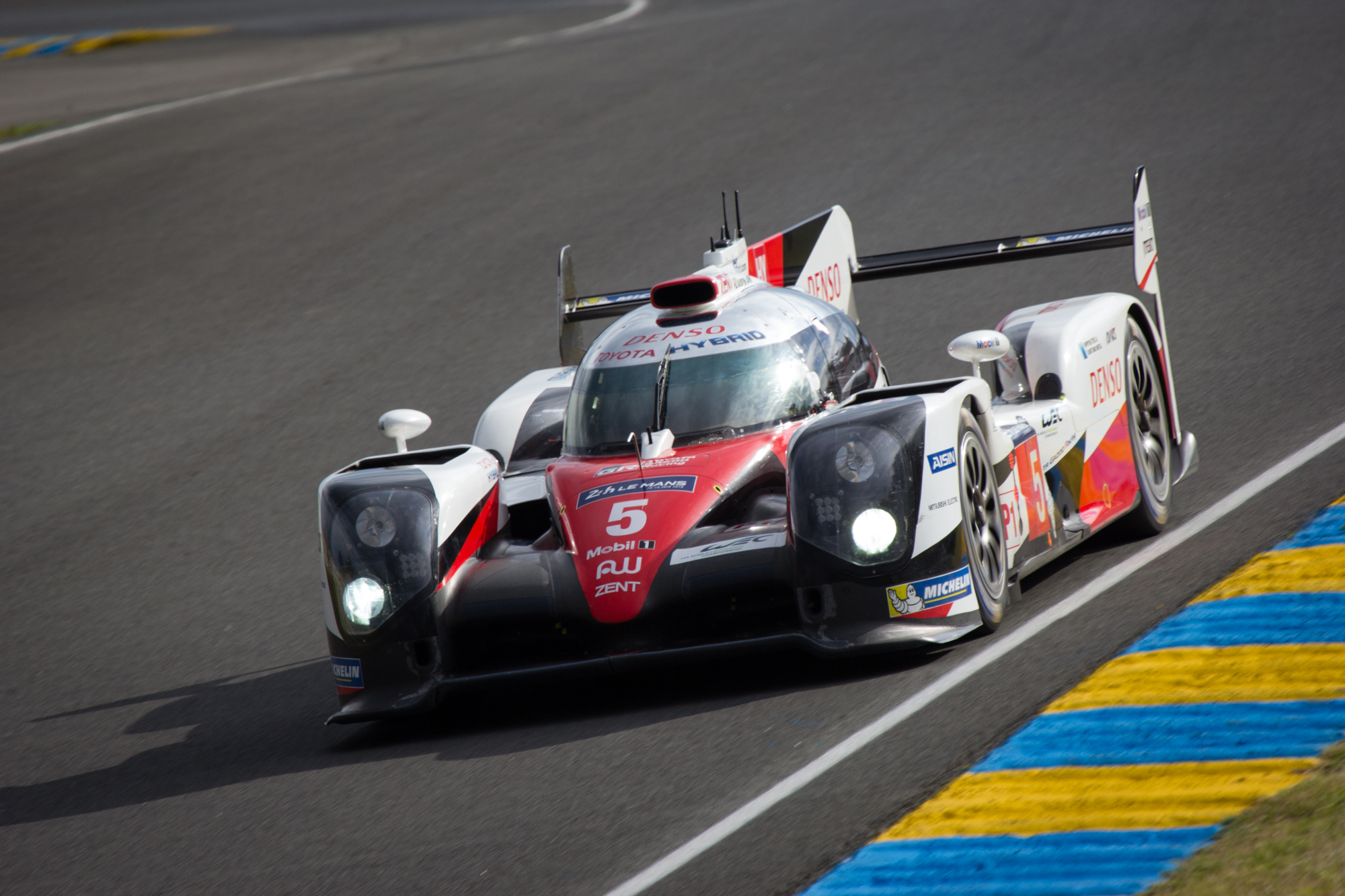
WECのTS050 HYBRID
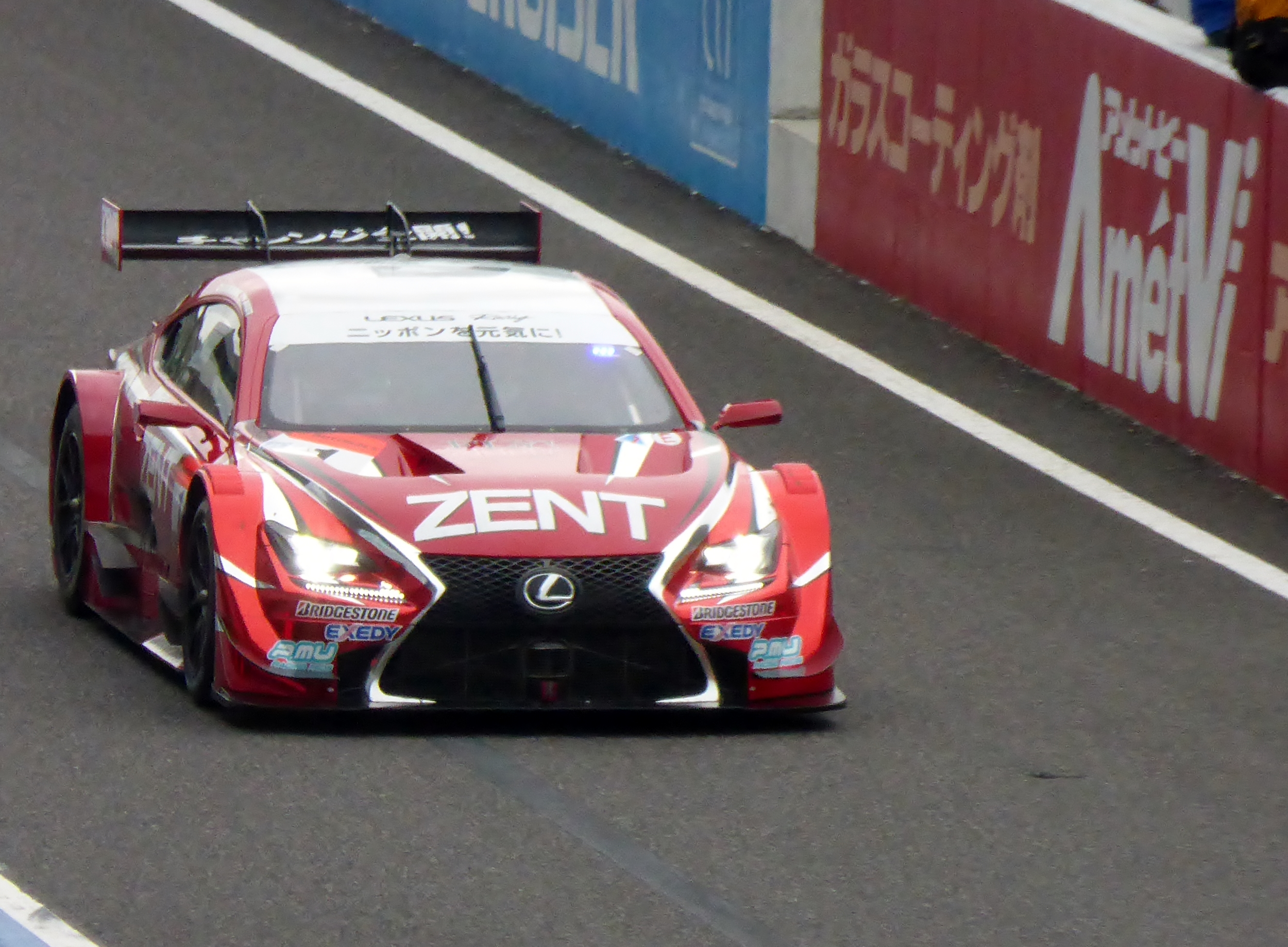
SUPER GTのRC F
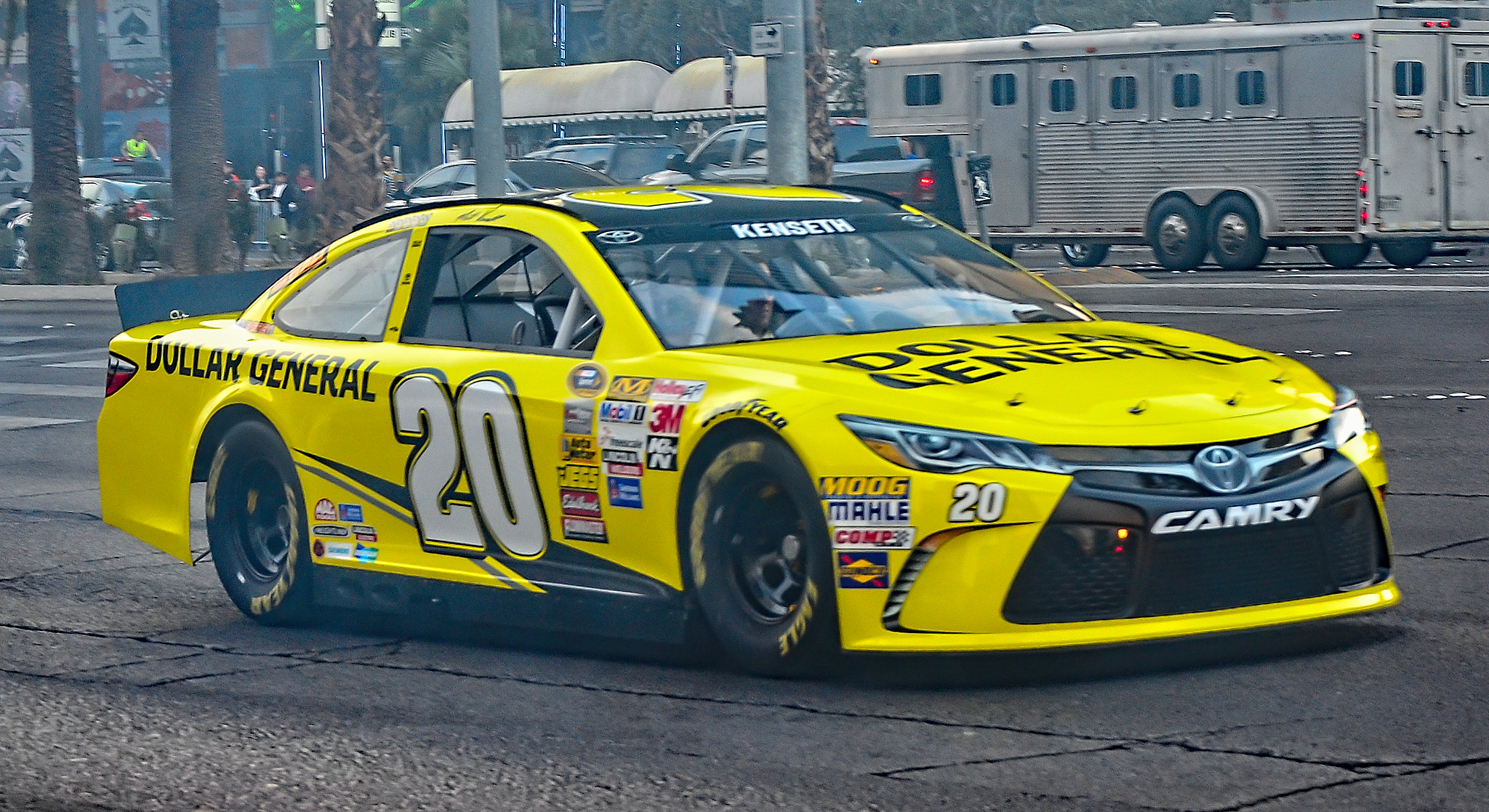
NASCARのカムリ
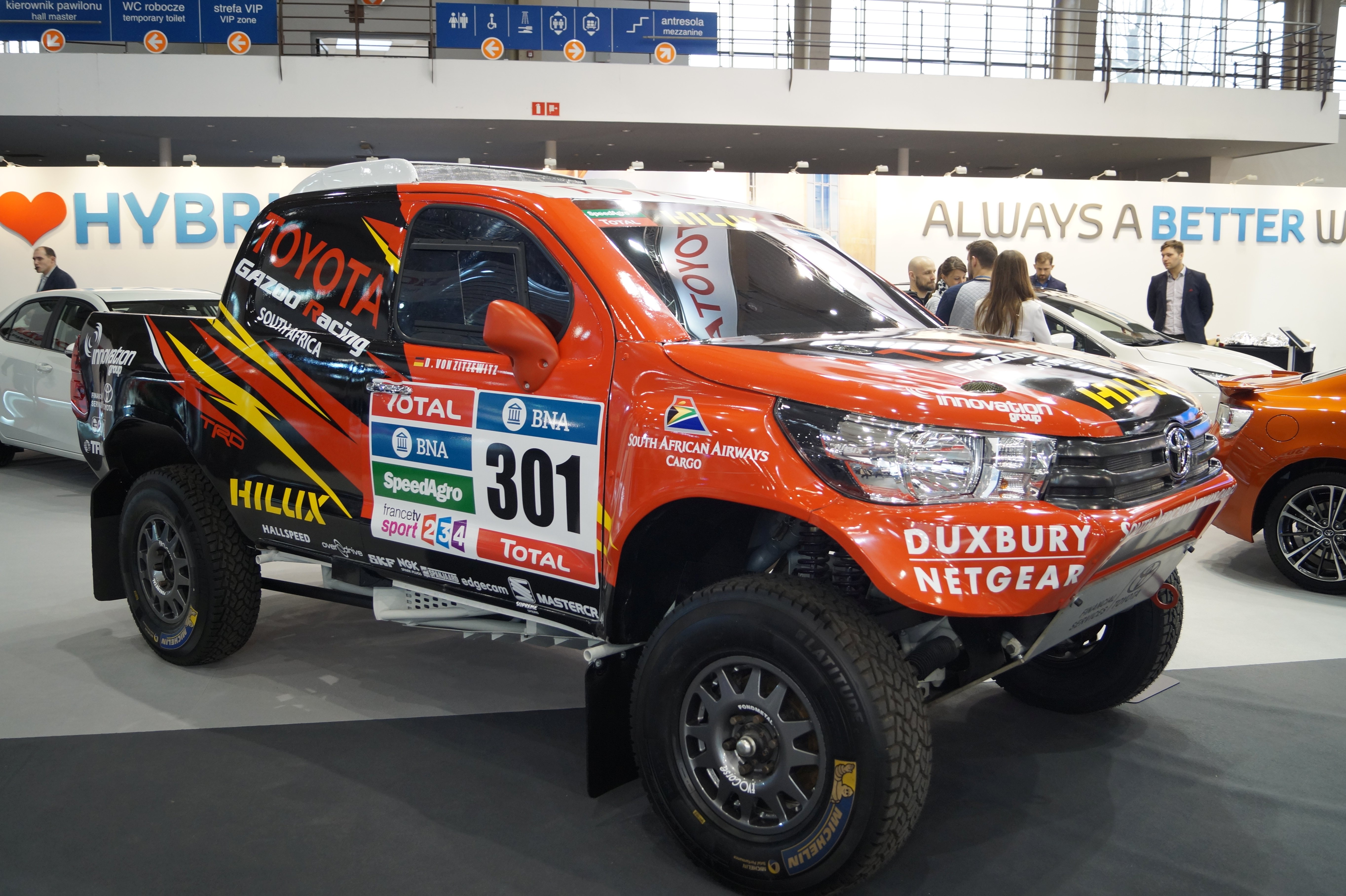
ダカール・ラリーのハイラックス

## スポーツ活動

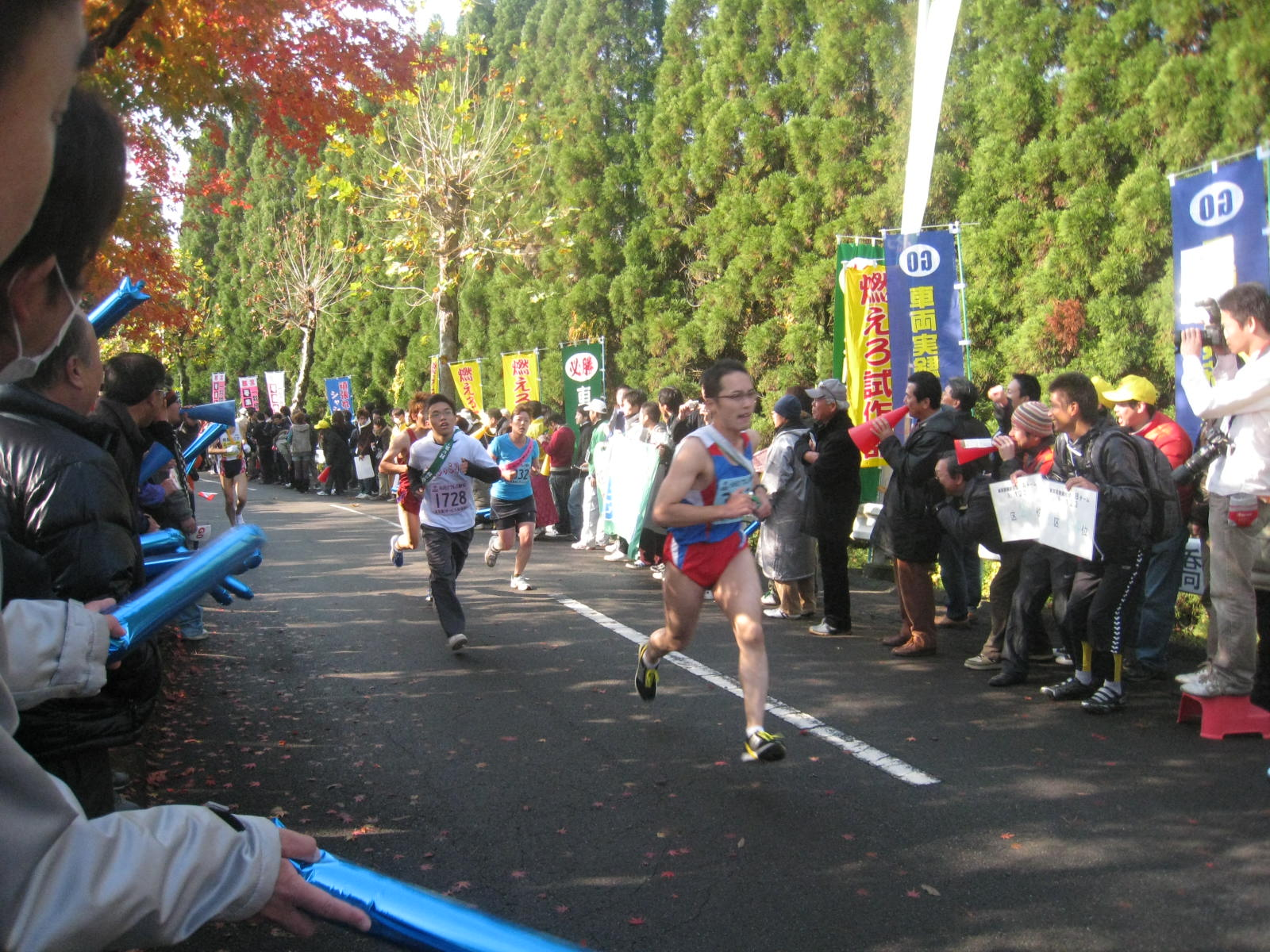
毎年12月、トヨタスポーツセンターで開催される社内駅伝大会

1939年にJリーグチーム名古屋グランパスエイトの母体となった旧トヨタ自動車工業サッカー部を設立。終戦直後からトヨタのスポーツ活動への傾注は始まった。1947年に硬式野球部を設立。1948年には男子バスケ部、女子ソフトボール部が生まれた。
バブル経済崩壊以降、企業スポーツは真っ先に経費削減の対象になるが、トヨタは休廃部ゼロを押し通した。2008年のリーマンショックを機に赤字転落しても、その方針は変わらず、2016年時点で運動部は35を数える。そして2016年7月26日、硬式野球部は第87回都市対抗野球大会において日立製作所を破り、ついに初優勝を決めた。
かつてはプロ野球（NPB）への参入も模索していたことがあり、1955年頃に名古屋財界からの要請に応じる形で地元球団の中日ドラゴンズの買収を検討していた。当時のトヨタ自動車社長である石田退三が大の野球ファンだったこともあり、仮に球団買収が実現した場合は当時発売されたばかりのクラウンの販売促進を兼ねて、球団名も「トヨタクラウンズ」への改名を予定するなど、かなり積極的ではあったが、社員から「（巨人や阪神などの）他チームのファンがトヨタの車を買ってくれなくなる恐れがある」との反対意見があったため、断念した。
社内駅伝大会
社風としてスポーツを奨励する傾向がある中で、とりわけ熱心に行われているのが、12月第1日曜日に開催される職場対抗の社内駅伝大会である（正式名「HURE！フレ！駅伝」）。1947年に数10チームの参加から始まった駅伝大会は、会社の発展とともに開催規模を拡大していった。2019年12月1日に行われた第73回大会には、会場に選手や社員、家族ら約4万人が集まるほどになった。
従業員用の施設「トヨタスポーツセンター」（豊田市保見町）が1973年5月16日に完成すると、完成以後は同施設で行われるようになった。昼休みや休日を使った社員の自主活動ながら、会社は施設利用など様々な面で支援する。豊田章男会長や友山茂樹副社長などトップの経営陣もほぼ毎年応援にかけつけている。新入社員だった1984年、元町工場のチームとして走った経験のある豊田章男は「トヨタで、最もトヨタらしいイベント」だと言う。上位チームとなると大会翌日から来年への練習を始め、週末合宿もよく行われている。
1998年までは国内の事業所、関係会社だけの参加だったが、1999年に米国の現地法人が初めて参加し、海外勢が加わった。今では海外の12事業者が参加し、中国、インド、南アフリカ、台湾、インドネシア、米国、フランス、トルコからランナーが集まるようになった。
2018年12月2日に行われた第72回大会には、585チーム、計4,680名の走者が一般ロング、女性、シニア、ふれあいの4部門に参加した。1チーム8人制で、一般ロングの部は30.54キロメートル、他の3部門は22.4キロメートルで争う。選手はアップダウンのきついトヨタスポーツセンターの外周をまわり、フィールドでたすきを渡す（1周2.8キロメートル）。
2020年の第74回大会は、新型コロナウイルス感染拡大の影響を考慮し中止された。中止は労働争議が激化した1950年以来、70年ぶり。
2021年9月11日、コロナ禍が収まる兆しが見えないため、同年の大会も中止したことが報道で明らかにされた。
2022年12月4日、無観客による大会が実施された。開催は3年ぶり。
所属スポーツ団体
- トヨタ自動車硬式野球部
- トヨタサンホークス愛知（V.LEAGUE）
- トヨタ自動車アンテロープス（女子バスケットボールWリーグ）
- トヨタヴェルブリッツ（ラグビージャパンラグビーリーグワン）
- トヨタ自動車グリフィンズ（ハンドボールJHL）
- トヨタレッドテリアーズ（JDリーグ）
- トヨタ自動車陸上長距離部
- トヨタ自動車ビーチバレーボール部

所属スポーツ選手
- 寺尾悟（ショートトラックスピードスケート選手）
- 小塚崇彦（フィギュアスケート選手）
- 伊藤亜由子（ショートトラックスピードスケート選手）
- 安藤美姫（フィギュアスケート選手 退職）
- 宇野昌磨（フィギュアスケート選手）
- 森井大輝（チェアスキー選手）
- 紀平梨花（フィギュアスケート選手）

その他のスポーツ関連事項
- 国際オリンピック委員会（IOCワールドワイドパートナー）
- 国際パラリンピック委員会（IPCワールドワイドパートナー）
- トヨタカップ
  - インターコンチネンタルカップ （サッカー）
  - FIFAクラブワールドカップ
- トヨタスポーツセンター
- ブルーグラスステークス（米で行われる競馬の重賞）
- 中京記念（日本で行われる競馬の重賞、2022年まで協賛）
- 名古屋グランパスエイト（サッカーJリーグ、トヨタ自動車サッカー部が前身）
- アルバルク東京（男子バスケットボールBリーグ、トヨタ自動車アルバルクが前身）

## 研究開発拠点

### 日本国内

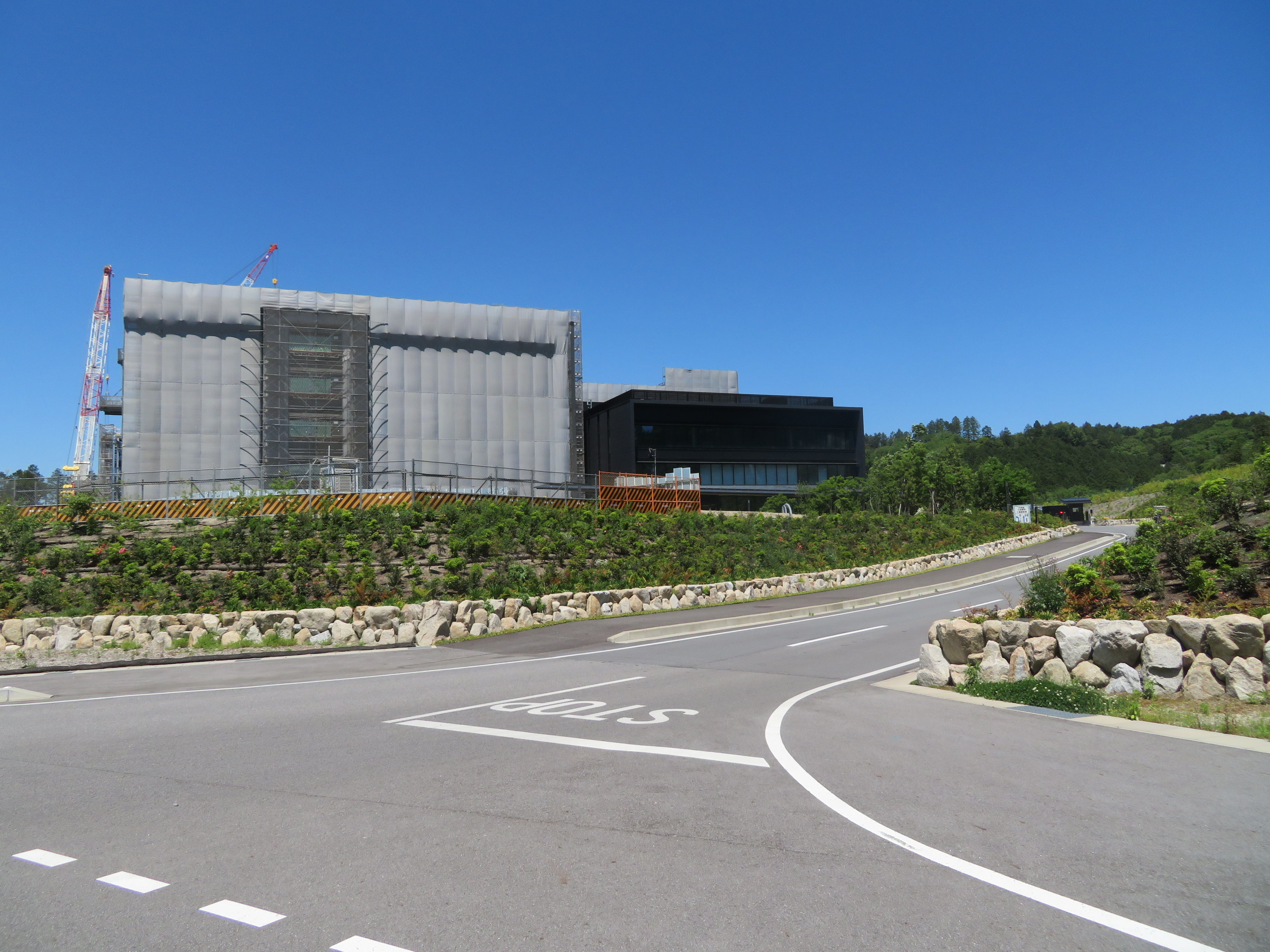
建設中のトヨタテクニカルセンター下山（豊田市下山田代町）

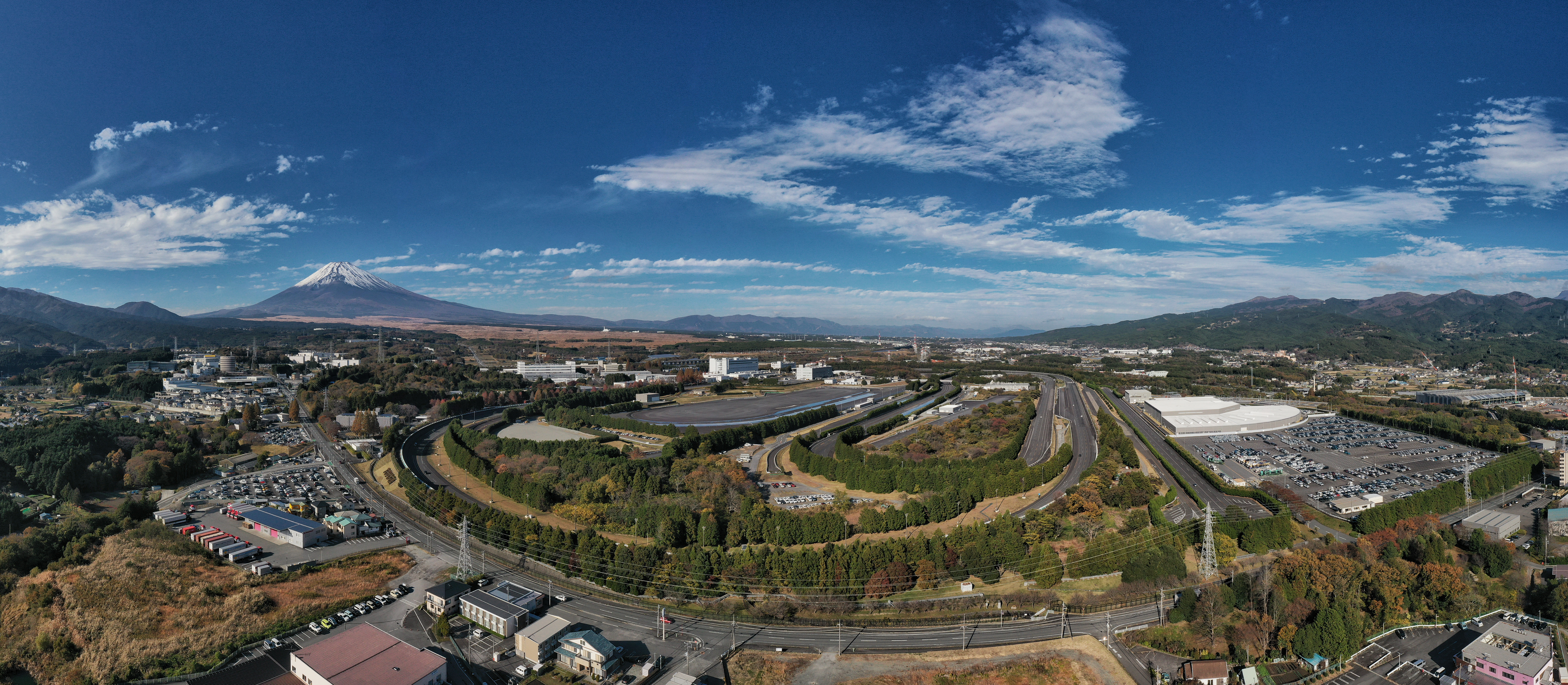
東富士研究所（2023）

- トヨタテクニカルセンター（愛知県豊田市本社内）
デザイン、プロトタイプの研究開発と企画、車両の評価
- トヨタテクニカルセンター下山（愛知県豊田市下山代町）
- 東富士研究所（静岡県裾野市御宿）-（1966年設立）
車両の新技術開発及びエンジンの新技術研究
- 東京デザイン研究所（東京都八王子市石川） - （1989年設立）
先進的なスタイリングのデザイン研究・開発
- 士別試験場（北海道士別市温根別町） - （1984年設立）
車両の高速総合性能、各種寒冷地試験及び評価
- 東京開発センター（東京都港区台場） - （2005年設立）
電子技術分野の先行技術開発
- 豊田ビームライン（兵庫県佐用郡佐用町） - （2008年度着工）
SPring-8を利用した燃料電池車、触媒などの技術開発

### 日本国外

#### アメリカ
- トヨタテクニカルセンターU.S.A.（TEMA-TTC） - （1977年設立）
（本部）ミシガン州アナーバー ： 技術調査、研究開発、現地車両設計・評価
（分室）ミシガン州プリマス ： 試作車両工場
カリフォルニア州トーランス、ガーデナ:車両評価、エンジン適合
アリゾナ州ウィットマン ： 総合車両評価
  - 日本国外におけるトヨタ最大の研究開発拠点。米国現地部品・材料の開発、車両評価やエンジン適合、技術調査などの研究開発業務、および、北米向けの製品の技術開発、現地生産車両の開発を実施。
- キャルティデザインリサーチ - （1973年設立）
（本部）カリフォルニア州ニューポートビーチ
（分室）ミシガン州アナーバー （TMNA-TTCの隣地）
（分室／トヨタ イノベーション ハブ）カリフォルニア州オークランド
  - トヨタ初の日本国外のデザイン開発拠点。米国向け車両デザインの調査・開発。
- TRD USA, Inc. - （1979年設立）
（本部）カリフォルニア州タスティン
（分室）カリフォルニア州コスタメサ、ノースカロライナ州シャーロット
  - 北米におけるトヨタのモータースポーツの拠点。かつては関係会社のトヨタテクノクラフトの米国法人だったが、現在は米国トヨタ自動車販売の100%子会社。現在はNASCAR用マシンやラリーカー、レクサスのGTカーなどの開発・供給を手がける。かつてはCART/IRLエンジンの開発・供給を行っていた。

#### ヨーロッパ
- TME研究開発グループ - （1987年設立）
（テクニカルセンター） ベルギー ザベンタム
（分室） イギリス ダービー州とドイツ ケルン
  - 欧州事業サポート、欧州環境の車両・材料評価、認証、技術調査・研究、現地車両開発
- トヨタヨーロッパ・デザインディベロップメント（フランス コートダジュール）- （1998年設立）
  - 外観・内装・カラーデザインの開発研究、モデル製作、デザイン調査
- トヨタモータースポーツ（TMG）（ドイツ ケルン） - （1993年設立）
  - トヨタの欧州におけるモータースポーツの拠点。かつてはトヨタF1としてF1カーの開発、F1レースへの参加を行っていた。現在は世界ラリー選手権（WRC）のエンジン開発とル・マン24時間レースの車両の開発を行っている。風洞の貸し出しやカスタマーへのラリーカーの供給も業務として行っている。

#### アジア・太平洋
- トヨタテクニカルセンターアジア・パシフィックタイ（TTCAP-TH）（タイ・サムットプラーカーン） - （2003年設立）
  - デザインの研究開発・評価、技術調査、現地車両開発
- トヨタテクニカルセンターアジア・パシフィックオーストラリア（TTCAP-AU）（オーストラリア・ビクトリア州メルボルン） - （2003年設立）
  - デザインの研究開発、技術調査、現地車両開発

## 生産拠点

赤はトヨタの工場がある国を指す。

### 日本国内

#### 直営
| 本社工場（愛知県豊田市）（1938年開業）（工場コードA11）                                                                        | 本社工場（愛知県豊田市）（1938年開業）（工場コードA11） |
| --- | --- |
| ランドクルーザーのローリングシャーシ、ピックアップトラック、トラックのラダーフレーム、プリウスのドライブトレーン               | 過去の生産車両：ランドクルーザープラド（初代70系）、ランドクルーザー70（ローリングシャシのみ担当。平成8年ごろまで）、クラウン（初代RS系）など |
| 元町工場（愛知県豊田市）（1959年開業）（工場コードA21、A22）                                                                   | |
| クラウン、GRヤリス、MIRAI、センチュリー、レクサス・LC、bZ4X、ノア（R90W系）、ヴォクシー（R90W系）                              | 過去の生産車両：2000GT、レクサス・LFA、レクサス・GS、スープラ（A70系・JZA80）・ソアラ（Z30系）、イプサム、ガイア、ナディア、 プログレ、ブレビス、マークII、チェイサー、クレスタ、クレシーダ、マークX、マークIIブリット、パブリカ、クラウンマジェスタ、など |
| 上郷工場（愛知県豊田市）（1965年開業）                                                                                         | |
| エンジンなど | |
| 高岡工場（愛知県豊田市）（1966年開業）（工場コードA31、A32）                                                                   | |
| カローラ、カローラツーリング、カローラクロス、ハリアー、RAV4                                                                   | 過去の生産車両：スプリンター、カローラルミオン、iQ、ラクティス（初代）、WiLL VS、ヴィッツ、スターレット、セラ、ウィッシュ、サイノス、オーリス（カローラiM）、プリウスα・ダイハツ・メビウスなど                                                             |
| 三好工場（愛知県みよし市）（1968年開業）                                                                                       | |
| 足回り機械部品など | |
| 堤工場（愛知県豊田市）（1970年開業）（工場コードA41、42）                                                                      | |
| カムリ、アルティス、プリウス、プリウスPHV、カローラスポーツ                                                                    | 過去の生産車両：ビスタ、ビスタアルデオ、Opa、 セリカ、カルディナ、カリーナED、コロナエクシヴ、カムリプロミネント、レクサス・ES250、サイオン・tC、マークIIクオリス、ウィンダム（初代）、プレミオ、アリオンなど                                              |
| 明知（みょうち）工場（愛知県みよし市）（1973年開業）                                                                           | |
| 足回り機械部品、エンジンなど                                                                                                   | |
| 下山工場（愛知県みよし市）（1975年開業）                                                                                       | |
| エンジン（エンジン一部を除くZR・GR・AZ型式などを生産）                                                                         | |
| 衣浦工場（愛知県碧南市）（1978年開業）                                                                                         | |
| 足回り機械部品など | |
| 田原工場（愛知県田原市）（1979年開業）（工場コードA51 - A55）                                                                  | |
| ランドクルーザー300、ランドクルーザープラド、4ランナー、レクサス・LS、レクサス・IS、レクサス・RC、レクサス・RC F、レクサス・GX | 過去の生産車両：セルシオ、ソアラ（Z10系、Z20系）、レクサス・IS F、レクサス・GS、セリカ、カレン、カリーナED、RAV4、ヴァンガード、クラウン |
| 貞宝工場（愛知県豊田市）（1986年開業）                                                                                         | |
| 工場生産設備、他 | |

#### 関係会社運営（車両生産工場のみ）
| 豊田自動織機長草工場（愛知県大府市）（工場コードB11）                                                                         | 豊田自動織機長草工場（愛知県大府市）（工場コードB11） |
| --- | --- |
| RAV4 | 過去の生産車両：マークXジオ、ヴィッツなど |
| トヨタ車体富士松（本社）工場（愛知県刈谷市）（工場コードC21・C25）                                                            | |
| ノア、ヴォクシー、ランドクルーザー70（ピックアップ）、スズキ・ランディ（ノアのOEM車種）                                       | 過去の生産車両：プリウス、エスティマ、プレビア、ハイエース、エスクァイアなど |
| トヨタ車体いなべ工場（三重県いなべ市）（工場コードC31）                                                                       | |
| アルファード、ヴェルファイア、レクサス・LM、ハイエース、マツダ・ボンゴブローニイ（ハイエースのOEM車種）、グランエース         | 過去の生産車両：レジアスエース |
| トヨタ車体吉原工場（愛知県豊田市）（工場コードD11）                                                                           | |
| ランドクルーザー200、ランドクルーザー70（ハードトップ）、レクサス・LX                                                         | 過去の生産車両：コースターなど |
| 岐阜車体工業（岐阜県各務原市）（工場コードE11）                                                                               | |
| ハイエース、コースター、日野・リエッセII（コースターのOEM車種）、ハイメディック（トヨタ救急車）                               | 過去の生産車両：レジアスエースなど |
| トヨタ自動車東日本岩手工場（岩手県胆沢郡金ケ崎町）（工場コードM31、旧：関東自動車工業岩手工場）                               | |
| アクア、C-HR、ヤリス、ヤリスクロス                                                                                            | 過去の生産車両：アルテッツァ、オーリス（初代）、ブレイド、ラクティス（2代目）、スバル・トレジア、ist（2代目）、カレン、ヴィッツなど                                                                                  |
| トヨタ自動車東日本宮城大衡工場（宮城県黒川郡大衡村）（工場コードN11、旧：セントラル自動車本社工場）                           | |
| シエンタ、カローラアクシオ（同型車種のトヨタ教習車含む）、カローラフィールダー、ヤリスクロス、JPN TAXI                        | 過去の生産車両：カローラ（E160型系香港・マカオ向け仕様）、カローラワゴン（E160G型系オセアニア向け仕様） 相模原時代の生産車種：パブリカコンバーチブル（P10/20型系）、MR-S、コロナ（T170型系）、ラウム、bB（初代）など |
| 日野自動車羽村工場（東京都羽村市）（工場コードP11）                                                                           | |
| ランドクルーザープラド、FJクルーザー、ダイナ                                                                                  | 過去の生産車両：クイックデリバリー、トヨエース、ハイラックスサーフ |
| ダイハツ工業本社（池田）工場第2地区（大阪府池田市）（工場コードK11）                                                          | |
| パッソ（ブーンのOEM車種）、ルーミー（トールのOEM車種）、コペン（ダイハツの同一車名のOEM車種）                                 | 過去の生産車両：bB（2代目）(クーのOEM車種)、タンク（トールのOEM車種）、 |
| ダイハツ工業滋賀（竜王）工場第2地区（滋賀県蒲生郡竜王町）                                                                     | |
| ライズ（ロッキーのOEM車種）                                                                                                   | |
| ダイハツ工業京都工場（京都府乙訓郡大山崎町）（工場コードK21）                                                                 | |
| プロボックス、マツダ・ファミリアバン（プロボックスのOEM車種）                                                                 | 過去の生産車両：ポルテ（初代）、シエンタ、パッソセッテ、サクシード |
| SUBARU群馬製作所本工場（群馬県太田市）                                                                                        | |
| 86 | |
| トヨタ自動車九州宮田工場（福岡県宮若市）（工場コードQ11）                                                                     | |
| レクサス・ES、レクサス・RX、レクサス・NX、UX、レクサス・CT                                                                    | 過去の生産車両：マークII（90系・100系）、チェイサー（100系のみ）、ハリアー（30系まで）、クルーガー、ウィンダム（20系のみ）、レクサス・HS、SAI、ハイランダー                                                          |
| ダイハツ九州大分（中津）工場（第1工場）（大分県中津市）                                                                       | |
| ピクシスバン（ハイゼットカーゴのOEM車種）、ピクシストラック（ハイゼットトラックのOEM車種）、ピクシスメガ（ウェイクのOEM車種） | 過去の生産車両：ラッシュ（ビーゴのOEM車種） |
| ダイハツ九州大分（中津）工場（第2工場）（大分県中津市）                                                                       | |
| ピクシスエポック（ミライースのOEM車種）、ピクシスジョイ（キャストのOEM車種）                                                  | 過去の生産車両：ピクシススペース（ムーヴコンテのOEM車種） |

### 日本国外
（26ヶ国、51社 (PDF) ）

#### 北米[205]
統括企業 - Toyota Motor North America（TMNA）
- アメリカ合衆国
  - Toyota Motor Manufacturing, Kentucky, Inc.（TMMK）（ケンタッキー州ジョージタウン）
    - カムリ、アバロン、レクサスES

  - Toyota Motor Manufacturing, West Virginia, Inc.（TMMWV）（ウエストバージニア州バッファロー）
    - エンジン、トランスミッション

  - トヨタ・モーター・マニュファクチャリング・インディアナ（TMMI）（インディアナ州プリンストン・フォートブランチ）
    - セコイア、ハイランダー、シエナ

  - Toyota Motor Manufacturing, Alabama, Inc.（TMMAL)（アラバマ州ハンツビル）
    - エンジン

  - Toyota Motor Manufacturing, Texas, Inc.（TMMTX）（テキサス州サンアントニオ）
    - タンドラ、タコマ

  - Toyota Motor Manufacturing, Mississippi, Inc.（TMMMS）（ミシシッピ州ブルースプリングス）
    - カローラ

  - マツダ・トヨタ・マニュファクチャリング・U.S.A.（MTMUS）（アラバマ州ハンツビル） - マツダとの合弁
    - カローラクロス
- カナダ
  - トヨタ・モーター・マニュファクチャリング・カナダ（TMMC）（オンタリオ州ケインブリッジ）
    - カローラ、レクサスRX、RAV4

#### ラテンアメリカ[206]
- ブラジル
  - Toyota do Brasil Ltda.（TDB）
    - インダイアツーバ工場 サンパウロ州インダイアツーバ（Indaiatuba）
    - カローラ、エティオス
- ベネズエラ
  - Toyota de Venezuela Compania Anonima（TDV）
    - カローラ、フォーチュナー、ハイラックス
- アルゼンチン
  - Toyota Argentina S.A.（TASA）
    - サラテ工場 ブエノスアイレス州サラテ市
    - ハイラックス、フォーチュナー
- メキシコ
  - Toyota Motor Manufacturing de Baja California, S.de R. L. de C.V.（TMMBC）
    - タコマ、デッキ

#### ヨーロッパ[207]
統括企業 - Toyota Motor Europe S.A./N.V.
- イギリス
  - Toyota Motor Manufacturing （UK） Ltd.（TMUK）
    - バーナストン工場 ダービーシャー州バーナストン
      - アベンシス、オーリス、オーリスツーリングスポーツ
- フランス
  - Toyota Motor Manufacturing France S.A.S.（TMMF）
    - ヤリス
- トルコ
  - Toyota Motor Manufacturing Turkey Inc.（TMMT）
    - カローラ、ヴァーソ、C-HR
- チェコ
  - トヨタ・モーター・マニュファクチャリング・チェコ（TMMCZ）
    - アイゴ
- ロシア
  - Limited Liability Company "TOYOTA MOTOR" in Saint Petersburg（TMMR）
    - サンクトペテルブルク工場 レニングラード州サンクトペテルブルク Shushary
      - カムリ、RAV4
- ポルトガル
  - Toyota Caetano Portugal, S.A.（TCAP）
    - ランドクルーザー
- カザフスタン
  - Saryarka AvtoProm LLP（SAP）
    - フォーチュナー
- ポーランド
  - Toyota Motor Manufacturing Poland SP.zo.o.（TMMP）
    - エンジン、トランスミッション

#### アフリカ[208]
- ケニア
  - Associated Vehicle Assemblers Ltd.（AVA）
    - ランドクルーザー
- 南アフリカ共和国
  - Toyota South Africa Motors （Pty） Ltd.（TSAM）
    - カローラ、ハイラックス、フォーチュナー、ダイナ
- エジプト
  - Arab American vehicle Co.（AAV）
    - フォーチュナー

#### アジア[209]
中国統括企業 - Toyota Motor (China) Investment Co., Ltd.

中国以外のアジア統括企業 - Toyota Motor Asia (Singapore) Pte. Ltd.、Toyota Motor Asia (Thailand) Co., Ltd.
- 中国
  - 天津一汽豊田汽車有限公司（TFTM）：天津第一汽車との合弁企業（天津市）
    - ヴィオス（威馳）、カローラ（花冠）、クラウン（皇冠）、レイツ（鋭志）

  - 四川一汽豊田汽車有限公司（SFTM）：中国第一汽車との合弁企業（成都市、長春市）
    - コースター（柯斯達）、ランドクルーザー200（蘭徳酷路沢）、ランドクルーザープラド（普拉多）、RAV4（榮放）、プリウス（普鋭斯）

  - 広汽豊田汽車有限公司（GTMC）：広州汽車との合弁企業（広州市）
    - AZエンジン、カムリ（凱美瑞）、ヤリス（雅力士）、ハイランダー（漢蘭達）、レビン（雷凌）
- 台湾
  - 国瑞汽車股份有限公司中壢工場（台湾・桃園市中壢区）
    - カローラアルティス、ヴィオス、カムリ、ヤリス、シエンタ
- インド
  - Toyota Kirloskar Motor Private Ltd.（TKM）
    - カローラ、イノーバ、フォーチュナー、エティオス
- インドネシア
  - PT. Toyota Motor Manufacturing Indonesia（TMMIN）
    - イノーバ、フォーチュナー、ヴィオス、シエンタ

  - P.T. Astra Daihatsu Motor（ADM）
    - アバンザ

  - PT. Hino Motors Manufacturing Indonesia（HMMI）
    - ダイナ
- マレーシア
  - Assembly Services Sdn. Bhd.（ASSB）
    - ハイエース、ヴィオス、ハイラックス、イノーバ、フォーチュナー
- パキスタン
  - Indus Motor Company Ltd.（IMC）
    - カローラ、ハイラックス
- フィリピン
  - Toyota Motor Philippines Corp.（TMP）
    - イノーバ、ヴィオス
- タイ
  - Toyota Motor Thailand Co., Ltd.（TMT）	
    - カローラ、カムリ、カムリハイブリッド、ヴィオス、ヤリス、ハイラックス、フォーチュナー

  - Toyota Auto Works Co., Ltd.（TAW）
    - ハイエース
- ベトナム
  - Toyota Motor Vietnam Co., Ltd.（TMV）
    - カムリ、カローラ、ヴィオス、イノーバ、フォーチュナー

#### オセアニア
- オーストラリア
  - Toyota Motor Corporation Australia Ltd.（TMCA）
    - カムリ、エンジン

#### 中東
- バングラデシュ
  - Aftab Automobiles Ltd.
    - ランドクルーザー

## 自動車以外の事業

### マリン事業

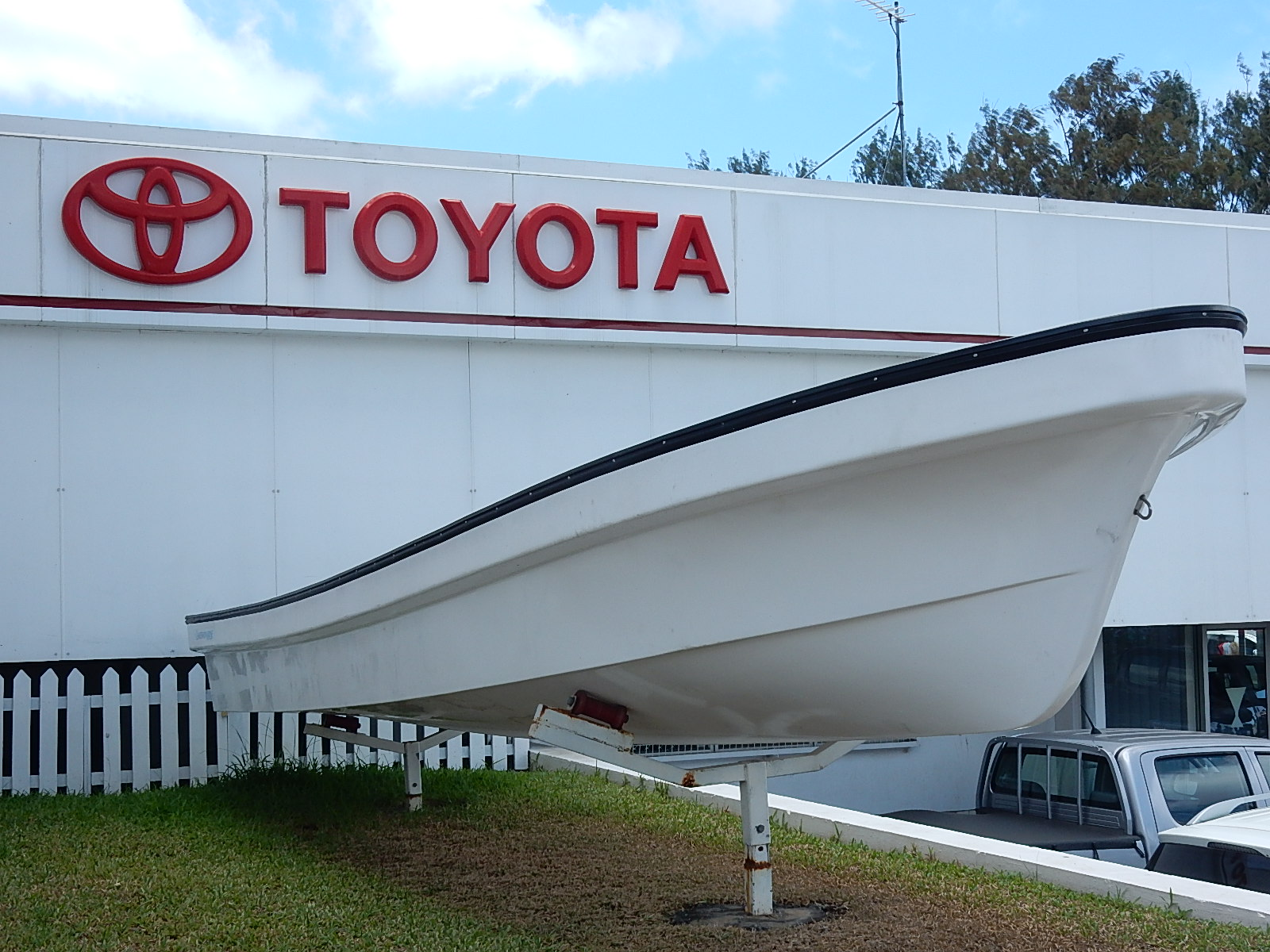
ポーナムのアルミハルの一例

以前からヤマハ発動機のマリン関連部門とは提携関係であったが、1997年（平成9年）にトヨタ自動車独自の造船部門「トヨタ・マリン」を設置した。分野を中小型の個人向けプレジャーボート「ポーナム（PONAM）」に絞り、漁船や貨物船など業務用の船舶は扱っていない。
リサイクルを考慮したオーストラリア製アルミ合金ハルの採用や、自動車用制御技術を応用した各種安全装置、船体のデザインに自社のデザイナーを起用、生産工程の合理化 に加え、エンジン、エアコンを自動車と共用し、低価格帯モデルではドライバーズシートを輸送機から、一部の窓ガラスを商用車からそれぞれ流用するなど、徹底したコストダウンと自動車開発で培った各種ノウハウにより、同クラスとしては比較的低価格を実現している。直営営業所の開設や全国規模の販売網など、販売体制も整備されている。
一方でリーマンショックの影響により、2015年（平成27年）を目処としていた黒字化と独立が達成不可能となった他、シェアも約6 %程度で、ヤマハ発動機やヤンマーの後塵を拝している。
2016年（平成28年）にはシェアでヤマハに追いつきたいヤンマーと、技術・生産部品などの幅広い部分での提携を発表。2017年（平成29年）にはレクサスブランドのプレジャーボートを公開、2019年（平成31年）に「LY650」として販売を開始した。取り扱いはトヨタが担当している。
名古屋トヨペットでは販売の他にマリーナ（ラグーナテンボス内）の管理も行っており、試乗や免許取得も可能である。
2017年（平成29年）までのトヨタマリンが国内において販売した新艇は約850隻である。

### ロボット事業
トヨタ・パートナーロボットなどにおいて人の活動を援助するロボットの開発をしている。T-HR3、キロボなどが開発されている。

### 通信事業
KDDIの前身である日本移動通信（IDO）や日本高速通信（テレウェイ）、ソフトバンクの前身である国際デジタル通信（IDC）、インターネットイニシアティブ（IIJ）などの合弁でクロスウェイブコミュニケーションズ（CWC）などに出資していた。

### 二輪販売（撤退）
1950年代から1960年代まで、トヨモータースやスズキのオートバイをトヨタディーラーや販売協力店で扱っていたことがある。

### 航空機製造（撤退）
もともと航空機産業にも強い関心のあった豊田喜一郎は、1936年（昭和11年）にフランスの超小型航空機（Pou-du-ciel、おそらくMignet HM.14かその派生型）を購入し、同年東京市に開設したばかりの芝浦研究所（後の豊田理化学研究所） で、豊田英二（同年入社）と飛行士の片岡文三郎（当時嘱託社員。1939年〈昭和14年〉5月正式入社）が研究にあたった。翌1937年（昭和12年）には航空機研究の場を刈谷町に移し、日本海軍から払い下げを受けた一三式練習機に自社の試作部品を組み込み、挙母工場（現・トヨタ自動車本社工場）付近で飛行試験を行った。
1942年（昭和17年）に日本陸軍の要請で川崎重工業と共同出資し、東海航空工業（現:アイシン）を設立した。トヨタにも航空用エンジンの開発・生産が要請され、社内に航空機部門が誕生。刈谷に新設した工場で航空機用空冷エンジン、排気管、滑油冷却器などを開発・生産した。
1943年（昭和18年）にはヘリコプター（オートジャイロ式）の試作機を完成させた。
動力面でも豊田佐吉の開発した環状単流原動機（丸エンジン）をロータリーエンジンとして受け継いで研究したり、ガスタービンエンジンの研究も進めた。
太平洋戦争後にも航空機製造の禁止解除をにらんで航空機分野への進出を企画していたが、立川飛行機から招いた長谷川龍雄（後の初代カローラ主査）から、現状のトヨタの体制では難しいと進言されて断念した。
旧中島飛行機がGHQによって再起不能なまでに解体された際、同社が保有していたロケット技術は、富士産業→富士重工業と、富士精密工業（初代）→富士精密工業（2代目）→プリンス自動車工業の2社に引き継がれていたが、プリンス自工が極端な業績不振から破綻へと向う中、政府はプリンスが保有している航空宇宙技術の離散を恐れ、国内自動車産業の最大手となっていたトヨタ自動車工業（当時）に対してプリンスの吸収合併を持ちかけたが、トヨタはこれを断っている。
一方、旧富士重工業の航空宇宙部門は、2005年（平成17年）にトヨタが筆頭株主となったSUBARUが引き継いでいる。
1980年代から2000年代にかけては、アメリカにてスケールド・コンポジッツの協力を受けつつ軽飛行機市場への参入を目論んだこともあり、1991年（平成3年）にはレクサス用エンジンを搭載したLima IIを、2002年（平成14年）には自動車メーカーとして培った技術の航空機への転用を図ったTAA-1を初飛行させているが、いずれも試作のみに終っている。
2008年（平成20年）には、三菱重工業が主体となって開発している国産旅客機MRJ（現：Mitsubishi SpaceJet）に対し製造・販売会社（三菱航空機）への出資を明らかにした。
2020年（令和2年）からは、有人eVTOL（空飛ぶクルマ）の開発を手がけるジョビー・アビエーションへの出資・協業を行っている。
開発・製造事業ではないが、1997年（平成9年）にセゾングループから買収した子会社である朝日航洋と、その傘下のセントラルヘリコプターサービスが航空サービス事業を展開している。

### 鉄道車両製造

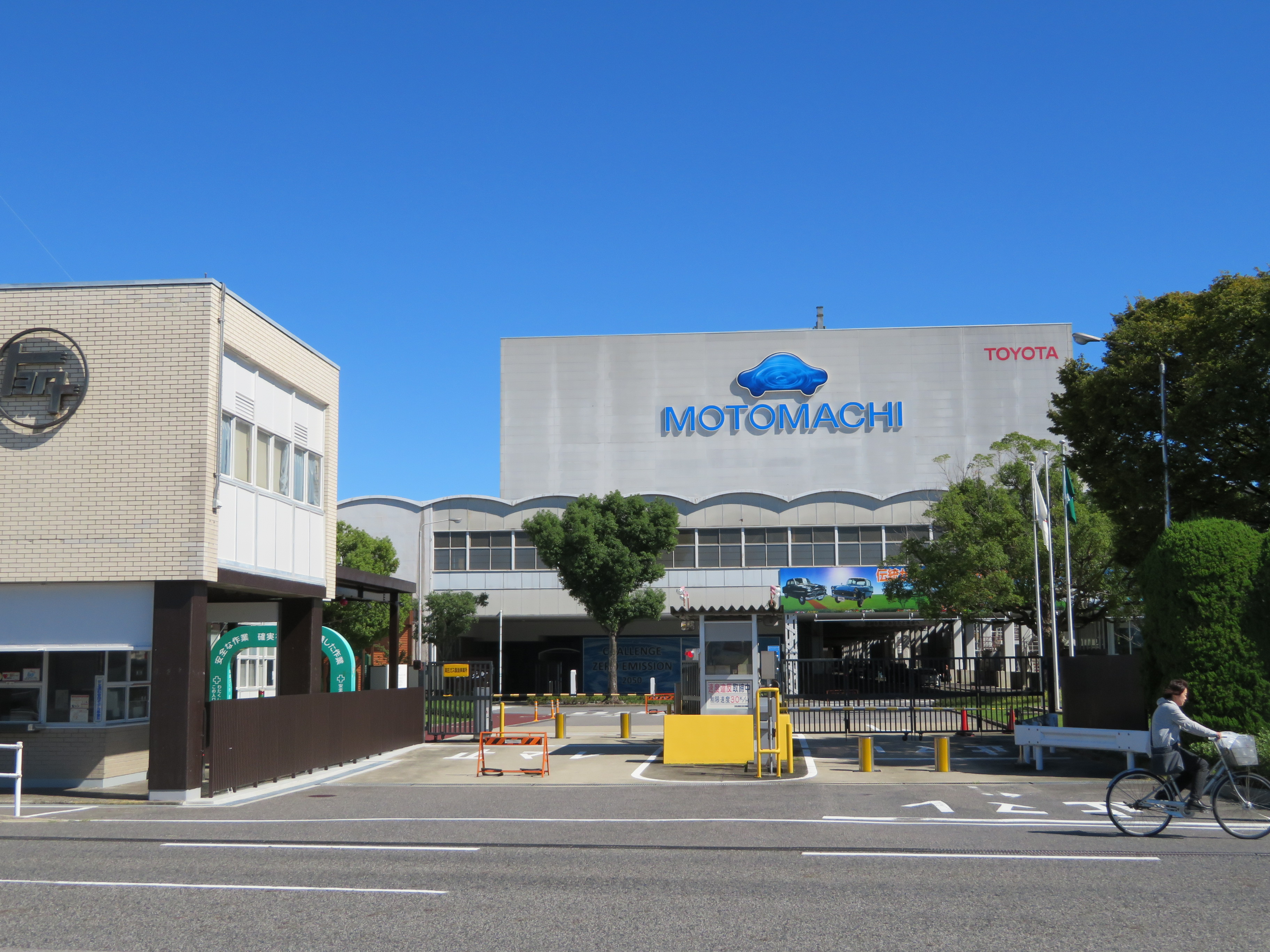
元町工場

1950年代 - 70年代、トヨタ自動車本社工場や元町工場から名古屋鉄道三河線土橋駅への専用線で、多くの小型ディーゼル機関車が運用されていた。これらは日本輸送機、加藤製作所、日本車輌の製造であったが、一部はトヨタ自動車工業で自社製造され、名古屋鉄道の車籍のものもあり、ガソリンエンジンの機関車（GB10形）も存在した。
これらトヨタ製機関車は、トヨタ工場内専用線のみで使用され、台数、運用範囲も限定され、他の鉄道会社で使用されなかった。トヨタ製エンジンを用いた各地の森林鉄道、鉱山鉄道などの機関車は存在したが、トヨタ自動車製造ではない。
一般的な鉄レールの鉄道車両ではないが、2005年日本国際博覧会（愛・地球博）で、トヨタグループ開発の磁気誘導式の無人バスシステム「IMTS」が長久手会場で運用され、法的に鉄道（磁気誘導式鉄道）として取り扱われた。これにより、車両は鉄道気動車扱いのIMTS-00系気動車とされた。
上記の鉄道車両開発は小規模や変則的なものだったが、2020年10月6日、トヨタは東日本旅客鉄道（JR東日本）や日立製作所と共同で燃料電池ハイブリッド鉄道車両「FV-E991系電車」の開発を行うと発表した。これは2019年6月にJR東日本が開発を発表していた燃料電池電車試作車について、同社と日立が持つ鉄道車両技術やハイブリッド駆動システムにトヨタが開発した燃料電池技術を組み合わせるもので、自動車よりも高出力の制御性能が求められる鉄道車両用のシステム開発を行うとされた。2022年2月18日には「HYBARI」の愛称が付けられて完成した同車1編成2両の報道陣公開が実施され、JR東日本の鶴見線と南武線の一部区間で試運転が始められた。

### レーシングカート
2025年5月30日、レーシングカートの開発を発表した。

### その他
- 2020年1月6日、豊田章男社長はラスベガスで行われたCES 2020の会場で、未来の都市の実証都市「Woven City」（ウーブン・シティ）のプロジェクト概要を発表した[226]。2020年末に閉鎖するトヨタ自動車東日本の東富士工場の跡地（静岡県裾野市）を再開発する。開発地は175エーカー（約70.8万平方メートル）で、2021年2月に建設工事が着工した[227]。
- 2022年8月29日、トヨタ自動車とトヨタ不動産、トヨタアルバルク東京の3社は、東京都の臨海副都心（お台場）にあったトヨタのショールーム施設「MEGAWEB（メガウェブ）」の跡地に、次世代アリーナを建設すると発表した。名称は「TOYOTA ARENA TOKYO」[228] で、2025年秋の開業を目指している[229]。

## 関連施設・関連団体

### 博物館・記念館
- トヨタ博物館 - 長久手市にある自動車に関する博物館。
- 豊田佐吉記念館 - 静岡県湖西市にある豊田佐吉の記念館。
- トヨタ会館 - 豊田市トヨタ町1番地にある企業博物館。
- トヨタ鞍ヶ池記念館 - 豊田市池田町にあるトヨタ自動車の博物館。
- トヨタ産業技術記念館 - 名古屋市西区にある「豊田自動織布工場」の跡地に開設された博物館。

### 教育機関
- トヨタ東京自動車大学校
- トヨタ名古屋自動車大学校
- トヨタ神戸自動車大学校
- トヨタ工業学園 - 豊田市にある職業能力開発校。
- 豊田工業大学 - トヨタ自動車が社会貢献活動の一環として設立した大学。
- 海陽中等教育学校 - トヨタ自動車や東海旅客鉄道、中部電力などが共同で設立した私立学校。

### 造成開発地
トヨタ自動車は現在、子会社のトヨタすまいるライフ株式会社（旧トヨタ住宅）他と共同で住宅地をいくつか造成開発している。
- リバーサイドヒルズさくら台 - 愛知県岡崎市細川町字桜台地内（建築条件付土地分譲）[230]
- 緑陽台 - 愛知県岡崎市桑原町字緑陽台（戸建と土地）
- 土岐プラズマ - 岐阜県土岐市（戸建分譲）
- 自由ヶ丘サウスステージ - 福岡県宗像市（戸建と土地）
- 上志段味 - 名古屋市守山区（戸建と土地）
- シーサイド田原光崎 - 愛知県田原市（戸建と土地）
- 共和西27街区 - 愛知県大府市（戸建と土地）
- 東郷町春木台 - 愛知県愛知郡東郷町（戸建分譲）
- グリーン アヴェニュー日進笠寺山 - 愛知県日進市（戸建と土地）
- 日進市 香久山東 - 愛知県日進市（戸建分譲）
- あざぶの丘 - 愛知県みよし市（戸建と土地）
- 黒笹120街区 - 愛知県みよし市（戸建分譲）
- 三好町根浦37街区 - 愛知県みよし市（戸建と土地）
- パークサイドアベニュー桜坂 - フジケン開発との戸建協同プロジェクト。事業開始は2001年から
- 豊橋レイクタウン大清水台 - 愛知県豊橋市（アイシン開発の開発地。1980年から集合宅地の分譲契約）
- T'sコート安城桜井 - 愛知県安城市桜井町貝戸尻（一般定期借地権）

### その他
- トヨタスポーツセンター - トヨタ自動車が建設したスポーツ施設。
- フォレスタヒルズ - トヨタ自動車100％出資によるホテルおよびスポーツ施設。施設の老朽化と利用客の減少のため2022年3月末で閉館の予定[231]。
- カバハウス - トヨタ自動車労働組合の組合会館。
- トヨタセンター - アメリカ合衆国テキサス州ヒューストンにある競技場。トヨタが命名権を取得した。
- トヨタ・アリーナ - アメリカ合衆国カリフォルニア州オンタリオにある多目的アリーナ。トヨタが命名権を取得した。

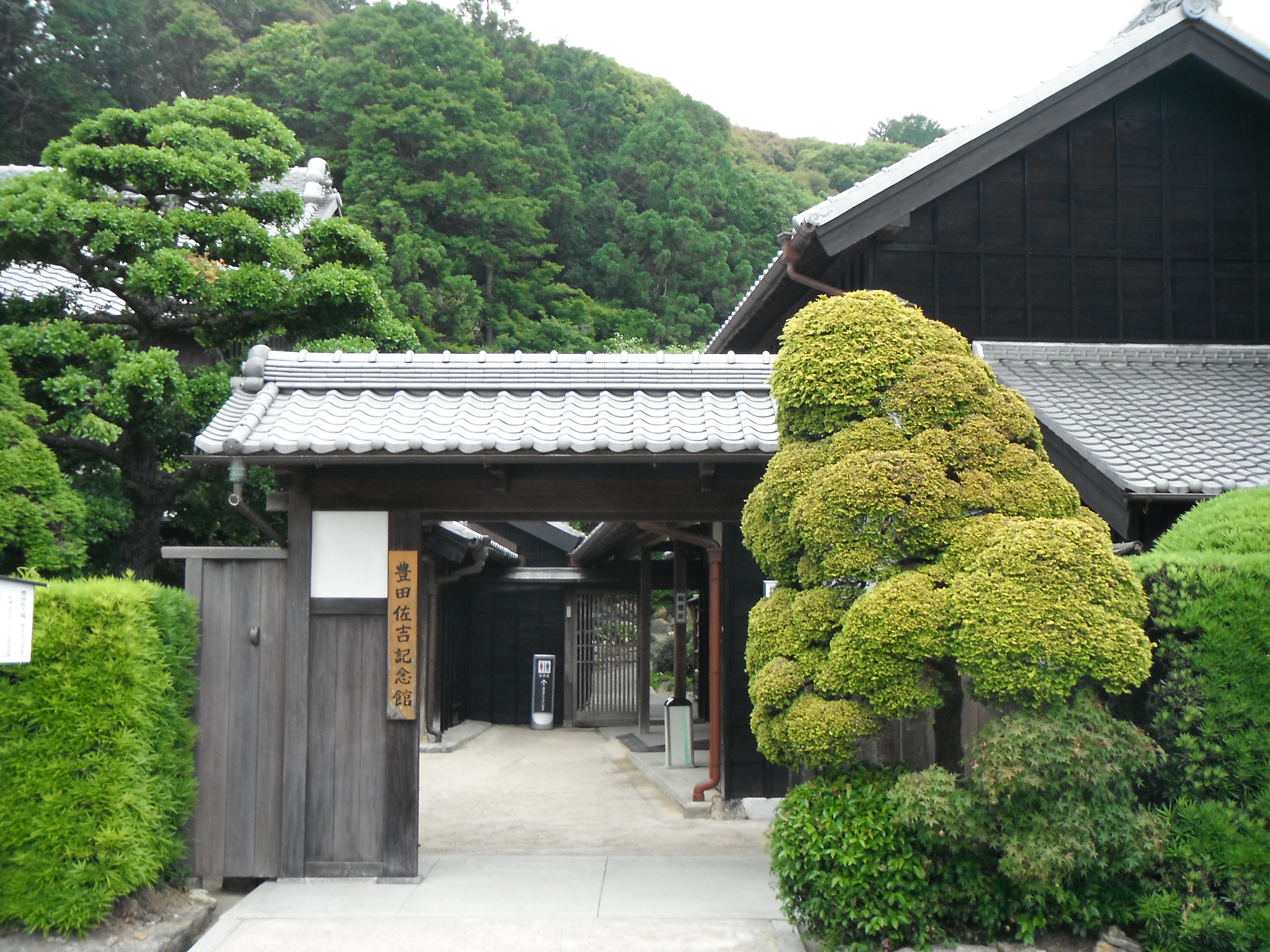
豊田佐吉記念館
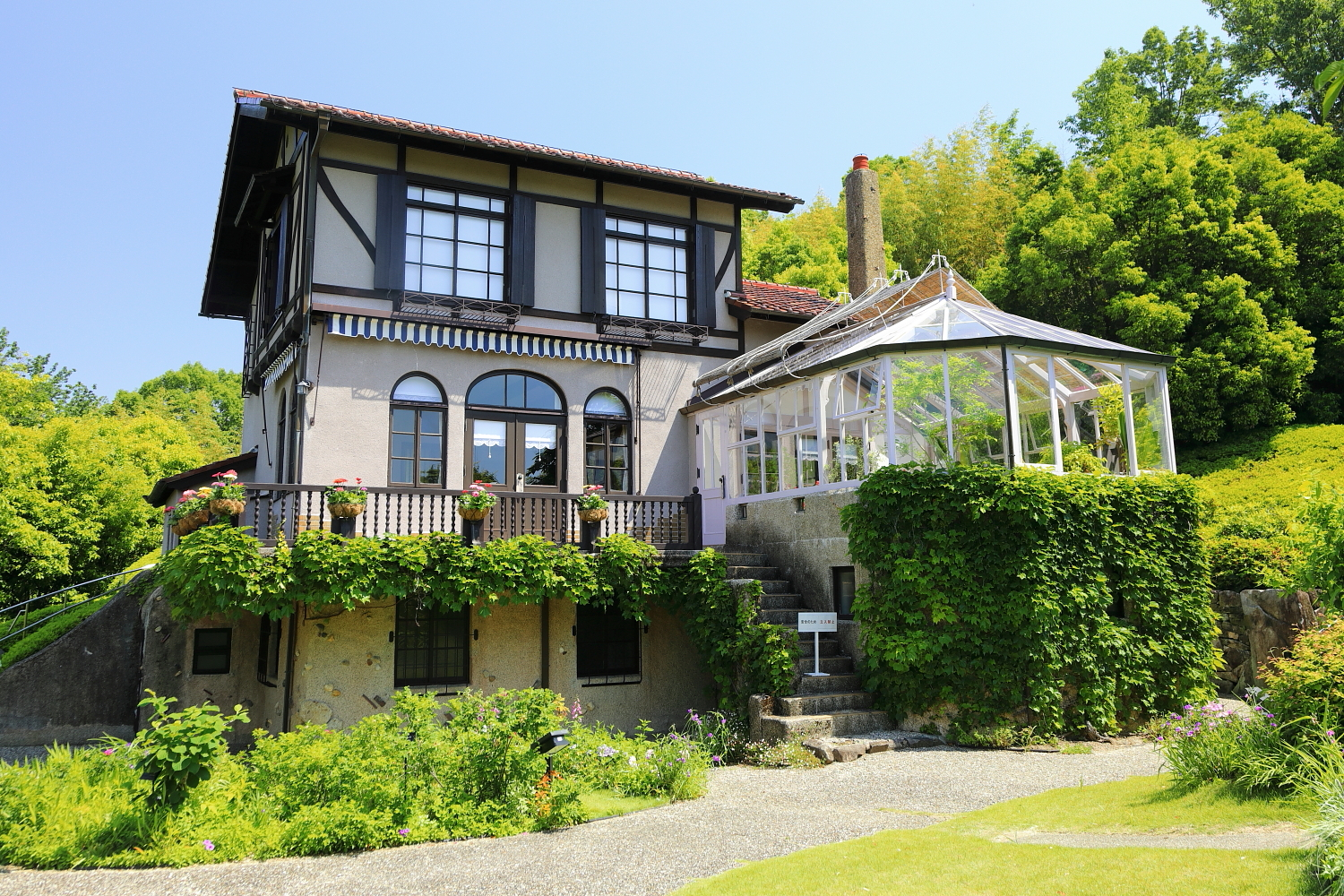
トヨタ鞍ヶ池記念館
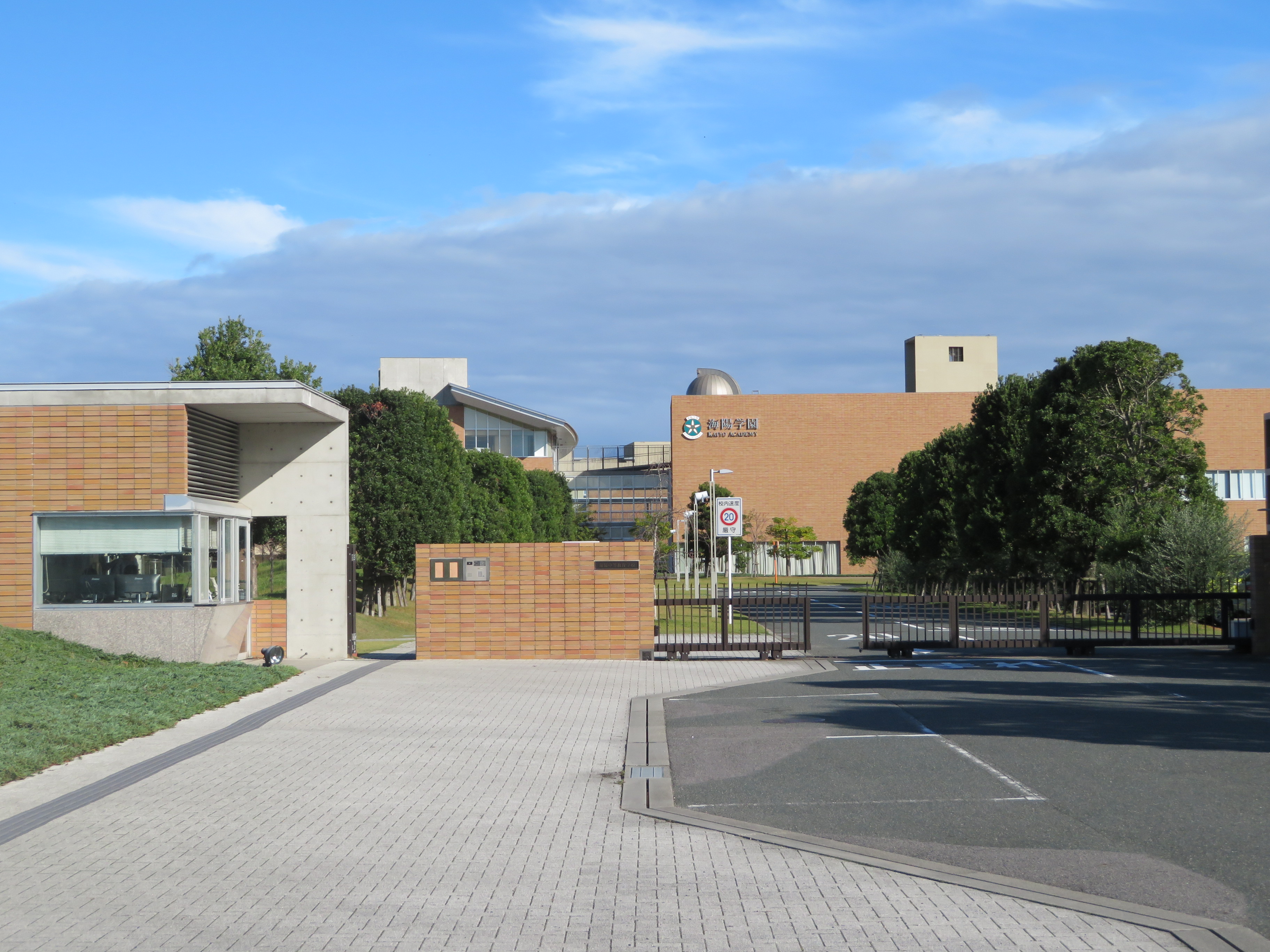
海陽中等教育学校
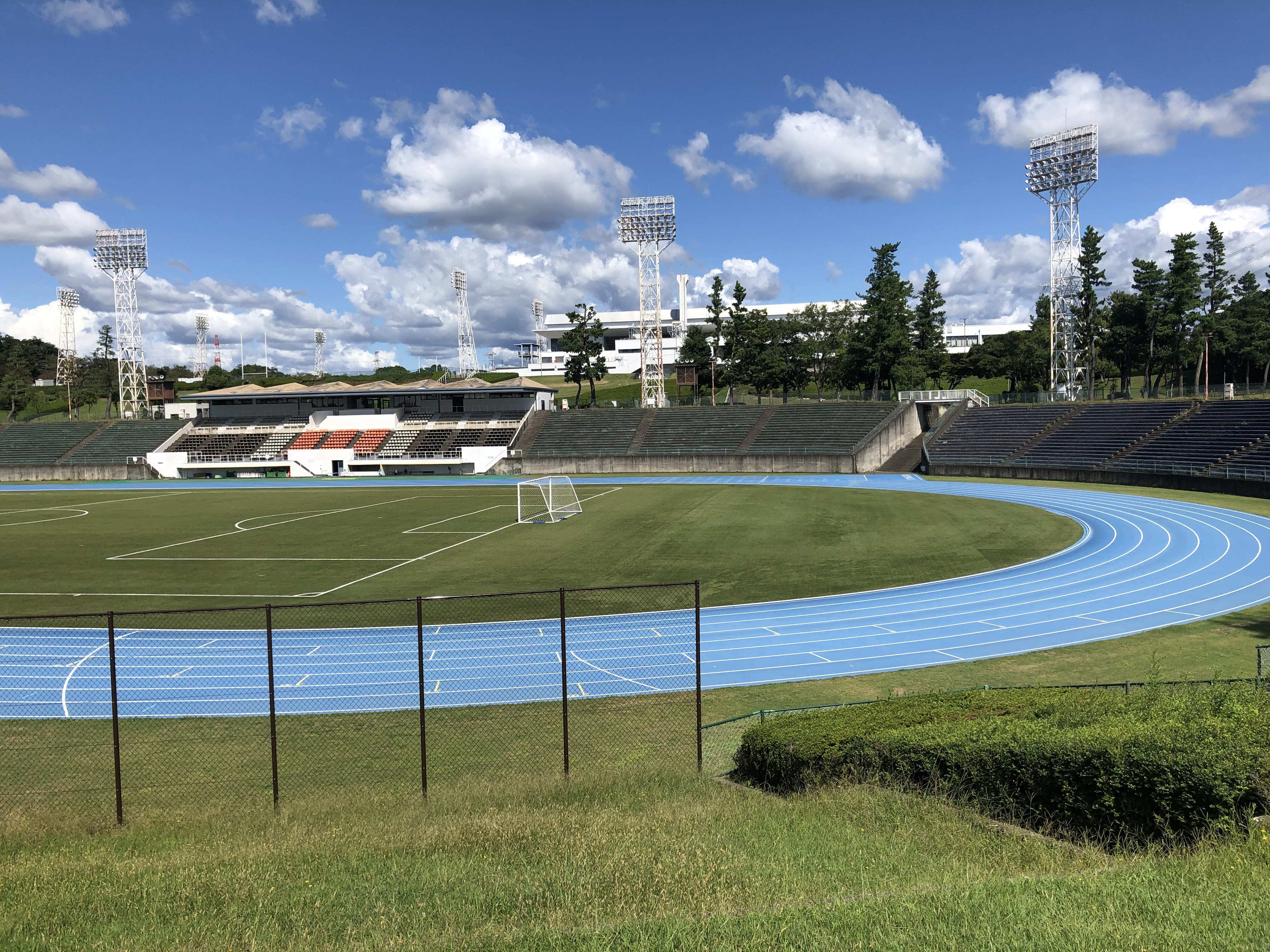
トヨタスポーツセンター
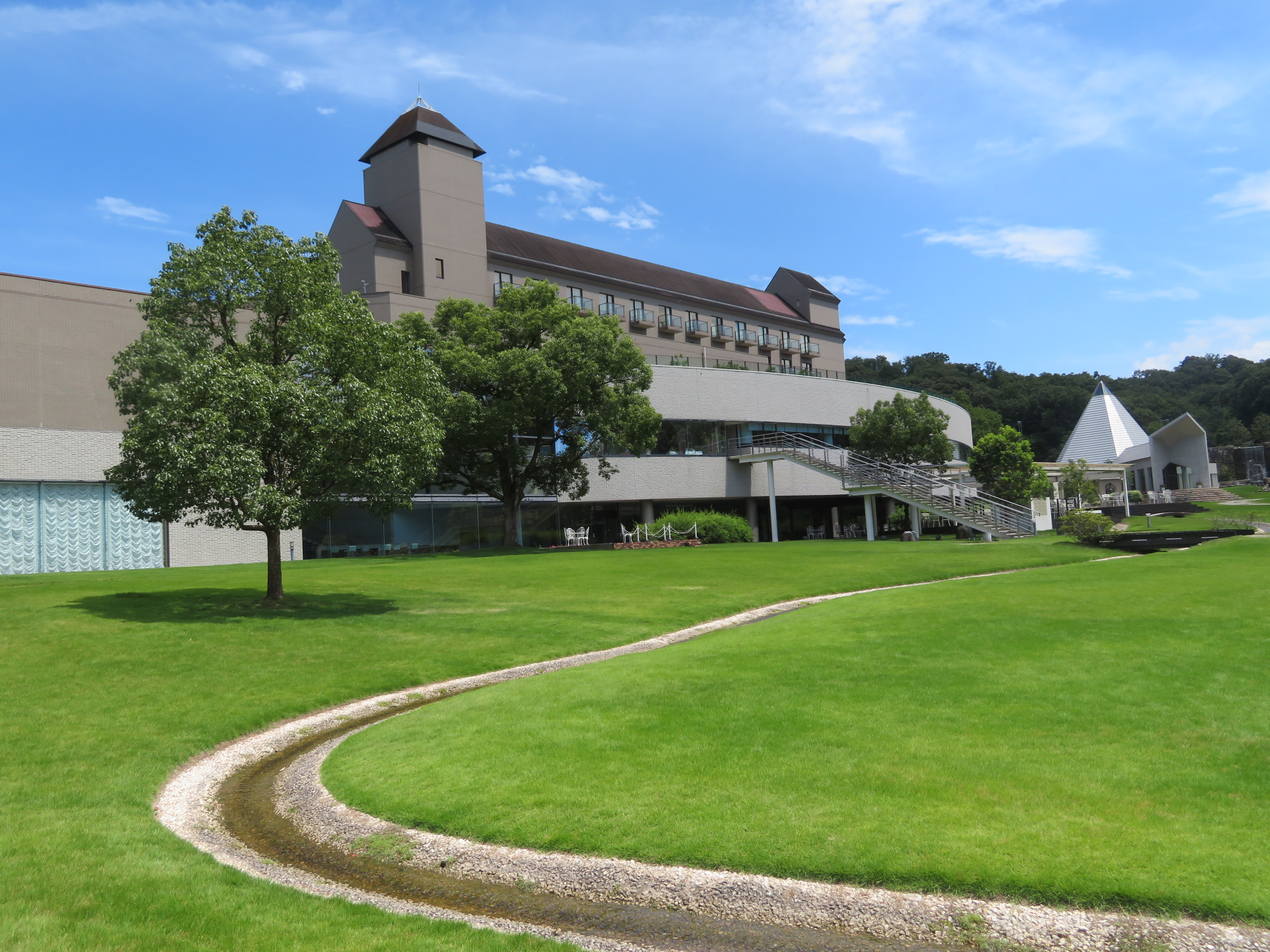
フォレスタヒルズの本館
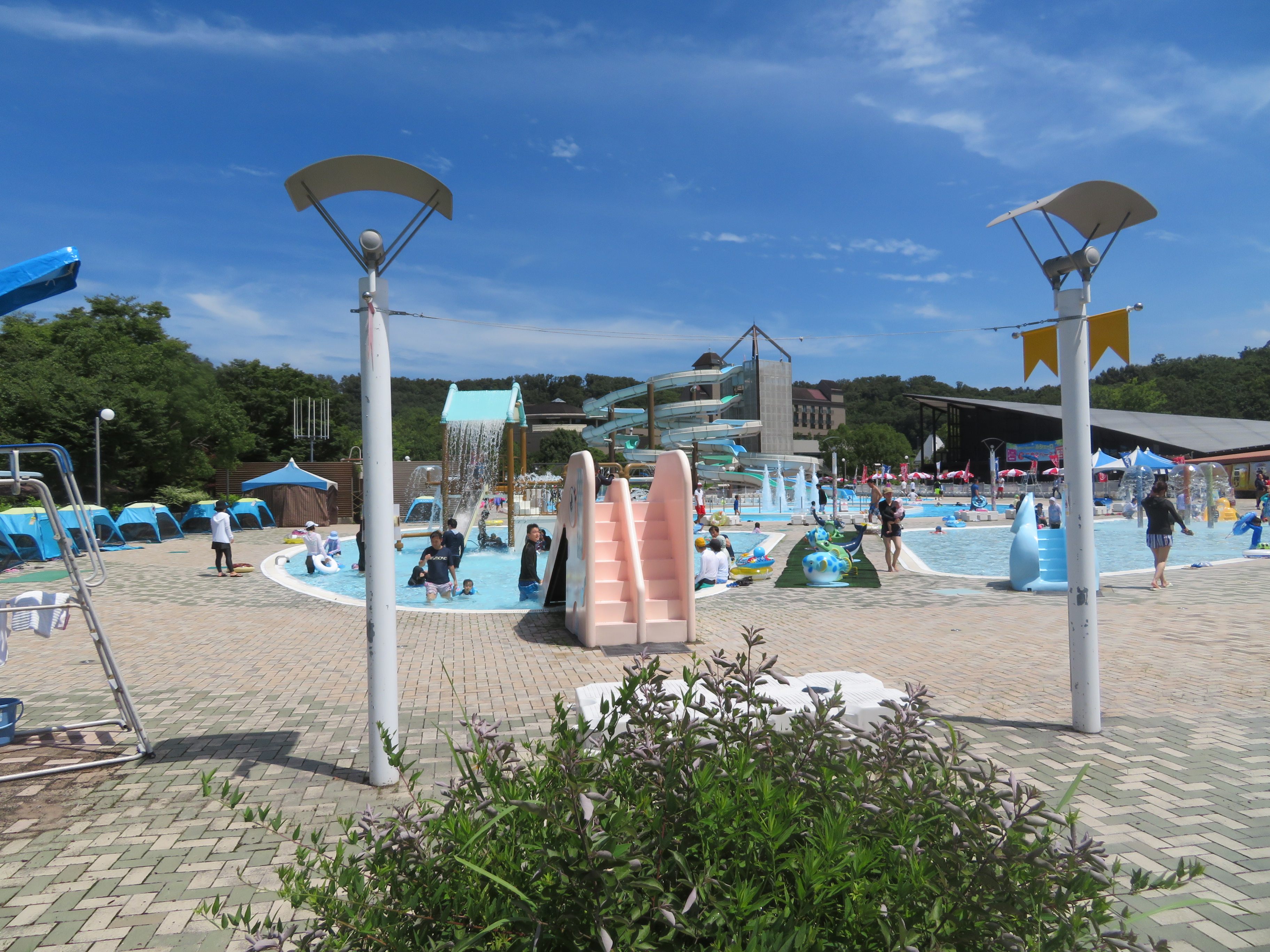
フォレスタヒルズのプール
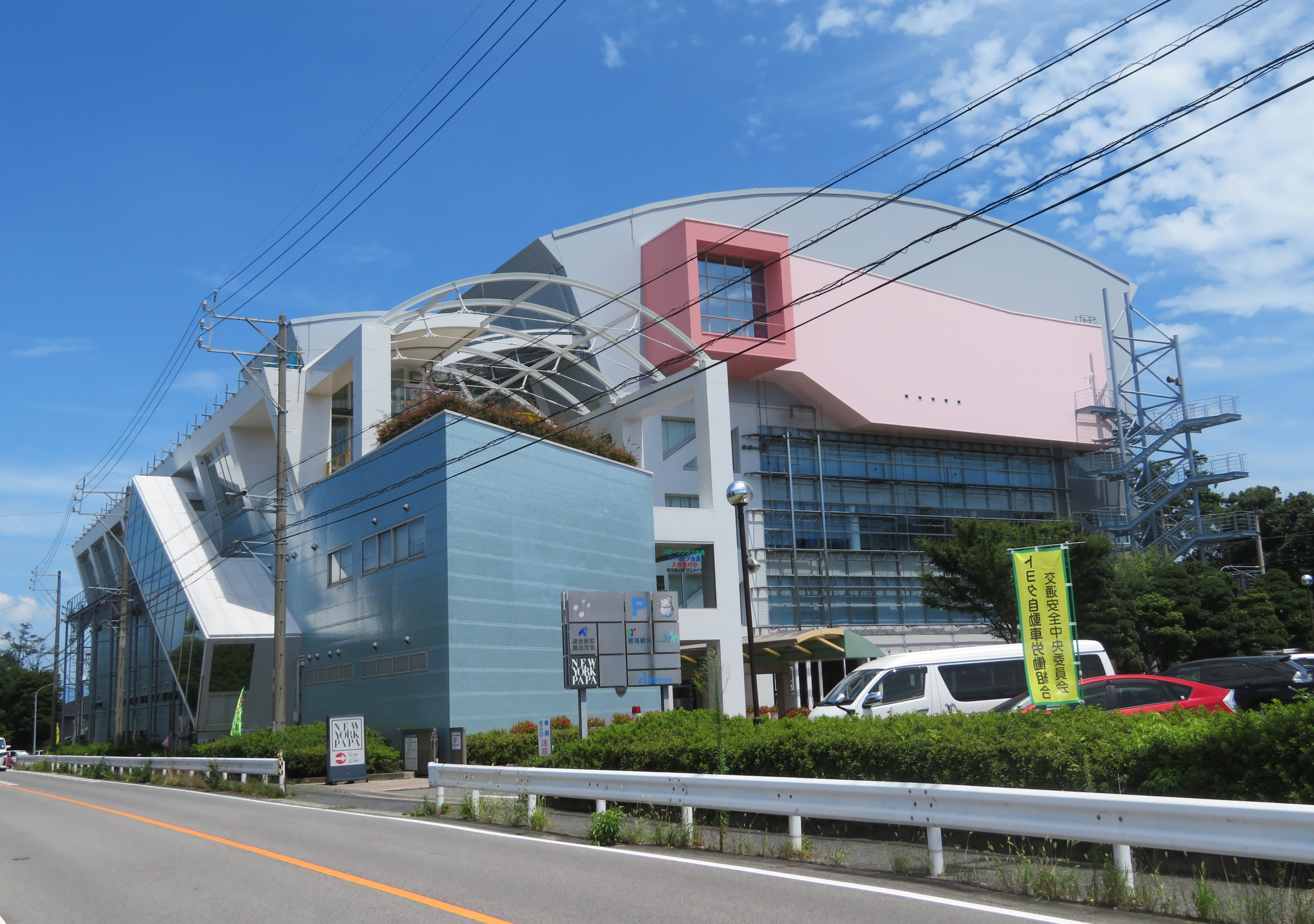
カバハウス

## テレビ番組
- 日経スペシャル ガイアの夜明け 日中国交正常化30周年特別企画 〝 大地を駆ける 〟〜 王者トヨタ 中国に挑む〜（2002年10月6日、テレビ東京）[232]。
- 日経スペシャル カンブリア宮殿 「トヨタ26万人の人事戦略」（2006年4月17日、テレビ東京）- 出演：トヨタ自動車 副会長 張富士夫[233]。

## スポンサー

### テレビ
現在（一社提供）
- テレビ東京系列
  - ひねくれ3

現在（複数社提供）
- 日本テレビ系列
  - ZIP!（金曜7時台前半ナショナルスポンサー、カラー表示。別枠で日産（隔日7時台中盤ナショナルスポンサー）、SUBARU（隔日6時台中盤ナショナルスポンサー）も提供）
  - Going!Sports&News（土曜、カラー表示）
  - 新春スポーツスペシャル箱根駅伝
  - 秘密のケンミンSHOW極（読売テレビ制作。一時期降板したが、2019年4月から復帰している。同業者のスズキ、ダイハツも提供）
  - ザ!鉄腕!DASH!!（隔週で前半・後半枠入れ替え。別枠では同業者の日産も提供。2020年10月以降はカラー表示）
  - マツコ会議（2018年4月 - 、2020年10月以降はカラー表示）
- TBS系列
  - マツコの知らない世界（2018年10月 - ）[注釈 32]
  - 新・情報7DAYS ニュースキャスター  （2009年10月 - ）[注釈 33]
- フジテレビ系列
  - ホンマでっか!?TV（2019年10月 - ）
  - アウト×デラックス（2018年10月 - 、「月曜9時ドラマ」から移動。2019年10月からカラー表示）
  - さんまのお笑い向上委員会（2019年4月 - 、2019年10月からカラー表示）[注釈 34]
  - ジャンクSPORTS（2018年10月 - 、※「月曜9時ドラマ」から移動）
- テレビ朝日系列
  - サタデーステーション
  - くりぃむクイズ ミラクル9（2019年4月 - ）

過去（一社提供）
- 日本テレビ系列
  - トヨタ日曜ドキュメンタリー　知られざる世界（グループ提供）
  - サスペンス劇場
  - 恋のから騒ぎ（2004年3月まで）
  - 金曜23時枠（2004年4月 - 2005年9月）
    - アリゾナの魔法→プリティガレッジ
- TBS系列
  - 夢路
  - ワンステップ!
- フジテレビ系列
  - AKB自動車部
  - テラスハウス（2014年3月まで）
  - ミライ☆モンスター（2017年3月まで。現在の一社提供のスポンサーは旭化成に交代）
- テレビ朝日系列
  - 素敵な宇宙船地球号
  - 人生の楽園（2009年3月まで）
- テレビ東京系列
  - デリバティブTV
  - 地球街道
  - ドラGO!
  - 車あるんですけど…?

過去（複数社提供）
- 日本テレビ系列
  - 平日最終版ニュース枠
    - NNNきょうの出来事→NEWS ZERO

  - 世界まる見え!テレビ特捜部（2006年5月29日放送分から終了まではLEXUSもつくようになった）
  - 踊る!さんま御殿!!
  - 世界一受けたい授業（60秒。カラー表示）
  - ザ!世界仰天ニュース
  - 天才!志村どうぶつ園
  - 金曜ロードショー（LEXUSがつくこともあった。同業者のダイハツも提供）
  - 所さんの目がテン!（60秒）
  - 火曜サスペンス劇場（途中で降板）
  - 知ってるつもり?!（途中で降板）
  - 水曜ドラマ（途中で降板）
  - 木曜20時枠
    - 木曜スペシャル（20時台のみ）→マジカル頭脳パワー!!→週刊ストーリーランド→ウルトラショップ→国民クイズ常識の時間→摩訶!ジョーシキの穴→金のA様×銀のA様（途中で降板）

  - 木曜21時枠（ytv制作）
    - ニッポン旅×旅ショー（LEXUSがつくこともあった）→秘密のケンミンSHOW（現在は同業者のSUZUKIに交代している。また、ダイハツも提供）
- TBS系列
  - Gメン'75
  - ザ・サスペンス
  - 世界まるごとHOWマッチ（毎日放送制作）
  - 土曜22時枠
    - 土曜ドラマスペシャル→ドラマチック22→ブロードキャスター（LEXUSがつくこともあるが、2006年10月中は、提供クレジットを自粛しPT扱いであったが、同年11月4日放送分から、表示を再開した）

  - ぴったんこカン・カン
  - J-SPORTS・スーパーサッカーPLUS（LEXUSがつくこともある）
  - がっちりマンデー!!（2006年10月以降、経済情報番組故にLEXUSのみ）
  - 日曜劇場（2002年10月 - 2009年9月、90秒[注釈 35]）
  - 水曜劇場（途中で降板）
  - 日本が知りたい
  - 月曜ロードショー
  - 月曜ドラマスペシャル（その後マルコに交代。）
  - 金曜テレビの星!（途中で降板）
  - ランキンの楽園（途中で降板）
  - 金曜ドラマ（60秒、カラー表示。1994年4月 - 2003年3月・2006年10月 - 2018年9月まで。ホンダから引き継いだ[注釈 36]）
- フジテレビ系列
  - 月曜21時枠
    - 欽ドン!（第3次シリーズ）
    - 月曜9時ドラマ（60秒。1987年4月 - 1992年3月・1995年4月 - 2016年9月・2017年4月 - 2018年9月まで。LEXUS提供時はPT扱い。現在はホンダに交代。スポンサー枠は「アウト×デラックス」と「ジャンクSPORTS」にそれぞれ30秒移動）

  - すぽると!（日曜日以外・「LEXUS」CM時は提供クレジットを自粛、PT扱い）
  - 関西テレビ制作・火曜夜10時枠の連続ドラマ（60秒、カラー表示）
  - クイズ$ミリオネア
  - 奇跡体験!アンビリバボー
  - 脳内エステ IQサプリ（LEXUSがつくこともあるが、大衆的番組であるため、「LEXUS」の場合は提供クレジットを自粛し、PT扱い）
  - EZ!TV→情報ライブ EZ!TV（2002年4月よりKINCHOに替わって筆頭スポンサー）→スタ☆メン（LEXUSがつくこともある）
  - 火曜ワイドスペシャル（1993年10月 - 1997年3月）
  - 水曜21時枠（1985年4月 - 1992年9月）
    - 夜のヒットスタジオDELUXE（21時台のみ）→邦ちゃんのやまだかつてないテレビ→SOUND ARENA

  - 水曜22時枠
    - MJ -MUSIC JOURNAL-（1992年10月 - 1994年3月）→<<一時中断>>→明石家マンション物語→明石家ウケんねん物語→水10!（途中で降板）

  - テラスハウス（一社提供→筆頭スポンサー）
- 土曜19時枠
  - さまぁ〜ずの神ギ問→超逆境クイズバトル!! 99人の壁
- テレビ朝日系列
  - 地球号食堂〜エコめし宣言
  - まじめにふまじめ かいけつゾロリ（メ〜テレのみ）
  - 日曜洋画劇場（90秒→60秒、LEXUSがつくこともある）→日曜エンターテインメント（60秒）
  - ワールドプロレスリング
  - ミュージックステーション
  - 陸海空 地球征服するなんて→陸海空 こんなところでヤバイバル（※月曜深夜時代は週によってはPT扱い、後半ナショナルスポンサー）
  - 雨上がり決死隊のトーク番組アメトーーク!
  - 金曜21時枠
    - 素敵にドキュメント→驚きももの木20世紀→<<一時中断>>→テレビ朝日・ABC金曜9時枠の連続ドラマ

  - 人気者でいこう!
  - テレビ朝日火曜9時枠の連続ドラマ
  - ドラえもん
- テレビ東京系列
  - ワールドビジネスサテライト（LEXUSがつくこともある）
  - 木曜洋画劇場
  - MUSIX!

### ラジオ
現在（一社提供）
- JFN
  - TOYOTA Athlete Beat
- JFL
  - TOYOTA DRIVE IN JAPAN

## 事件・不祥事・問題
中古車の架空販売
トヨタ自動車が全額出資する大阪トヨタ自動車（旧大阪トヨペット）が、2004年、国産中古車を社員名義で自動車登録を行い、販売実績を引き上げる架空販売を行なっていた。大阪府警察は2006年10月10日、社員ら4名を電磁的公正証書原本不実記録および供用の疑いで逮捕した。
北米トヨタでのセクハラ
過労・サービス残業問題
トヨタ自動車中国広告問題
自動車整備士国家試験問題漏洩問題
2003年（平成15年）11月30日（日）に行われた一級小型自動車整備士技能検定の筆記試験の問題が、トヨタ自動車の自動車整備士技能検定専門委員から事前にトヨタ系列ディーラーに配られた練習問題集に記載され漏洩している事が発覚した。国土交通省は、この試験に受験したトヨタ及びトヨタ関係会社に所属する全員（3291名）の受験を取り消し、トヨタ自動車の検定専門委員を解任、トヨタ自動車に対し警告文書を交付した。トヨタ自動車に対し、国土交通省が行政処分などを行わず、警告措置で済ませたことに対し日本共産党などが、国家試験の根底を覆す異常な事態だなどとして異議を唱えた。
日本国内でのリコールの放置
1988年にモデルチェンジしたハイラックスについて、2004年8月に熊本県内でハイラックスのハンドル操作が利かなくなる交通事故が発生した。
2005年8月に熊本県警察は、車軸の欠陥が存在していたにもかかわらず、販売済の車両についてリコールを行わなかった、として同社を家宅捜索。同社に1988年12月のモデルチェンジ以降に販売店から5件のリレーロッドが折れる事故が報告され、96年ごろの社内調査で強度不足が発覚していたこと、新規生産分は改良品に切り替えたが市場に出回った分は放置していた事が県警調査で明らかになった。翌2006年7月、 熊本県警は業務上過失傷害の疑いでトヨタ自動車の品質保証部門の歴代三部長を書類送検した。2007年6月に、松尾邦弘元検事総長がトヨタ自動車株式会社社外監査役に就任した。2007年7月13日、熊本地方検察庁は（1）96年時点でロッド欠損などの不具合を報告する販売店からの報告は4件だけだった。（2）菊池市の事故まで人身事故はなかったなどの理由から、リコールしなければならない状況だったとは言えないとして3名を不起訴処分（嫌疑不十分）とした。
アメリカでの大規模リコール
- 2010年2月22日、米ABCテレビは南イリノイ大学のデビッド・ギルバート教授が行ったトヨタ車を急加速させる実験の映像を流し、車両に問題があることを示す報道を行ったが、翌月にトヨタ自動車側は報道された不具合は発生し得ないと指摘した。それを受けABC側は同年3月12日に、該当の報道は映像に操作を施した捏造であったと認めた。
- 2010年4月14日、アメリカ消費者団体専門誌「コンシューマー・リポート」で特定の運転状況下で横転する危険性を指摘され、全世界でレクサスGX460の販売を一時停止し、4月19日に全世界で約1万3,000台を対象に、車両安定制御装置ソフトウェアの修正を発表、同様にプラドも約2万1,000台を対象に実施した[注釈 38][237]。
- 2010年6月21日、中国の広州にあるデンソー系の電装（広州南沙）有限公司にて待遇改善を求めてストライキが発生し、トヨタの広州工場に対する自動車燃料噴射装置などの部品の供給が停止した[238]。
- 2010年8月13日、米高速道路交通安全局（NHTSA）は、電子系統に異常がなく、事故のほとんどが運転者の人為的なミスによるものであると報告、2011年2月8日に、米運輸省は、NHTSAと米航空宇宙局（NASA）による10ヶ月の共同調査の結果を踏まえて、電子制御装置に欠陥はなかったと発表した[239]。NASAは電子制御装置に異常は見られず、NHTSAは加速ペダルと運転席フロアマットの欠陥は問題は確認されたものの、急発進事故のほとんどが運転手のミスと確認された[240]。ワシントン・ポストなど各新聞は「トヨタ叩きは政治的に引き起こされたヒステリーだった」と議会などを批判した[241]。一方、米消費者団体は政府の調査は不十分とした[240]。
- 2014年3月19日、アメリカ合衆国司法省とトヨタ自動車は、リコール問題の最終的な和解案に合意。トヨタ側が12億ドルの和解金の支払いとリコールに対する約束事項の遵守を負うこととなった。巨額の賠償金もさることながら、折りしもゼネラルモーターズでも大規模なリコール問題が生じたタイミングであり、アメリカにおけるリコール問題処理の模範になるものとして注目され[242]、日本国内でも連日報道されて大きな話題となった。

紛争地域でのトヨタ車人気
トヨタのハイラックスやランドクルーザー、ハイエースなどは、走行性能・耐久性・修理のし易さに優れているので、中東などの紛争地帯で非常に愛用されている。1980年代のチャドの内戦で政府軍・反政府軍ともにハイラックスのテクニカルで戦ったため、「トヨタ戦争」と呼ばれた。
ISIL もトヨタの車両を愛用していることから「トヨタはイスラミック・ステートのスポンサー」と揶揄されたことで、アメリカ合衆国財務省がトヨタ自動車に説明を求めた。これに対してトヨタの米国法人は、テロ活動の恐れがある購入希望者に、自動車を販売しない厳格な規定を採用しているとし、一方で中古車の販売や自動車窃盗など、全ての経路を断つことは「どのメーカーでも不可能だ」と反論している。
実際はアメリカ合衆国国務省が、シリア自由軍への救援物資のリストにトヨタ車が含まれており、これが横流し・略奪されてISILの手に渡っていたことが判明した。トルコ・ヨルダン・イラクなどからも調達できるルートが存在しているとされる。
日本国外における法的トラブル
1990年1月1日から2006年5月22日の間に、北米の関係会社Toyota Motor Credit Corporationが、アフリカ系アメリカ人（黒人）とヒスパニック系アメリカ人に対し、白人に対して融資する際の年率（APR）より高い値を設定し、人種差別を基に不当に利益を上げていたとして、カリフォルニア州中央行政裁判所、およびサンフランシスコ郡高等裁判所に起訴された。
2006年9月20日に、フォード・モーター、ゼネラルモーターズ、ダイムラー・クライスラー、ホンダ、日産自動車と共にカリフォルニア州検事総長のビル・ロッキヤーによってオークランド地方裁判所に地球温暖化の対策を講じてこなかったとして起訴された。
2019年11月18日には、ゼネラル・モーターズ、フィアット・クライスラー・オートモービルズ、日産自動車と共に、現行の基準値を緩和した連邦政府案よりも厳格な排ガス基準 （ZEV規制） をカリフォルニア州が導入するのを禁止するトランプ政権の取り組みへの支持を打ち出したため、カリフォルニア州は同社の新車購入を2020年から全面的に停止すると発表した。同規制を導入している州はアリゾナ、マサチューセッツ、ニューヨーク、オレゴン、メリーランドなど10州にのぼる。
米国籍役員による違法薬物の密輸
2015年6月、アメリカ国籍の同社初の女性役員（チーフコミュニケーションオフィサー＝広報トップ）が、アメリカから麻薬成分を含む鎮痛剤オキシコドン57錠を、ネックレスと虚偽申告をした上で箱の二重底に隠して宅配便で密輸した疑いで、警視庁に麻薬及び向精神薬取締法違反容疑で逮捕された。同年6月30日に被疑者の役員が辞表を提出してトヨタに受理され7月1日に辞任が発表された。7月8日、本人に違法性の認識が薄かったことや既に役員を辞任したことが考慮され不起訴処分で釈放された。いくつかの米メディアは背後でキャロライン・ケネディ駐日アメリカ大使が被疑者の役員辞任を条件に釈放を働きかけたこと、2月に発生した類似事件でも米国人釈放に関与していたことを報じている。女性役員は2022年6月20日付でトヨタに復帰し、北米トヨタのシニアメディアアドバイザーに就任した。
所得税の源泉徴収漏れ
世界ラリー選手権のラリー用車両の開発などに絡んで同社が2014年度から2016年度までに海外企業などに支払った20億円超について、名古屋国税局の税務調査で所得税の源泉徴収漏れを指摘されていたことが、2017年10月に判明。本来一定割合を天引きして日本で納税すべきだったところ、海外子会社がある現地で納税していた。これ以外に海外で定年を迎えた出向者への退職金などで源泉徴収漏れを指摘されたという。こうした一連の経理上のミスは海外取引の増加や複雑化などが背景にあるとみられる。
パワーハラスメントによる社員の自殺
2019年11月、トヨタ自動車の男性社員（当時28歳）が2017年に自殺したのは、上司からパワーハラスメントを受け適応障害を発症したのが原因だったとして、豊田労働基準監督署が労災認定していたことが分かった。
遺族の代理人弁護士によると、男性は東京大学大学院を卒業後にトヨタ自動車に入社。入社2年目の2016年3月から本社の車両設計部門に配属されたが、上司から「死んだ方がいい」「なめてんのか」「学歴ロンダリングだ」と言われるなどのパワハラを日常的に受けるようになり、個室に呼ばれ「発言を録音してないだろうな。携帯電話を出せ」と言われたとも相談していたが、同年6月ごろには精神疾患を発症した。翌月から3ヶ月間休職し、別のグループに異動して職場に復帰したが、席は同じ上司のすぐ近くだった。2017年10月30日、男性は社員寮の自室で自殺した。
トヨタ自動車は当初、社内調査を踏まえパワハラと自殺との因果関係は否定したが、2019年9月に豊田労働基準監督署は遺族の主張に沿う形で労災を認定した。豊田社長は男性社員の自殺が報道された後の2019年11月、「ニュースで初めて知った。取り返しのつかないことになってしまい、心からお詫びします」と、遺族を訪ねて頭を下げたほか、和解成立時の2021年4月にも大阪市内で遺族と面会し、謝罪した。和解したのは4月7日付だが、和解金の金額は非公表である。
販売店での車検不正
- 2021年
  - 3月30日、愛知県の販売会社であるネッツトヨタ愛知（愛知トヨタ自動車の子会社）のプラザ豊橋店にて、車検に必要な点検や整備の一部を省略していたことが発覚したことを受け、中部運輸局は同店の指定整備事業の取り消しと検査員7人の解任の行政処分を行なった[262]。
  - 7月20日、トヨタは直営販売会社であるトヨタモビリティ東京でも同様の不正があったと発表した[263][264]。同社が運営するレクサス高輪店で、過去2年間で全体の3分の1に当たる565台について、基準値に満たすよう数値の書き換えや一部の検査を行わないといった車検不正が行われていた[263]。トヨタモビリティ東京はネッツトヨタ愛知の不正発覚後に自主点検を行なっていたが不正を見つけ出せず、同年6月17日の関東運輸局からの監査で初めて発覚した[264][265]。
  - 8月、こうした事態を受け、トヨタは自社のホームページから最短45分で車検を済ませる「45分車検」の記述を削除した[266]。
  - 9月、山梨県の販売会社であるネッツトヨタ山梨は、本社セイリア店にて不正車検が行われていたことを発表した[267]。山梨運輸支局の監査で指摘を受けて調査したところ、2019年8月から2021年8月までに本社セイリア店で車検整備を行った260台の車両で不正が行われていたことが発覚した[268]。
  - 9月29日、関東運輸局はトヨタモビリティ東京のレクサス高輪店に対し、指定自動車整備事業の指定取消処分を行った[269]。同日、トヨタは一連の不正車検問題を受けて全国のトヨタ・レクサス販売店4852拠点を総点検し、販売店11社12店舗で不正車検が行われていた事を発表した[270]。発覚した12件のうち、総点検を含めトヨタ社内で見つけたのは8件。残りの4件は国土交通省各運輸支局からの監査で判明した[270]。
  - 10月20日、関東運輸局はネッツトヨタ山梨の本社セイリア店に対し、指定自動車整備事業の指定取消処分を行った[271]。また、新たに不正が発覚した各県の販売店に対し、各地方運輸局は6店舗に車検業務停止の行政処分、4店舗に文書警告または口頭注意を行なった[271][272]。

顧客情報の無断利用
2021年8月、トヨタは販売会社9社において、顧客の同意を得ずに個人情報を取得し、「TOYOTA/LEXUSの共通ID」の登録に使用していたと公表した。これらの販売会社は車両注文書やアンケートなどへ記載された個人情報3318名分について、営業スタッフが顧客の同意を得ないままトヨタへ提供し、IDを登録していた。登録された情報には、氏名、生年月日、性別、住所、電話番号、車両の所有情報が含まれており、トヨタはこれらのIDおよび個人情報を同社が保有するサーバーから削除した。トヨタは販売店にID取得数のノルマは課していなかったが、評価指標として奨励しており、このことが不正の一因になったとしている。
同年9月には、さらに別の販売会社27社が5797人分の個人情報を無断で登録していたことが分かったと発表した。
自動運転オペレーターのトヨタ社員を書類送検
2022年1月6日、警視庁はバスのオペレーターでトヨタ自動車の男性社員（39歳）を自動車運転死傷処罰法違反（過失運転致傷）で書類送検した。男性社員は東京パラリンピックが開かれていた2021年8月26日午後2時ごろ、選手村を通る区道で、トヨタの電気自動車「eパレット」（定員20人）を走らせた際に北薗新光選手に接触し、左足に2日間の怪我を負わせた。北薗選手は事故後、試合を欠場した。
東京オリンピック・パラリンピック競技大会組織委員会は事故から1日半後に公表したことについて、トヨタが最高位スポンサーだから配慮したのではないか？といった指摘がされたが、忖度を否定した。3月4日、東京地方検察庁は男性社員を不起訴（起訴猶予）とした。
電通のインターネット広告における不正詐欺被害
2016年7月、広告主であるトヨタ自動車から広告代理店電通に対してインターネット広告で効果が出ていない指摘があり、電通の社内調査の結果、架空請求の不正が発覚した。